# Les Clayes-sous-Bois
Les Clayes-sous-Bois sont une commune française située dans le département des Yvelines en région Île-de-France. Ses habitants sont appelés les Clétiens.
Village dont l'église et un premier château sont construits au XIIe siècle, Les Clayes reste jusqu'au XIXe siècle un territoire essentiellement agricole, organisé autour de l'actuelle rue Henri-Prou, cœur du quartier historique. Au XIVe siècle, un relais de chasse est érigé plus au sud, que fréquenta la favorite royale Diane de Poitiers ; vers 1556, elle aurait planté un arbre remarquable qui porte désormais son nom. Dans les années 1800-1810, un nouveau château est construit près du relais de chasse ; il est incendié par les Allemands en 1944. Au XIXe siècle, d'autres demeures bourgeoises sont bâties, comme le château des Bruyères (détruit lui aussi depuis) puis, avec le raccordement de la ville au train dans les années 1860 et l'urbanisation progressive de la région parisienne dans l'entre-deux-guerres, des habitations plus modestes. C'est surtout après la Seconde Guerre mondiale que la population s'accroit fortement, donnant lieu à la création de nouveaux quartiers pavillonnaires, de tours d'immeubles (quartier de L'Avre, résidence Toit et joie) et, depuis la fin du siècle, de zones commerciales (Alpha Park, One Nation).

## Géographie

### Localisation
La commune des Clayes-sous-Bois est située à 14 km environ à l'ouest de Versailles et à 30 km  à l'ouest de Paris, au sud-ouest de la plaine de Versailles. La commune est très urbanisée, essentiellement en habitat pavillonnaire, à l'exception de sa partie sud couverte par une partie de la forêt de Bois-d'Arcy.

### Communes limitrophes
Elle est limitrophe de Chavenay au nord, de Villepreux au nord-est, de Bois-d'Arcy à l'est sud-est, de Trappes au sud, sur environ 700 mètres, et de Plaisir à l'ouest sud-ouest.

### Hydrographie

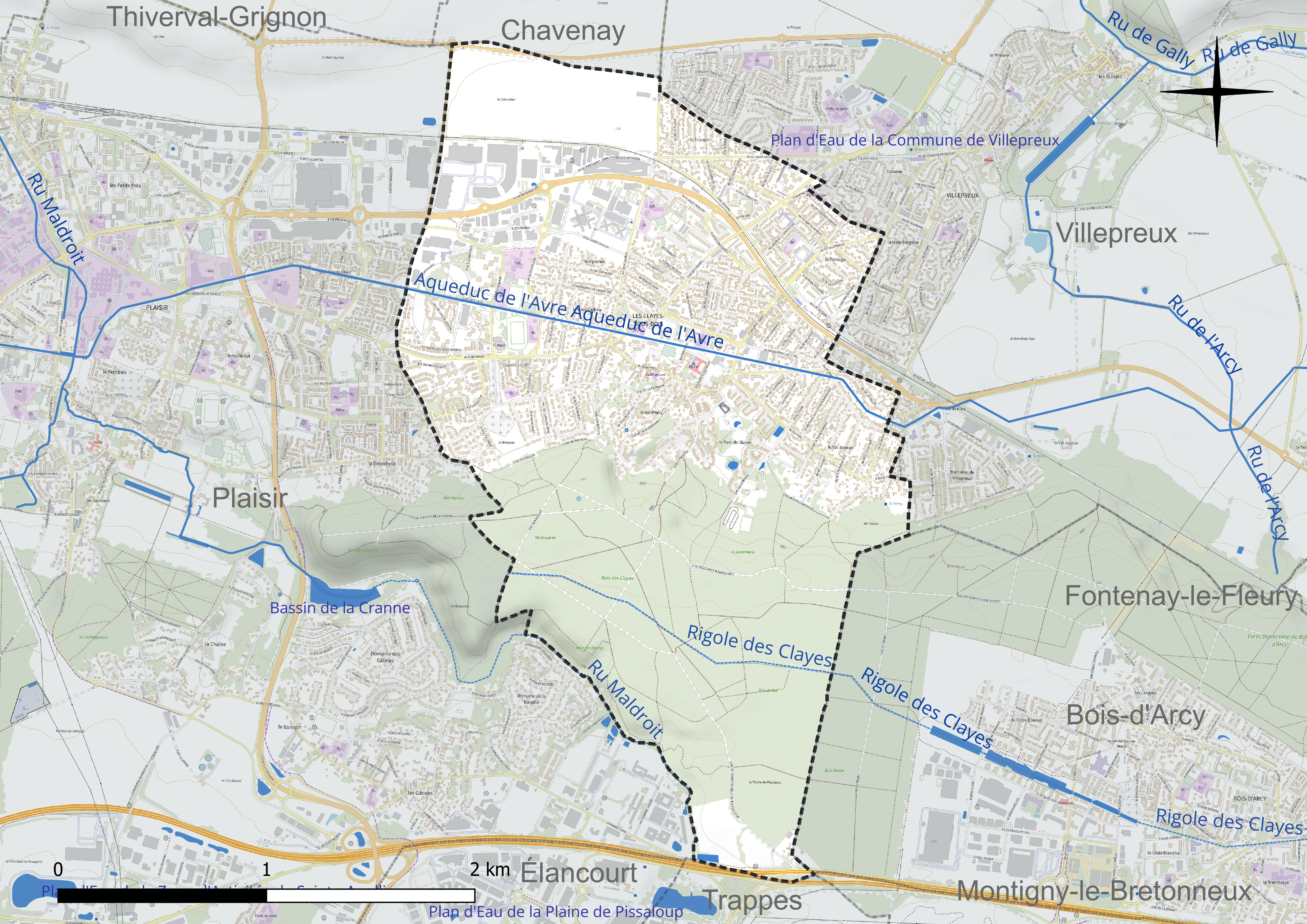
Réseau hydrographique des Clayes-sous-Bois.

La commune est irriguée dans le sud par le ru Maldroit, affluent de la Mauldre.
Elle est située intégralement dans le bassin versant de la Mauldre, géré depuis 1992 par le COBAHMA (Comité de bassin hydrographique de la Mauldre et de ses affluents), sous l'égide du conseil général des Yvelines et pour lequel un schéma d'aménagement et de gestion des eaux (SAGE) a été mis en œuvre. Cependant, elle se trouve partiellement dans le sous-bassin du Maldroit (sud et ouest) et pour le restant (nord-est) dans le sous-bassin du ru de Gally, bien que n'étant pas traversée par le ru lui-même.
L'aqueduc de l'Avre, ouvrage enterré qui alimente Paris en  eau potable, traverse le territoire des Clayes d'ouest en est.

### Climat
Pour des articles plus généraux, voir Climat de l'Île-de-France et Climat des Yvelines.
En 2010, le climat de la commune est de type climat océanique dégradé des plaines du Centre et du Nord, selon une étude du CNRS s'appuyant sur une série de données couvrant la période 1971-2000. En 2020, Météo-France publie une typologie des climats de la France métropolitaine dans laquelle la commune est dans une zone de transition entre le climat océanique et le climat océanique altéré et est dans la région climatique  Sud-ouest du bassin Parisien, caractérisée par une faible pluviométrie, notamment au printemps (120 à 150 mm) et un hiver froid (3,5 °C).
Pour la période 1971-2000, la température annuelle moyenne est de 10,9 °C, avec une amplitude thermique annuelle de 14,8 °C. Le cumul annuel moyen de précipitations est de 672 mm, avec 10,7 jours de précipitations en janvier et 7,9 jours en juillet. Pour la période 1991-2020, la température moyenne annuelle observée sur la station météorologique la plus proche, située sur la commune de Trappes à 5 km à vol d'oiseau, est de 11,6 °C et le cumul annuel moyen de précipitations est de 686,3 mm,. Pour l'avenir, les paramètres climatiques de la commune estimés pour 2050 selon différents scénarios d'émission de gaz à effet de serre sont consultables sur un site dédié publié par Météo-France en novembre 2022.
| Mois                                  | jan.             | fév.             | mars             | avril           | mai             | juin           | jui.          | août          | sep.            | oct.            | nov.            | déc.             | année      |
| ------------------------------------- | ---------------- | ---------------- | ---------------- | --------------- | --------------- | -------------- | ------------- | ------------- | --------------- | --------------- | --------------- | ---------------- | ---------- |
| Température minimale moyenne (°C)     | 1,9              | 1,8              | 3,9              | 6               | 9,4             | 12,5           | 14,4          | 14,2          | 11,3            | 8,5             | 4,8             | 2,4              | 7,6        |
| Température moyenne (°C)              | 4,3              | 4,9              | 7,9              | 10,7            | 14,1            | 17,3           | 19,5          | 19,4          | 16              | 12,2            | 7,6             | 4,8              | 11,6       |
| Température maximale moyenne (°C)     | 6,8              | 8                | 11,9             | 15,4            | 18,8            | 22,1           | 24,6          | 24,6          | 20,7            | 15,8            | 10,4            | 7,2              | 15,5       |
| Record de froid (°C) date du record   | −15,8 17.01.1985 | −15,6 13.02.1929 | −10,5 07.03.1971 | −4,1 12.04.1986 | −1,2 07.05.1957 | 0,1 01.06.1936 | 2 09.07.1929  | 4 31.08.1928  | −0,5 20.09.1952 | −5,2 28.10.1931 | −8,9 24.11.1998 | −14,3 22.12.1946 | −15,8 1985 |
| Record de chaleur (°C) date du record | 16 05.01.1999    | 20,3 27.02.19    | 24,7 31.03.21    | 28 18.04.1949   | 30,9 27.05.05   | 36 18.06.22    | 40,6 25.07.19 | 39,1 06.08.03 | 34,6 09.09.23   | 29 01.10.1985   | 21 03.11.1927   | 16,8 07.12.00    | 40,6 2019  |
| Ensoleillement (h)                    | 57               | 806              | 1 337            | 1 758           | 2 017           | 2 096          | 2 223         | 2 163         | 1 769           | 1 168           | 676             | 553              | 17 138     |
| Précipitations (mm)                   | 56,2             | 49,9             | 50,1             | 49,9            | 66              | 57             | 56,3          | 56,1          | 49,8            | 61,8            | 61,2            | 72               | 686,3      |

## Urbanisme

### Typologie
Au 1er janvier 2024, Les Clayes-sous-Bois sont catégorisées grand centre urbain, selon la nouvelle grille communale de densité à sept niveaux définie par l'Insee en 2022.
Elle appartient à l'unité urbaine de Paris, une agglomération inter-départementale regroupant 407  communes, dont elle est une commune de la banlieue,,. Par ailleurs la commune fait partie de l'aire d'attraction de Paris, dont elle est une commune du pôle principal,. Cette aire regroupe 1 929 communes,.

### Occupation des sols
Le tableau ci-dessous présente l'occupation des sols de la commune en 2018, telle qu'elle ressort de la base de données européenne d’occupation biophysique des sols Corine Land Cover (CLC).
| Type d’occupation                                              | Pourcentage | Superficie (en hectares) |
| -------------------------------------------------------------- | ----------- | ------------------------ |
| Tissu urbain discontinu                                        | 48,4 %      | 295                      |
| Zones industrielles ou commerciales et installations publiques | 10,0 %      | 61                       |
| Terres arables hors périmètres d'irrigation                    | 6,7 %       | 41                       |
| Forêts de feuillus                                             | 34,8 %      | 212                      |
| Source : Corine Land Cover                                     |             |                          |

## Transports et voies de communications

### Réseau routier

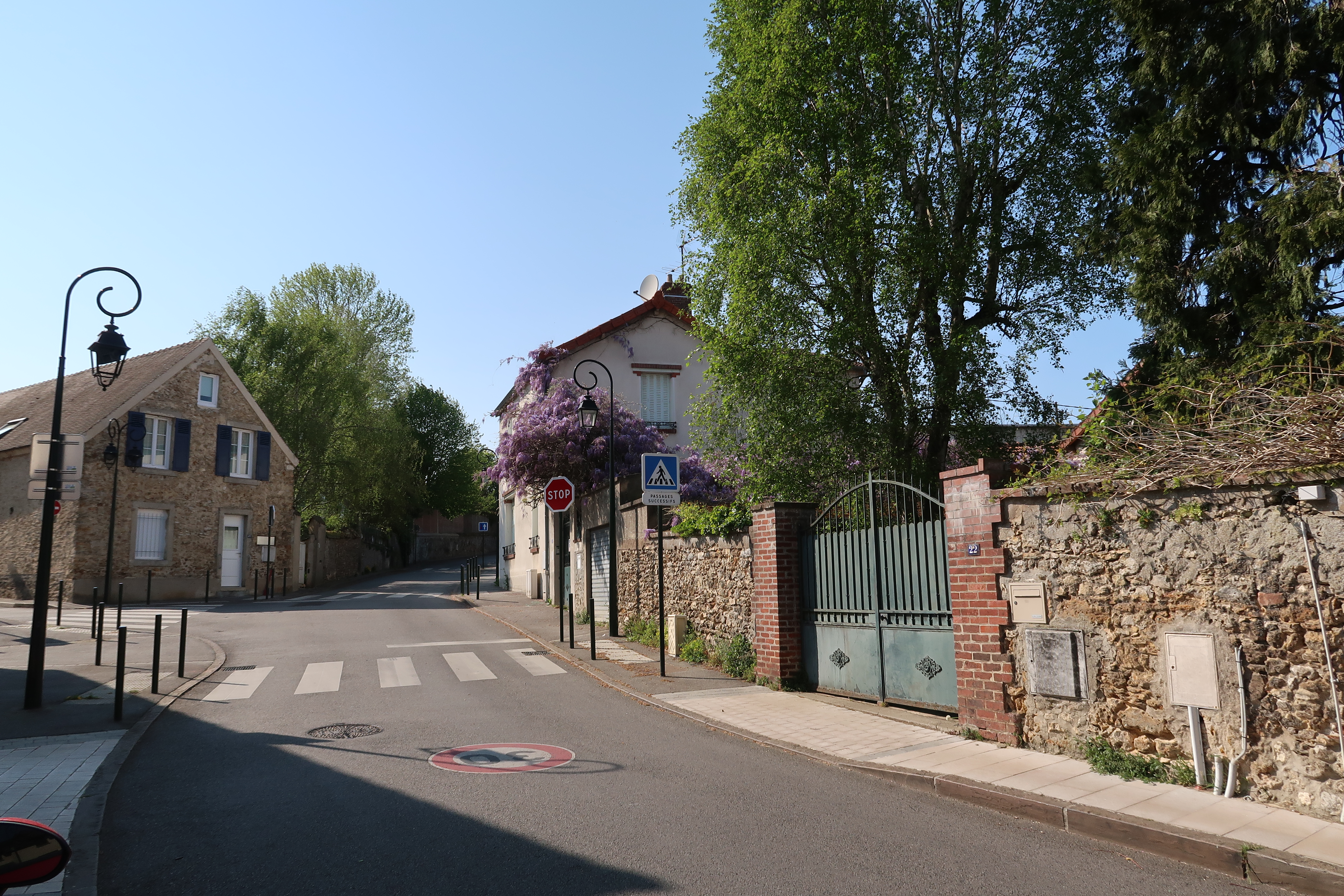
Rue Henri-Prou dans le quartier historique.

Les Clayes-sous-Bois sont desservies par la route départementale D 11 qui relie Versailles, à l'est, à Plaisir, à l'ouest. La route départementale D 98 permet, à partir de la D 11, de rejoindre Saint-Nom-la-Bretèche et Saint-Germain-en-Laye vers le nord.

### Desserte ferroviaire
La gare de Villepreux - Les Clayes est desservie, chaque jour de semaine, par des trains de la ligne N du Transilien à raison d'un train toutes les 30 minutes, sauf aux heures de pointe où la fréquence est d'un train toutes les 15 minutes.
Les trajets sont assurés par des Regio 2N, effectuant uniquement la relation Paris-Montparnasse ↔ Plaisir - Grignon ou Mantes-la-Jolie (terminus). Le temps de trajet est d'environ 40 minutes, depuis ou vers Paris-Montparnasse.

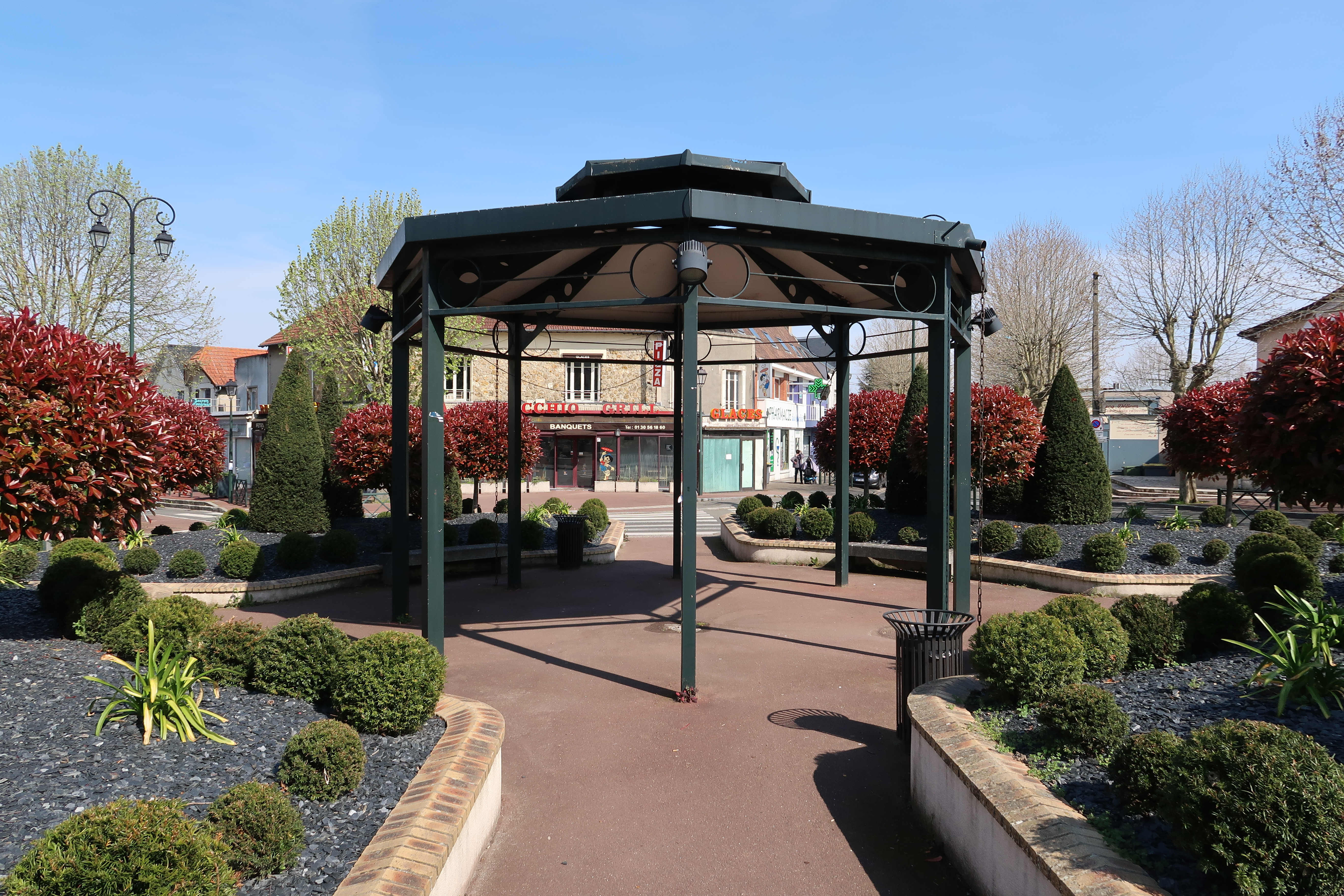
Kiosque place de la République, au cœur de la ville.
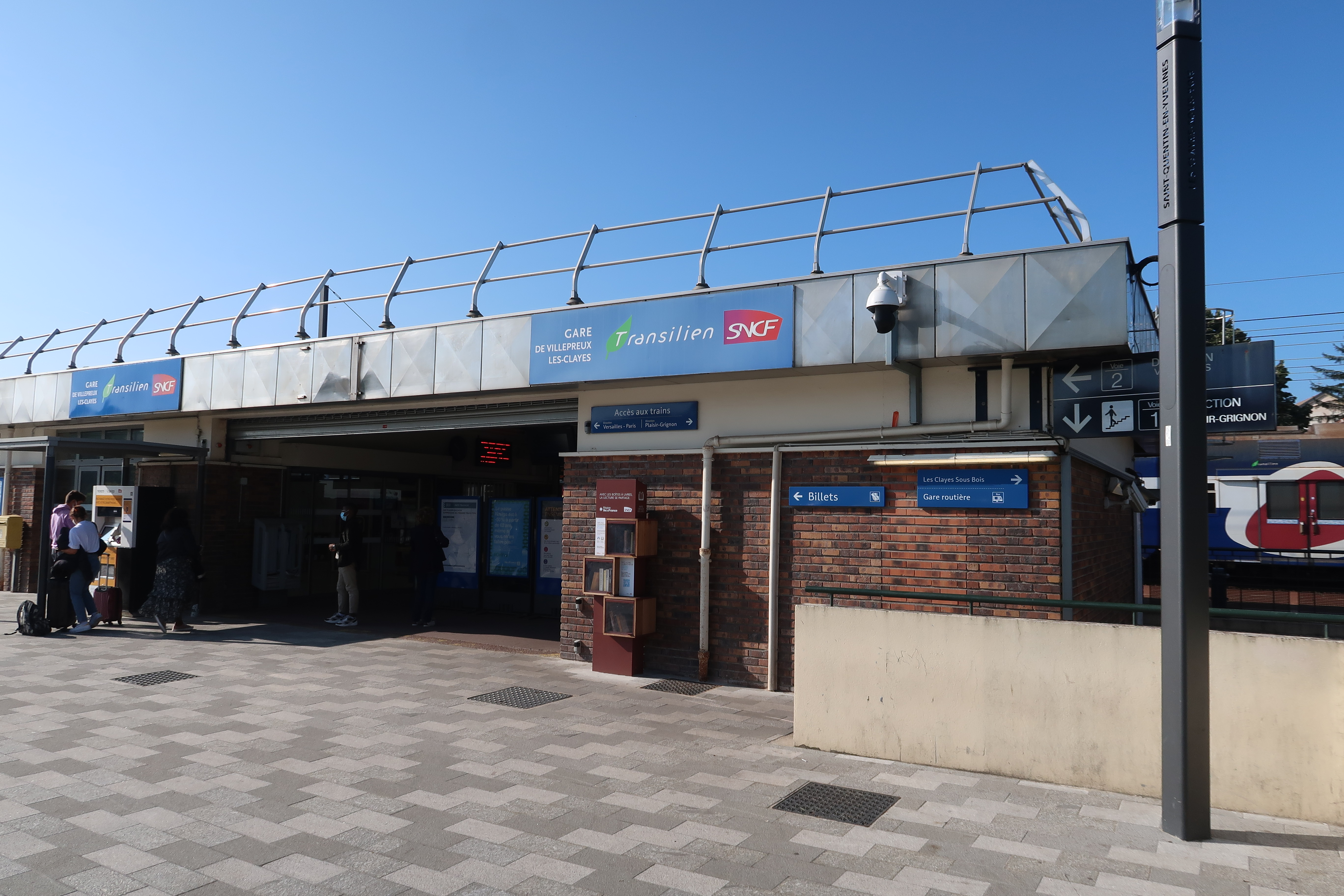
La gare de Villepreux - Les Clayes.
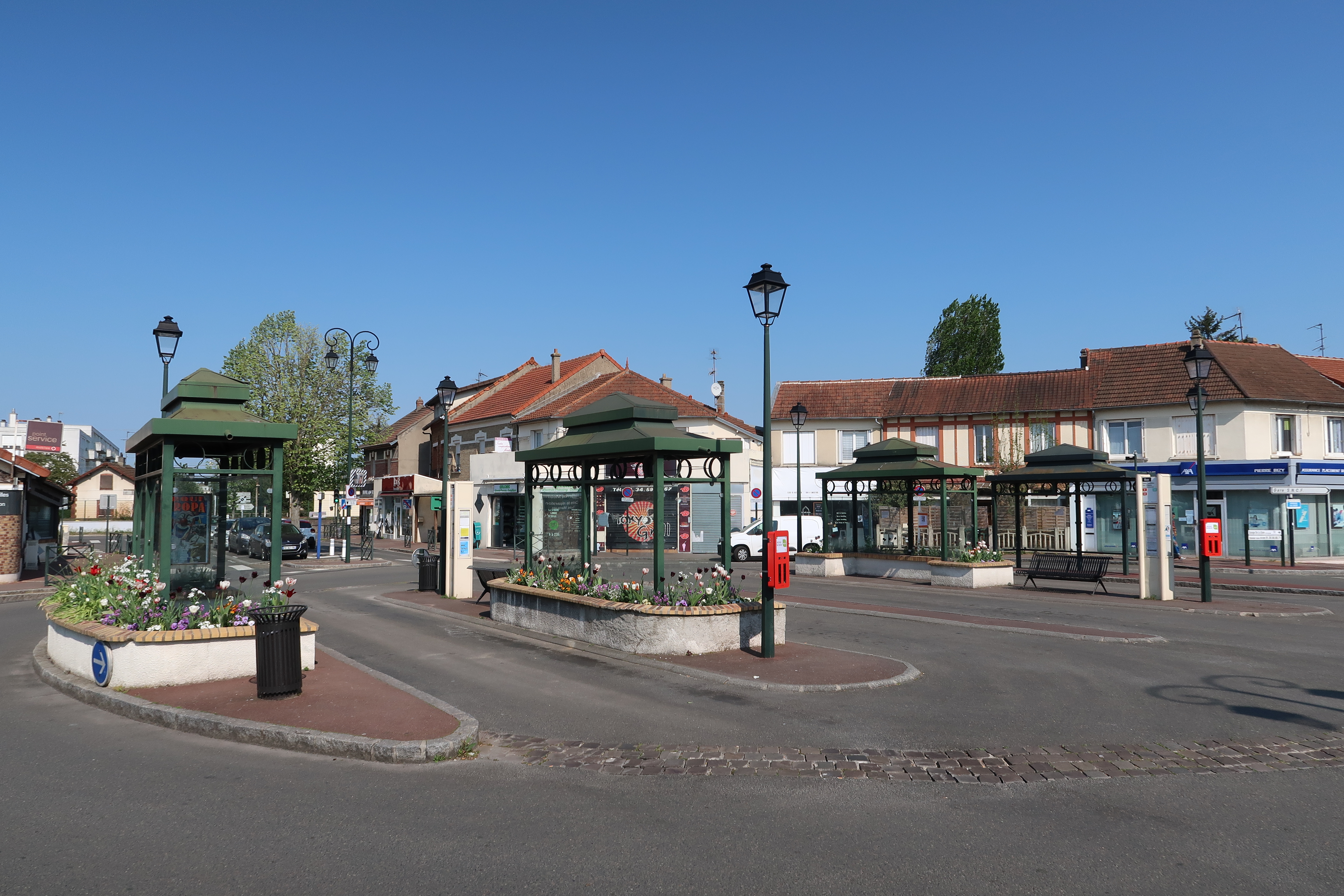
Station de bus, place Antoine-de-Saint-Exupéry.

### Bus
La commune est desservie par la ligne 17 du Réseau de bus Île-de-France Ouest, les lignes 23 et 27, M du réseau de bus Centre et Sud Yvelines et par les lignes 8 , 20, 42, 44, 45, 50 et Soir du réseau de bus de Saint-Quentin-en-Yvelines.

## Héraldique
| Blason | Blasonnement : D'azur à trois sapins de sinople posés 1 et 2 et à une clôture en pointe Commentaires : Le blason daterait de 1931 car il peut se lire « claie sous bois », nom officiel de la ville uniquement depuis cette date. |

## Toponymie
Clayes est attesté sous les formes Cleta[Quand ?], puis Eclois et Esclais au XIIIe siècle, Esclois, Escloiz en 1351, Clois, les Escleux en 1340, les Clayes en 1416, Escleux en 1431, Clayette en 1550, Claix en 1680, Clayes dès 1654, Les Clayes en 1793, Les Clayes-sous-Bois en 1931,.
La commune a ajouté le déterminant complémentaire -sous-Bois à son nom le 24 août 1931, par décret du président de la République Paul Doumer, à la demande du conseil municipal. Ses habitants sont appelés « Clétiens ».
Clayes viendrait d'un nom d'origine normande ou celte, cloi (clôture ou claie). Il s’agit apparemment d’une formation médiévale basée sur l'ancien français esclayer, dérivé du substantif verbal claie (anciennement claye) ayant divers sens : « grosse échelle de charpente », « treillis servant à divers usages », « ouvrage utilisé pour servir de barrage, écrille », « treillage qui ferme un champ, un pâturage », « instrument de supplice sur lequel on attachait le corps d'un condamné et qu'on faisait traîner », « treillage de bois sur lequel on déposait le cadavre d'un supplicié ou de la victime d'un meurtre ».
Le nom de Clais est également attesté comme ancien nom.
Le « bois des Clayes » représente le cœur de la forêt de Bois-d'Arcy depuis 1922.

## Histoire

### Préhistoire
Des bifaces polis, haches taillées et bracelets en bronze découverts sur le site des Clayes et aujourd'hui conservés au musée d'archéologie nationale de Saint-Germain-en-Laye témoignent de son occupation dès la Préhistoire.

### Moyen Âge
Une allée de pierre dont il reste des vestiges passait par le village. Il s'agit de nos jours du « chemin aux Bœufs », qui va jusqu'à la forêt ; comme son nom l'indique, cette route secondaire était empruntée pour le transport de bovins depuis la Normandie ; les bêtes étaient ensuite inspectées à Chavenay puis transférées aux marchés de Poissy et de Saint-Germain-en-Laye.
Au Moyen Âge, le territoire de l'ancien Empire romain se morcelle, donnant naissance à des fiefs dirigés par des seigneurs ; en échange de la protection de ces derniers, les paysans peuvent cultiver leurs terres en sécurité et utiliser le four et moulin en payant des banalités. Au début du XIIe siècle, les terres des Clais appartiennent à Simon de Cloyes. En 1118, il y fait construire un château, près de l'église. Celle-ci est érigée sur la partie haute du village vers 1100, sous le règne de Philippe Ier. Des fouilles menées en 1875 pour la construction du mur de clôture du cimetière Saint-Martin révèlent une cave oubliée ayant appartenu au château. En 1160, l'évêque de Chartres Robert III attribue la cure des Clayes à l'abbaye de Saint-Cyr, ce que confirme le pape Alexandre III par une bulle trois ans plus tard. À l'époque, l'impôt spirituel, la dîme, était payée au niveau de l'actuel 27 rue Henri-Prou, dans le lieu-dit de la « Grange aux dîmes ».
En 1357, les troupes du roi de Navarre Charles le Mauvais campent trois mois dans les villages des Clayes, de Villepreux et de Trappes, pillant les paroisses. Une bataille entre les troupes royales françaises et celles du roi de Navarre a lieu à l'est du village, dans un vallon longtemps désigné comme « Près Bataille ». En 1360, l'écuyer du roi Pierre Potel fait construire au sud du village un hôtel seigneurial (relais de chasse, profitant de la proximité avec la forêt de bois d'Arcy), dont l'aile sud, seul vestige depuis 1790, abrite de nos jours la bibliothèque municipale. Cet hôtel fut édifié au lieu-dit du Val Gally, à l'emplacement d'une maison de campagne appartenant aux religieuses de Notre-Dame-des-Anges de Saint-Cyr et qui fut brûlée pendant l'occupation de Charles le Mauvais. L'hôtel seigneurial formait un carré entouré d'une double enceinte, une muraille et des fossés qui subsistent jusqu'en 1866, quand ils furent comblés par M. Martignon.
En 1368, les terres des Clayes passent à Jean de Meslindon, allié de la famille de Villeneuve jusqu'en 1517. Elles connaissent ensuite quatre propriétaires successifs : Lambert Maigret, contrôleur général, André Leroy, notaire et secrétaire de François Ier, Gaillard Spifaine, contrôleur général des finances et Guillaume Poyet, second président du Parlement de Paris.

### Époque moderne

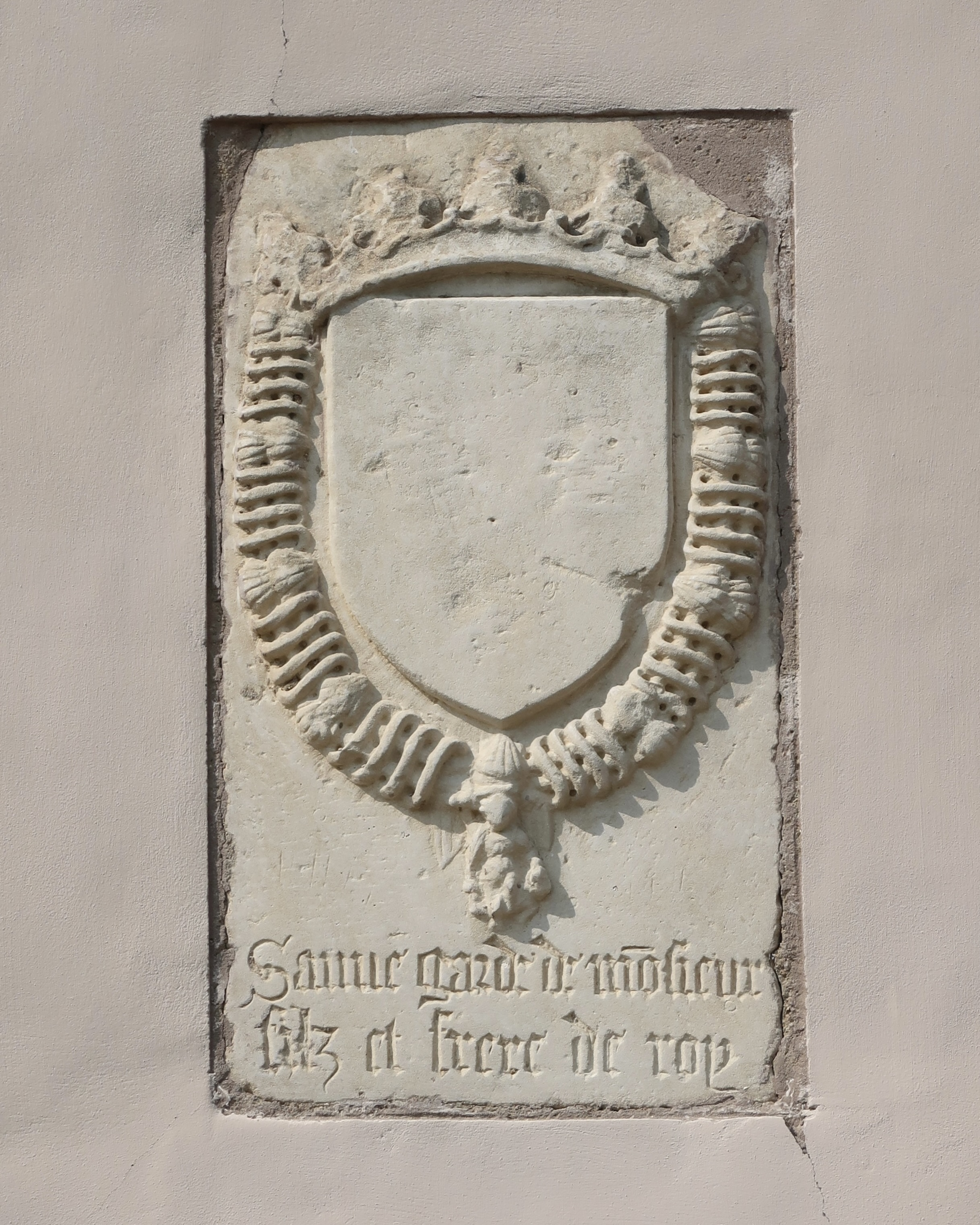
La plaque du XVIe siècle sur les communs du château.

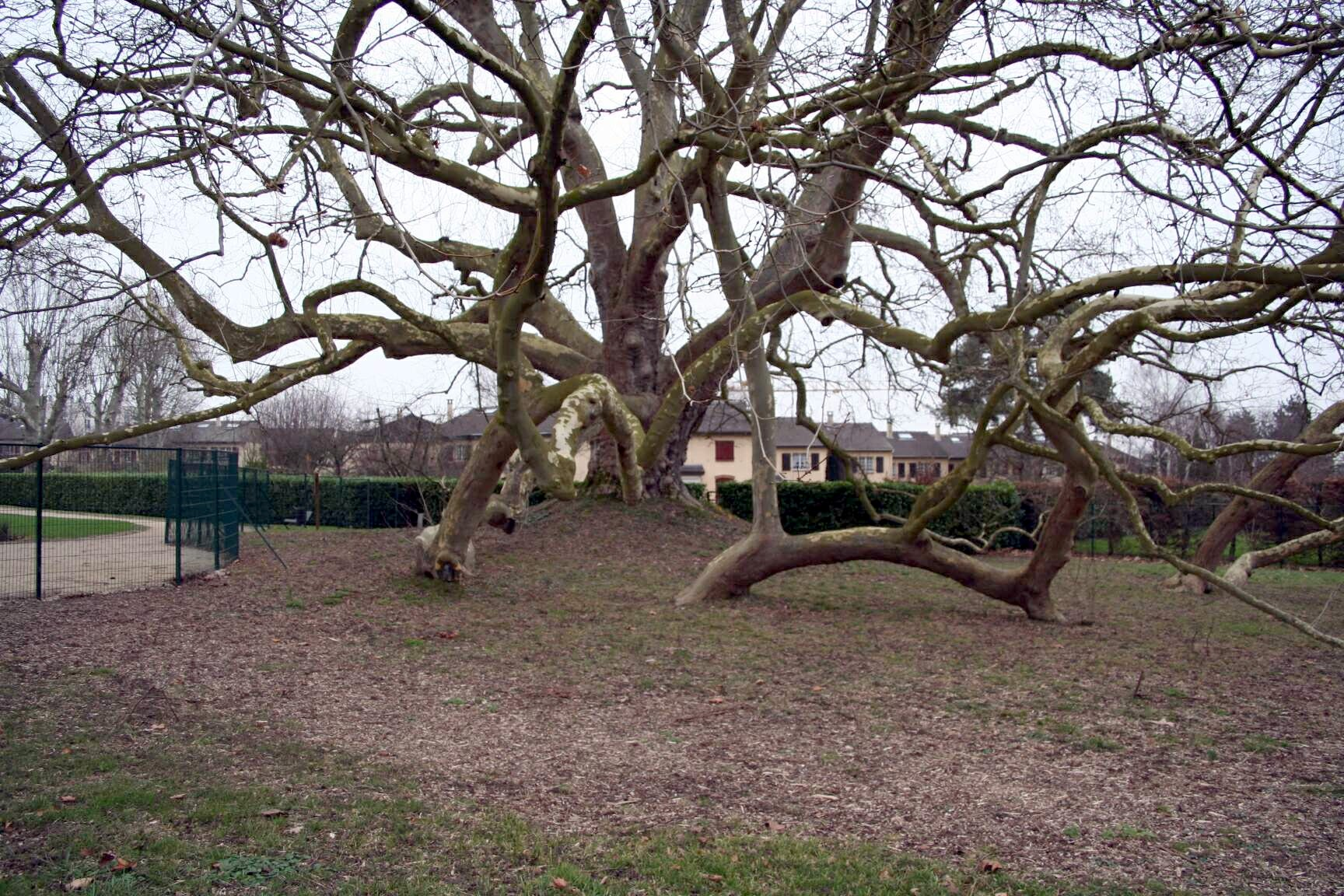
L'arbre de Diane en hiver.

La seigneurie des Clais est confisquée en 1537 à son propriétaire endetté, Gaillard Spifaine, et revient au roi de France. Le 24 décembre 1546, Anne de Pisseleu, favorite de François Ier, obtient de son amant les terres des Clayes, dont elle devient la châtelaine. En 1556, Diane de Poitiers, favorite de Henri II, en devient la propriétaire, dix ans après qu'Anne de Pisseleu ait été exilée et la seigneurie confisquée au profit du nouveau roi. Diane s'en sert comme d'un relais de chasse. Trois écussons gravés dans le marbre, situés dans la galerie à arcades du bâtiment, témoignent de son passage. Ils figurent Diane en laurier, en chasseresse et revêtue d'une armure. La maîtresse du roi aurait également planté le fameux « arbre de Diane » dans le parc,. Le domaine passe ensuite par héritage à sa fille Françoise de Brézé, qui le vend à François Coignet, notaire et secrétaire du seigneur de Pontchartrain. De nombreux propriétaires se succéderont, notamment le comte d'Albon.
En 1573, un an avant d'accéder au trône, le futur Henri III met le château des Clais sous protection royale. Une trace subsiste au-dessus d'une porte du corps de logis de l'ancien relais de chasse : il s'agit d'une « sauvegarde », une plaque représentant un écu ou un corps de blason, sur lequel sont gravées trois fleurs de lys entourées par un collier de l'ordre de Saint-Michel et surmontées par une couronne martelée. Dans une écriture gothique, une inscription située dessous indique : « Sauvegarde de monsieur Filz et frère de roy »,.
Dans une lettre du 21 septembre 1578, l'évêque de Chartres Nicolas de Thou écrit : « Avons à l'humble supplication des manants et habitants des Clais, en notre diocèse dédié et consacré à Dieu l'église du dict lieu construite sous l'invocation de Saint Martin et enclos en ce présent autel, des reliques du bras de Sainte Marguerite ». L'église est ainsi à Saint Martin, dont le culte est à l'époque propagé par le pouvoir royal, ce qui explique qu'un grand nombre de paroisses de la moitié nord de la France le prennent comme saint patron. Sous l'Ancien régime, la paroisse des Clais est censée percevoir 1/10e des récoltes (la dîme) de l'abbesse de Saint-Cyr mais en réalité, les curés n'en bénéficient que d'une petite part, la majorité restant entre les mains des ecclésiastiques. À l'époque, une assemblée de paroissiens s'occupait de la gestion matérielle de l'église, par exemple la perception des revenus et des loyers des terres et des maisons qui étaient sa propriété. Cela indique la relative aisance du village des Clais.
Sur le plateau sud, dans la forêt, de la commune subsistent des rigoles du XVIIe siècle ayant servi à alimenter Versailles en eau.

### Époque contemporaine

#### Révolution française
Au début de la Révolution française sont rédigés des cahiers de doléances. Les Clétiens réclament, note le site officiel de la commune, « l'abolition des droits seigneuriaux, la suppression des capitaineries leur interdisant de chasser et l’ouverture d'un embranchement du chemin des Clayes à Saint-Cyr pour se procurer des vivres par le commerce ».

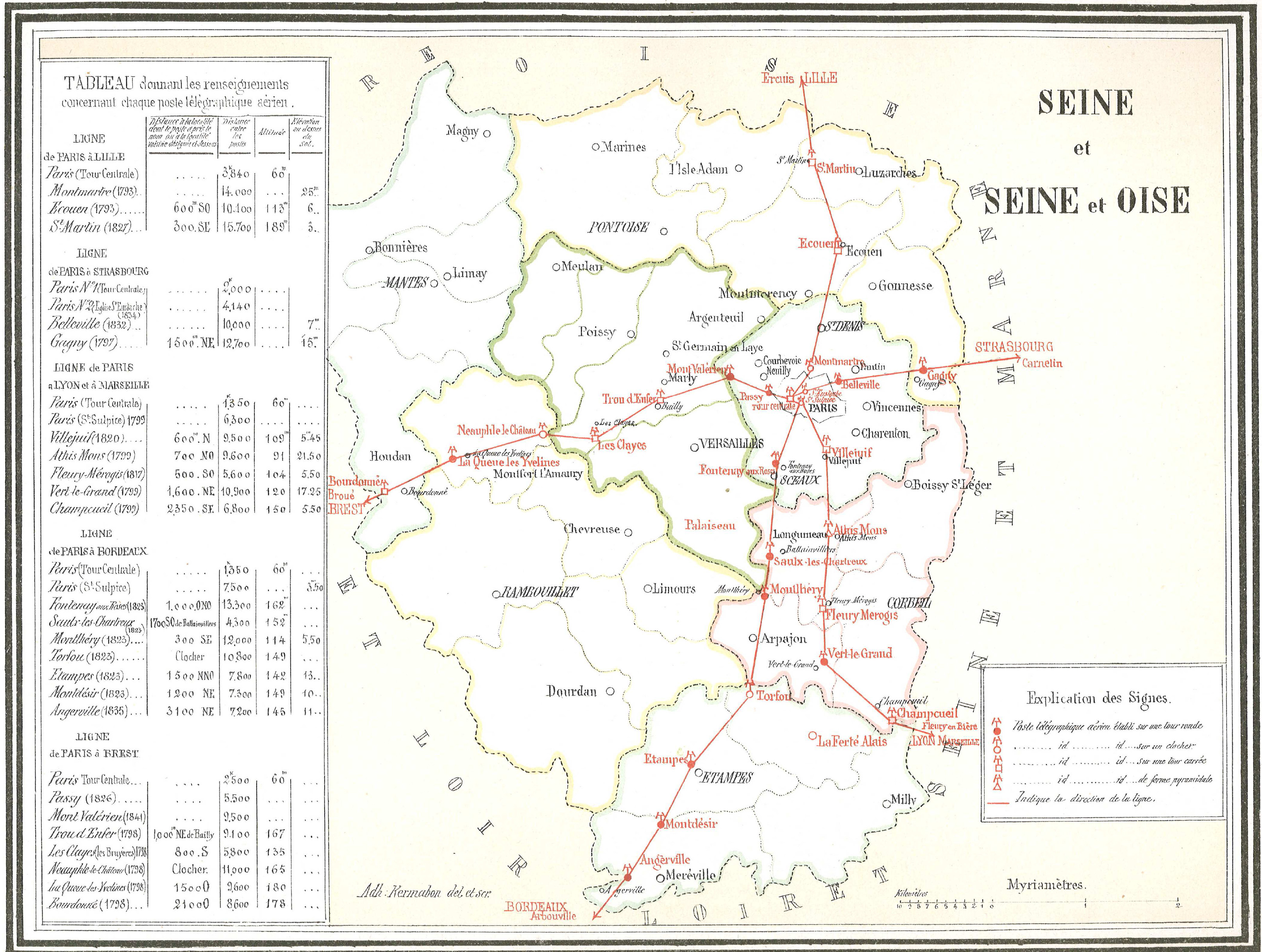
Les Clayes sur lAtlas des lignes télégraphiques aériennes construites en France de 1793 à 1852.

La première municipalité est élue le 26 mars 1790. Le 20 novembre 1791, le curé Le Duc est relevé de ses fonctions de maire et remplacé par Nicolas Barré, procureur de la commune. En octobre 1793, l'une des deux cloches de l'église est envoyée à la fonderie de canons. Le 11 frimaire 1793, le culte catholique cesse et les ornements et vases en argent de l'église sont offerts pour le « soutien de la République ». Ventôse an II, les « linges, ornements et fers » de l'église sont transportés au magasin du district de Versailles. Le 9 germinal an II, Martin Gascoin, le premier instituteur des Clayes est nommé. Une partie de l'ancien château seigneurial est détruite. Il n'en reste que l'aile sud de nos jours.
En 1799, un poste télégraphique est installé sur la Butte du Moulin, site alors non boisé. Il fait partie de la ligne Paris - Brest mise en place par Claude Chappe. La ligne est fermée et le poste abattu en 1852.

#### Le château des Clayes

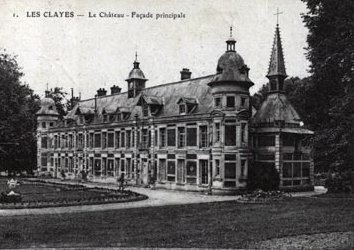
Façade principale du château (construit au début du XIXe siècle), vers 1900.

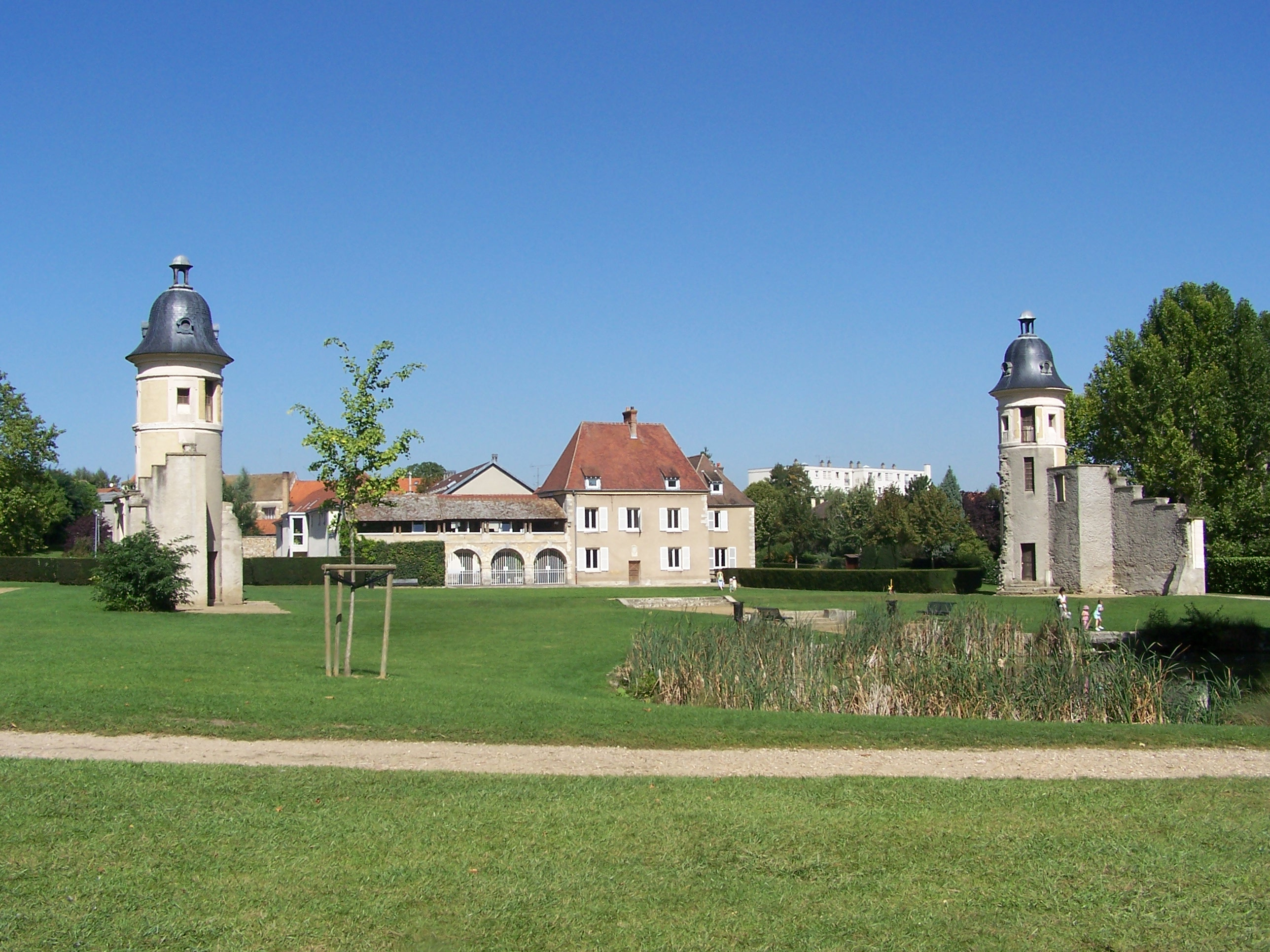
Vestiges du château détruit par les Allemands (les deux tours). Au premier plan, les roseaux de l'étang ; à l'arrière plan, restes de l'hôtel seigneurial.

En face des vestiges de l'ancien relais de chasse, un nouveau château de style néo-classique est construit entre 1800 et 1816, à l'initiative des Delaborne, propriétaires de terres à Villepreux. Une chapelle est aussi érigée et des communs ceinturant une cour sont ajoutés à l'ancien hôtel seigneurial,,.
En pierre et en brique, la façade du bâtiment est rectangulaire, encadrée par deux tours circulaires dotées de lanternons et aux toits percés de quatre œils-de-bœuf. Les frontons du toit en ardoise sont triangulaires et les fenêtres de l'étage sont dotées de balustrades ; un beffroi orné d'une horloge est installé au milieu du toit, montrant la puissance symbolique du bâtiment (le seul de la commune à donner l'heure, alors que Les Clayes ne disposait pas encore de véritable mairie). La présence de cinq souches de cheminées indique que chaque pièce disposait d'une cheminée, à une époque où il s'agissait du seul moyen de chauffage. La chapelle (visible sur la droite de la photographie ci-contre) est carrée, surmontée d’un toit effilé et d'une croix. En 1819, le fils des Delaborne ajoute la grande grille qui marque l'entrée du domaine. Plusieurs propriétaires s'y succèdent ensuite. Madame Bloch-Levallois se porte acquéreur du château en 1915, suivie dans les années 1920 de Jeanne dite Pata de Montagnac (1882-1966), cantatrice lyrique amateure réputée pour sa beauté, qui chantait notamment dans le salon musical parisien de Marguerite de Saint-Marceaux. Divorcée de Maximilien Jaunez, elle amorce les travaux de restauration du château de Clayes, mais le revend après son remariage (1925) avec Charles de Polignac. En 1926, Lucy et Jos Hessel, marchands de tableaux à Paris, acquièrent le château et y mènent une vie mondaine, y invitant des personnalités comme l'écrivain Tristan Bernard, le peintre Édouard Vuillard et l'homme politique Léon Blum. Jacques Salomon, biographie de ce dernier, raconte ainsi :

« La vie au château était souvent très animée, le week-end recherché. Tout le rez-de-chaussée, réservé aux réceptions, s'ouvrait par de larges porte-fenêtres, d'un côté sur la grande pelouse de l'entrée, face au pavillon Henri-IV et aux volières qu'Hessel avait fait aménager dans les arches du bâtiments et de l'autre côté, sur une terrasse où l’on se tenait, les jours de beau temps, devant un bassin animé de canards et de cygnes au-delà duquel s'étendait le parc. Parallèlement au château, une allée d'arbres centenaires conduisait à la forêt, clôturée de murs, où le gibier abondait. »

Le domaine est réquisitionné par les nazis durant l'Occupation, et un incendie, provoqué en août 1944, au moment de la déroute de l'Armée allemande, détruit le corps du bâtiment ; ne restent que les deux tours.

#### Des maisons rurales aux nouveaux types d'habitats
Jusqu'au début du XXe siècle, Les Clayes est un petit village rural d'à peine 300 habitants. La commune fait 612 ha, sur laquelle cinq fermes se répartissent 586 ha cultivés, en majorité des céréales, des betteraves à sucre et des arbres fruitiers. La « ferme du château » s'étendait à l'angle des rues Henri-Langlois et Henri-Prou, où se trouve encore de nos jours une cour intérieure d'époque ; le parking situé en face de l'ancien cinéma Henri-Langois (remplacé par des immeubles) était une mare. Un puits en pierre se trouvait jusqu'aux années 1940 en face de l'actuel tabac-presse. La rue Henri-Prou, alors dénommée « chemin de Grande communication » et reliant Les Clayes à Versailles et à Neauphles (villes avec lesquelles se faisait l'essentiel du commerce agricole de la commune), était l'axe principal du village, où se déroulait la vie communale, avec en son centre l'église et la première mairie, située dans l'ancien presbytère, à l'emplacement de l'actuel Institut médico-éducatif René-Fontaine. Subsistent dans cette rue des bâtiments typiques du XIXe siècle et du début du XXe siècle : des maisons villageoises avec façade simple en moellons de gypse et quelques maisons de bourg, en meulière, à l'architecture bien plus soignée. Si la majorité du territoire de la commune est composé de fermes, Les Clayes compte aussi plusieurs petits propriétaires, qui cultivent eux-mêmes leur lopin de terre.
En 1866, l'ancienne Grange aux dîmes est réaménagée en salle de classe. L'école compte 46 élèves en 1899.

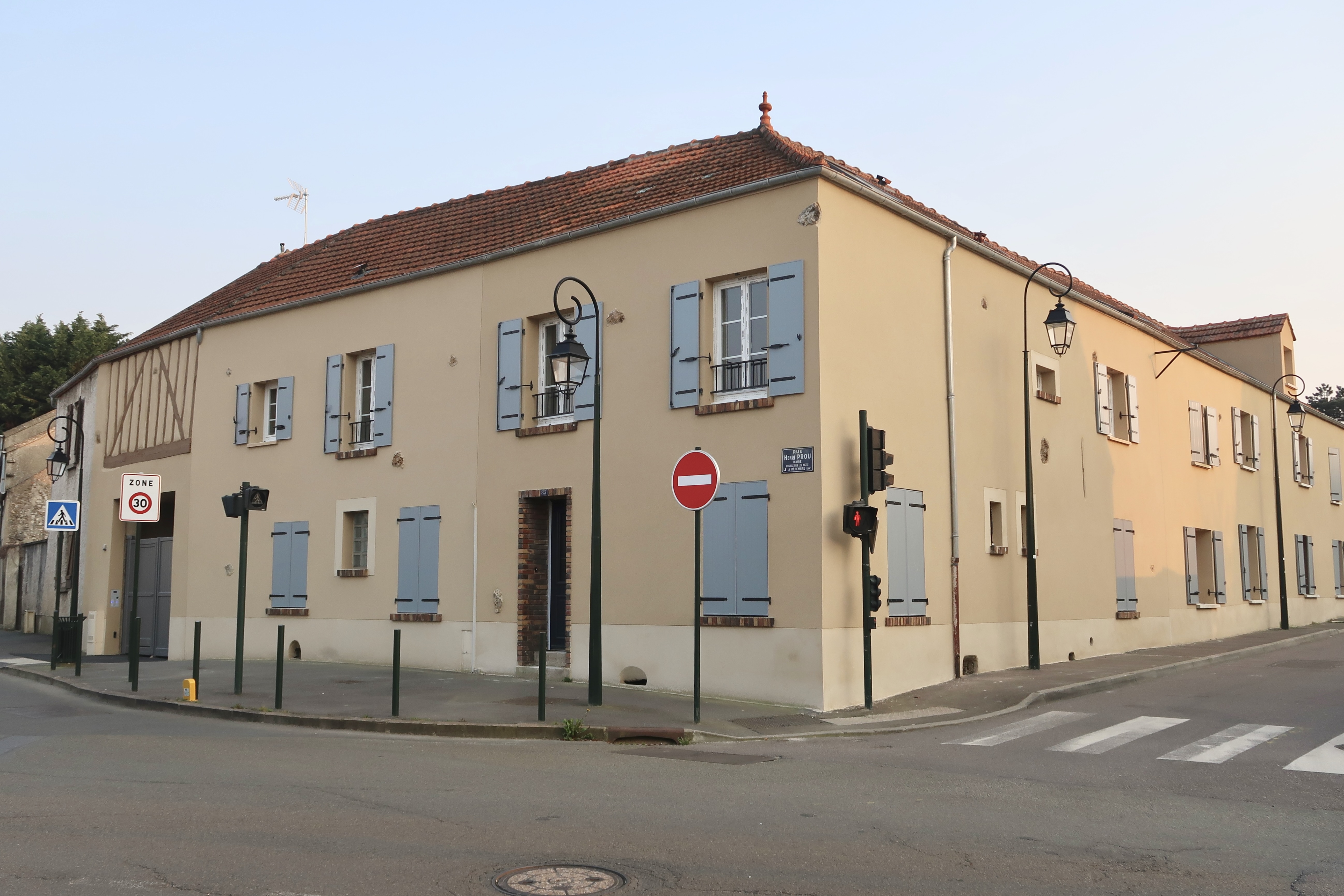
Ancienne maison villageoise.
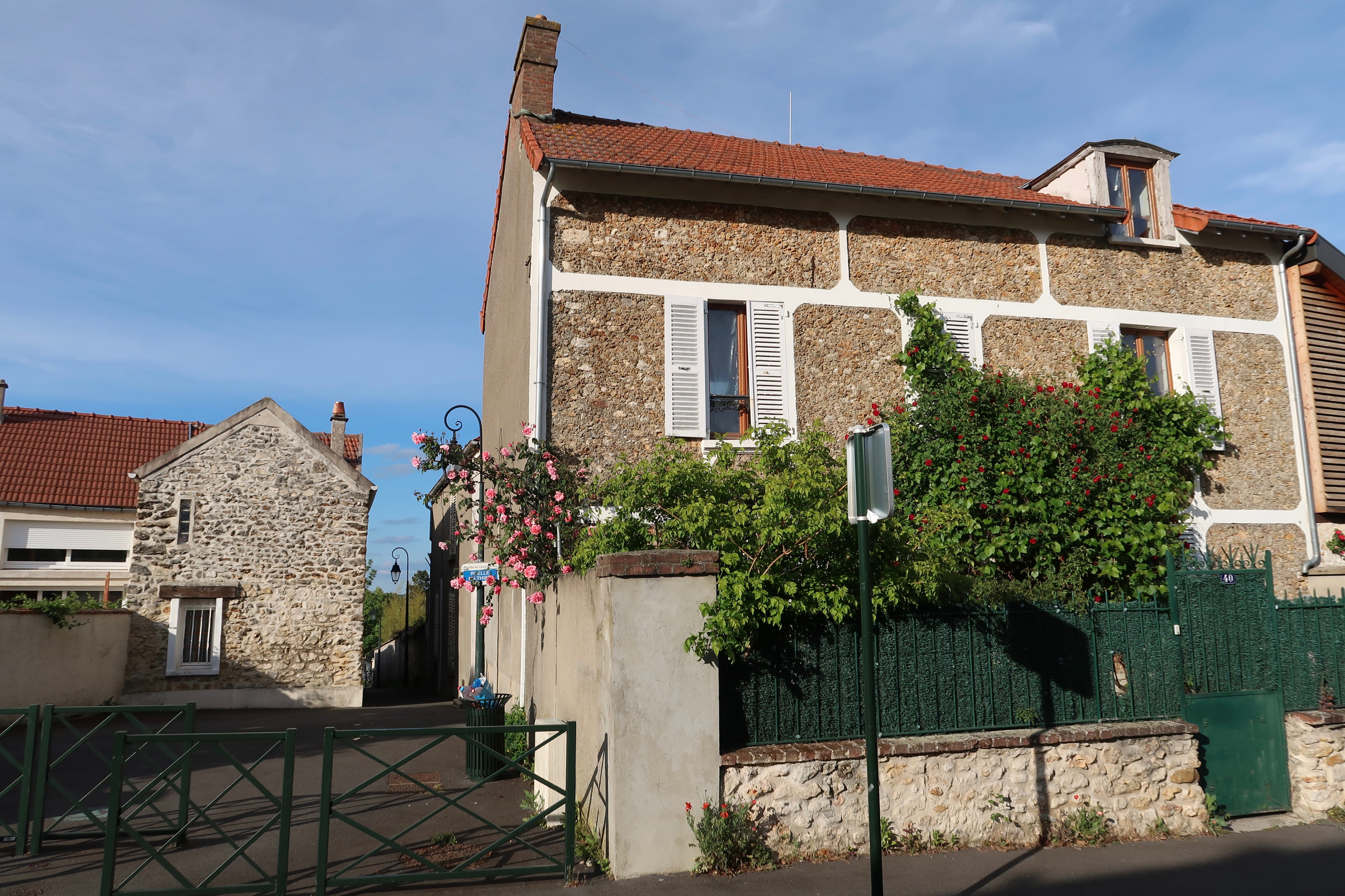
Maison en meulière.
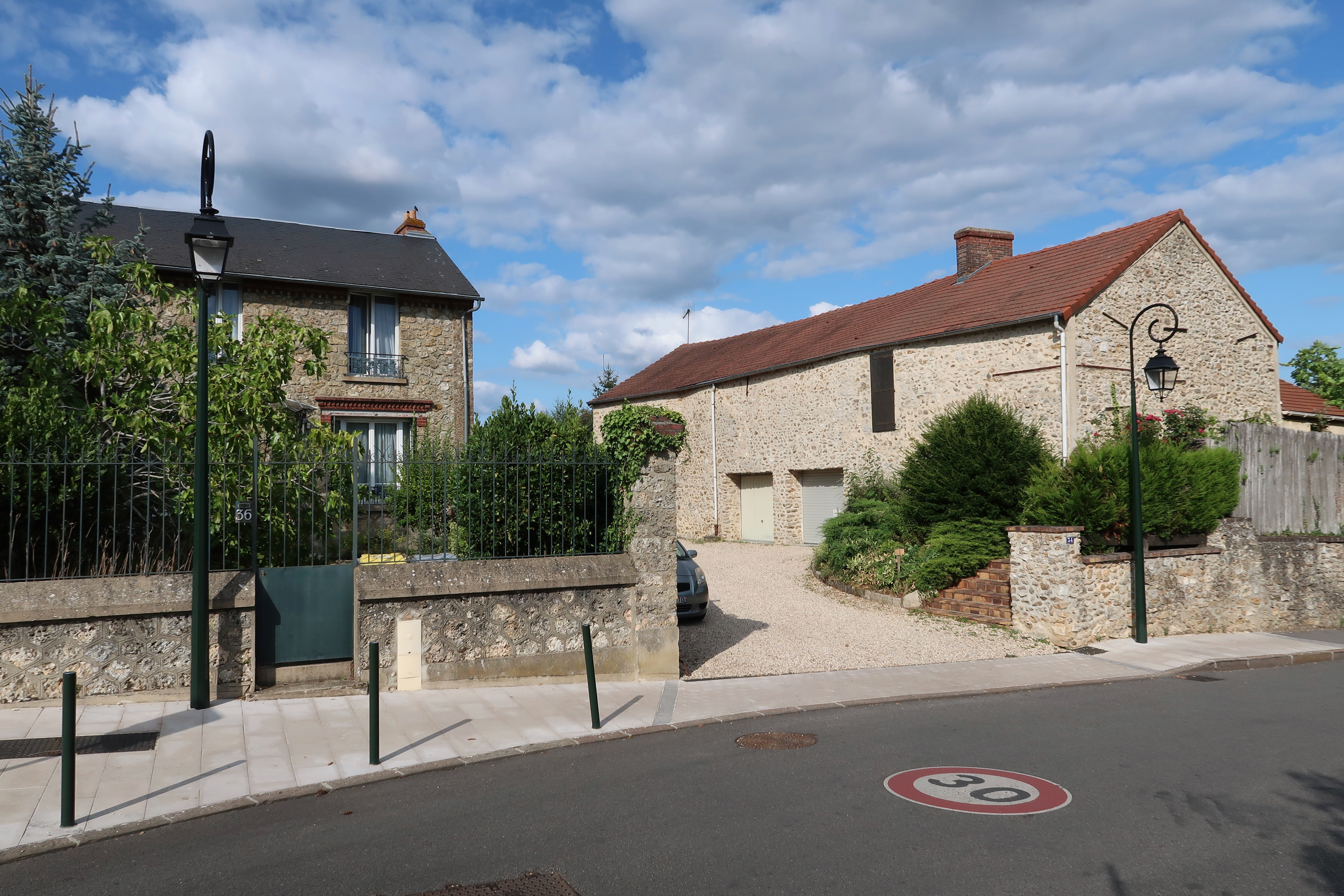
Maison en meulière.

Entre les années 1870 et les années 1930, l'industrialisation de la région, l'accroissement démographique et la densification des moyens de transport conduisent également à la multiplication de la construction de petites maisons débordant du centre historique, faisant venir aux Clayes une nouvelle population, aisée puis populaire, préfigurant ce qu'on appellera la banlieue. L'arrivée du train en 1861 favorise grandement ces changements (cf. gare de Villepreux - Les Clayes). Les nouvelles liaisons ferroviaires mettent en effet de nombreux anciens villages franciliens à portée des Parisiens, les plus aisés cherchant à y faire construire des résidences secondaires. On assiste ainsi à un une modification de la morphologie traditionnelle des villages, qui voient s'édifier au-delà des maisons rurales et des fermes des maisons individuelles bourgeoises puis, au fil du temps, des lotissements bien plus populaires, sur des terrains morcelés prévus à cet effet.

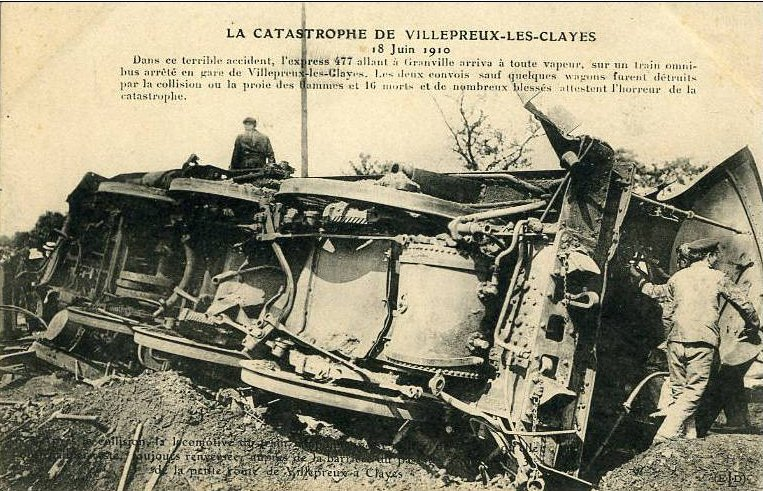
Photo de l'accident de train du 18 juin 1910 à la gare de Villepreux - Les Clayes.

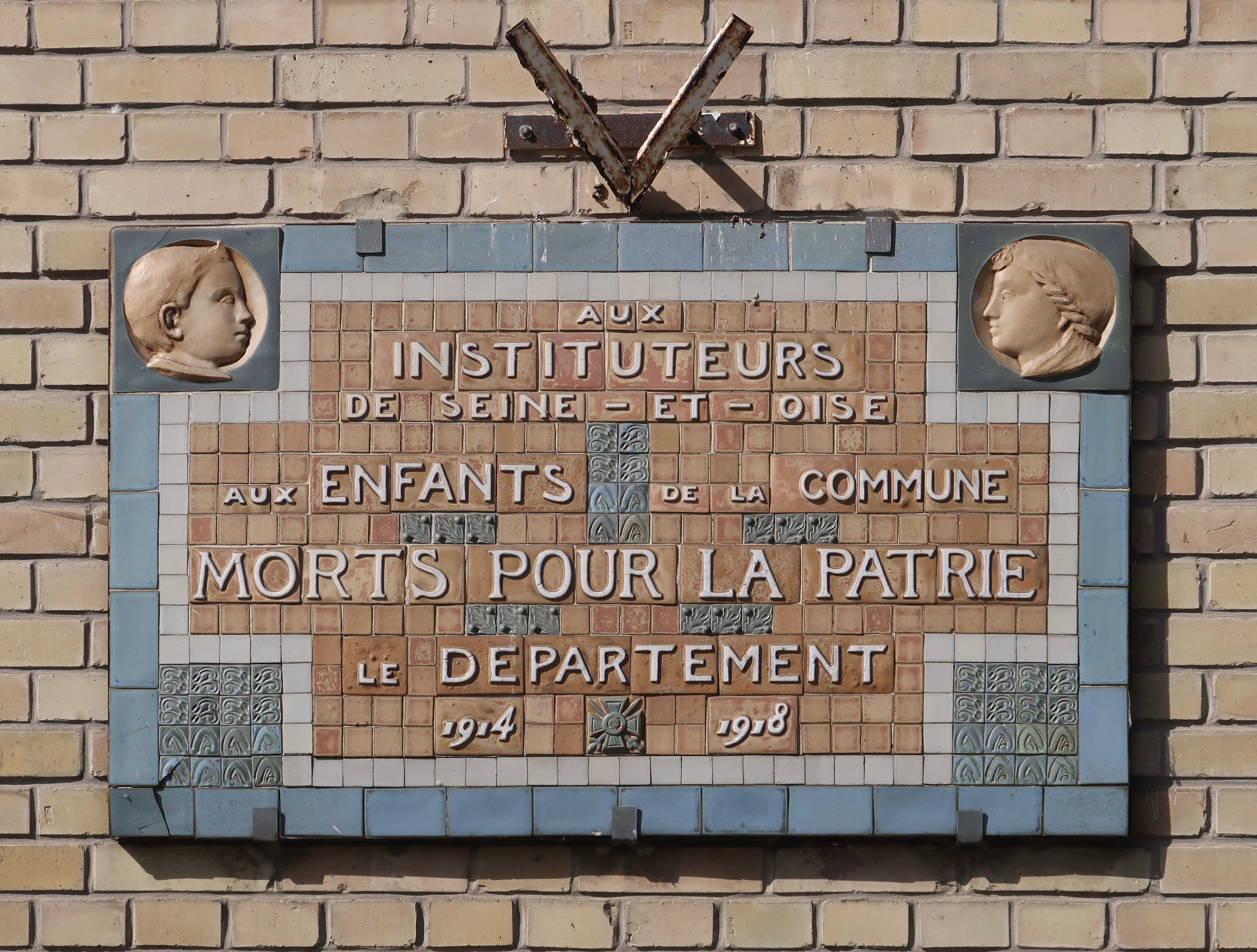
Plaque sur la mairie en hommage aux morts de la Première Guerre mondiale.

Les propriétés aisées se caractérisent souvent par un plan en forme de « L », un style éclectique, une façade en meulière, une marquise en fer à l'entrée et de la céramique ornementale. Des panneaux situés devant la grille en ferronnerie nomment les maisons d'après des fleurs (« Glycine », « Rose », etc.) ou le prénom d'un membre de la famille. Le petit château des Bruyères, situé jusqu'à sa destruction dans l'ancien parc de loisirs du même nom, était un exemple typique de cette architecture. Ce mouvement de construction cesse avec le déclenchement de la Première Guerre mondiale. Après le conflit, et durant tout l'entre-deux-guerres, en particulier à partir de 1926, on assiste davantage à l'édification de lotissements pavillonnaires plus modestes, en périphérie du centre historique, de Parisiens fuyant la vétusté de l'habitat de la capitale. Le Carnet de promenade. Visite historique au cœur des Clayes-sous-bois conclut : « la structure du village se trouve absorbée dans ce qui n'est plus la campagne mais pas encore la ville ».
L'actuelle mairie est construite en 1930. Elle est insérée dans un complexe de bâtiments qui comprend également une école, afin d'accueillir la population scolaire grandissante. La façade du bâtiment conserve encore sur ses allées latérales la trace de ses entrées : école de garçons au sentier Robert-Desnos et école de fille allée du 19-Mars-1962. Au bout de cette dernière voie, de nos jours remplacés par l'école maternelle André-Briquet, se trouvaient des bains-douches. Autrefois, un square était installé devant la mairie ; il portait le nom de Léon Blum. Réaménagé dans les années 2000, il a été remplacé par une place dégagée qui porte le nom de Charles-de-Gaulle.

### Depuis les années 1930
Dans les années 1930, un projet d’aéroport intercontinental, comprenant un plan d’eau pour les hydravions et un aérodrome terrestre, est envisagé sur le territoire de Trappes, Montigny-le-Bretonneux et Les Clayes-sous-Bois au nord. L'étang de Saint-Quentin devait être considérablement agrandi afin d'accueillir les hydravions. D'une profondeur de 6 mètres, ses berges devaient rejoindre Plaisir à l'ouest et Les Clayes-sous-Bois au nord. Il était aussi prévu d'utiliser la machine de Marly pour alimenter le plan d'eau avec celles de la Seine. Ce projet finalisé en 1936 avait reçu l'accord des décideurs, au détriment du site du Bourget, qui sera finalement retenu après la guerre.
Durant la Seconde Guerre mondiale, un groupe de jeunes résistants clétiens de l'Organisation civile et militaire (OCM) s'engage contre l'occupant allemand. En 1947, à la mairie, André Biret sera décoré de la médaille de la Libération. En juin 1944, l'avion du lieutenant américain Marvin N. Vinson est détruit par l'ennemi et, après avoir sauté en parachute à Plaisir, il est caché aux Clayes mais meurt de ses blessures, ; le parvis de l'église de la commune a depuis pris son nom en son hommage. En août 1944, le château et sa chapelle sont incendiés au départ des troupes allemandes. Ne subsistent du bâtiment que les deux tours latérales avec leurs cloches, ainsi que les communs.

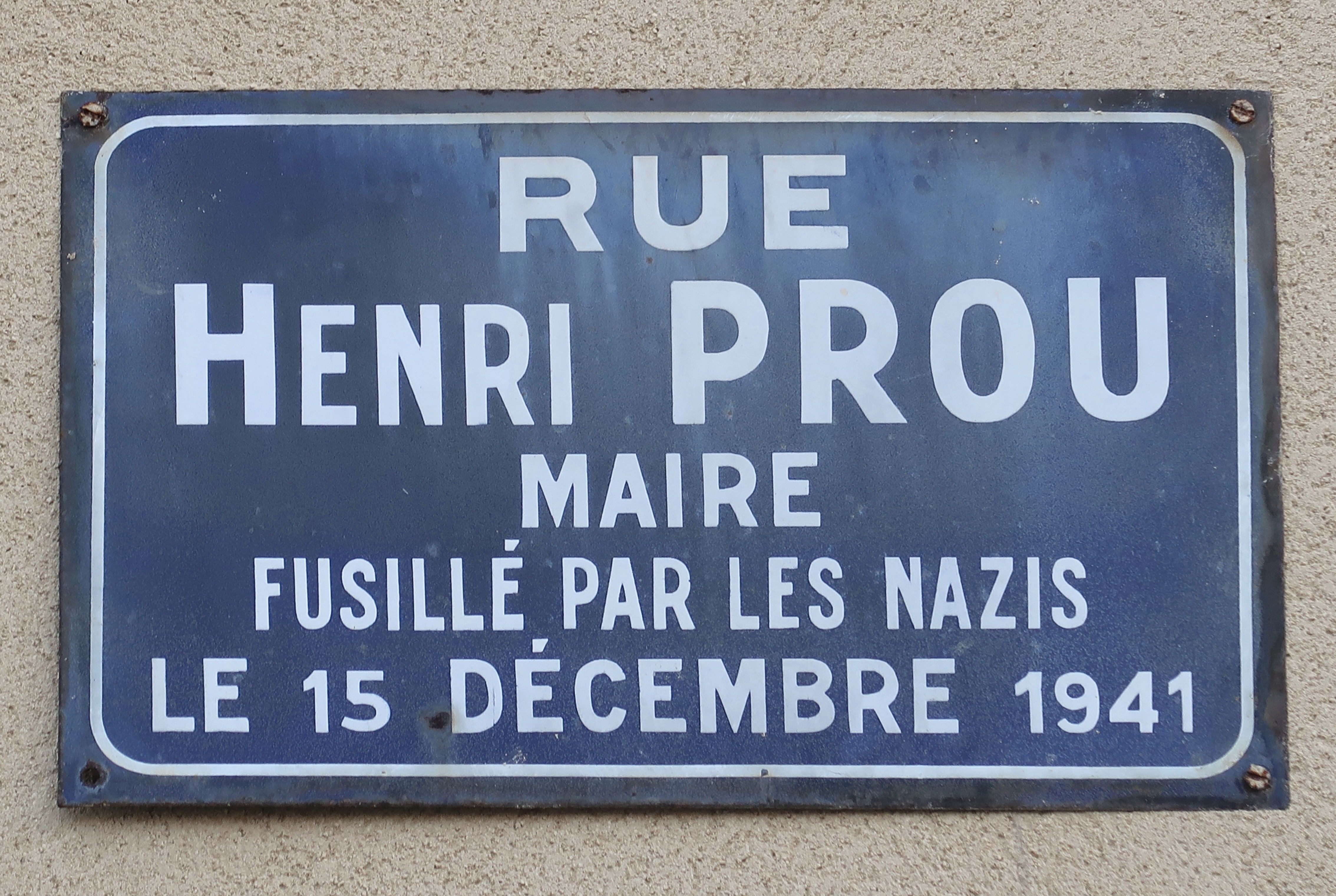
Plaque de la rue Henri-Prou (ancien maire), fusillé par les Nazis en 1941.
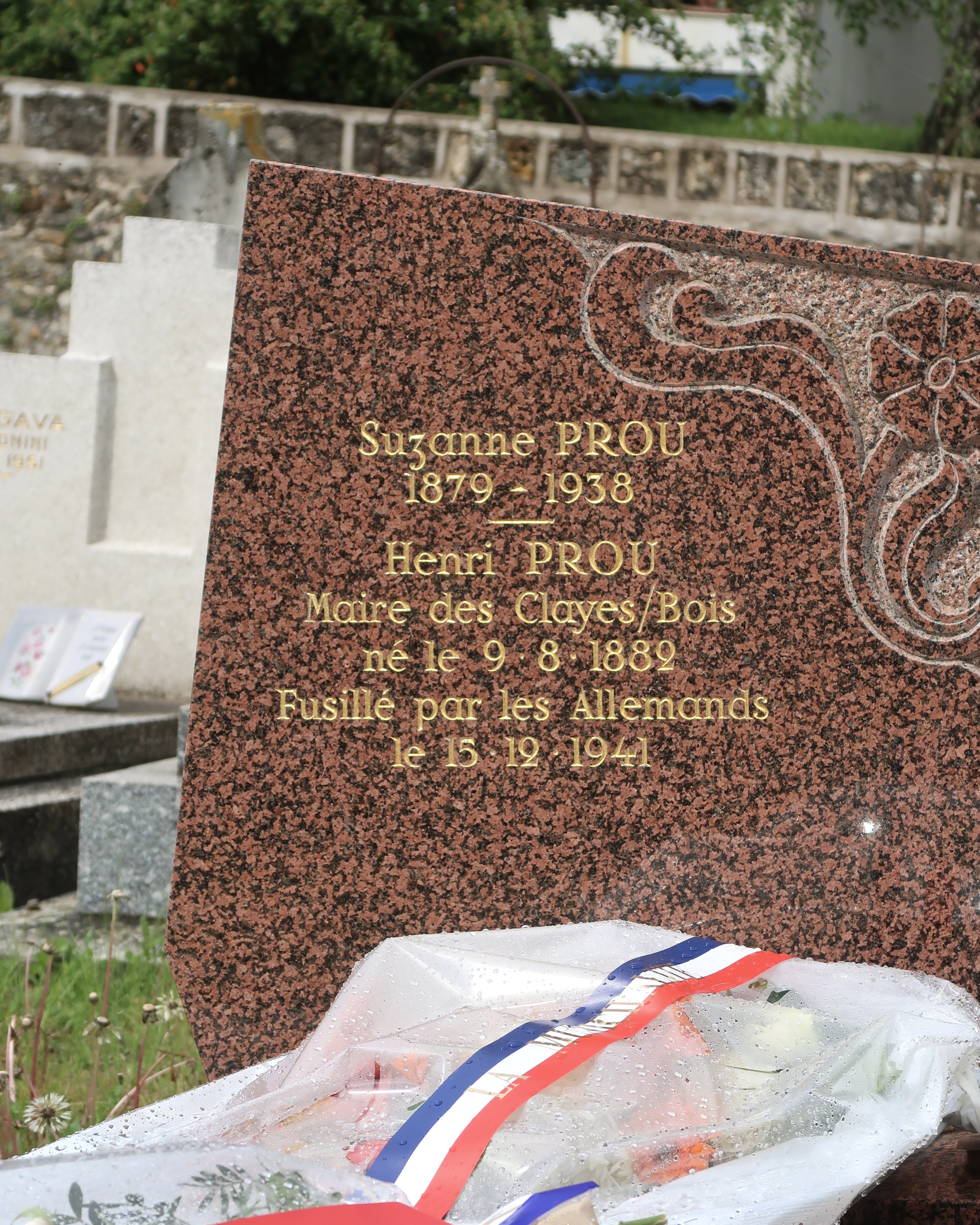
Tombe de Henri Prou.
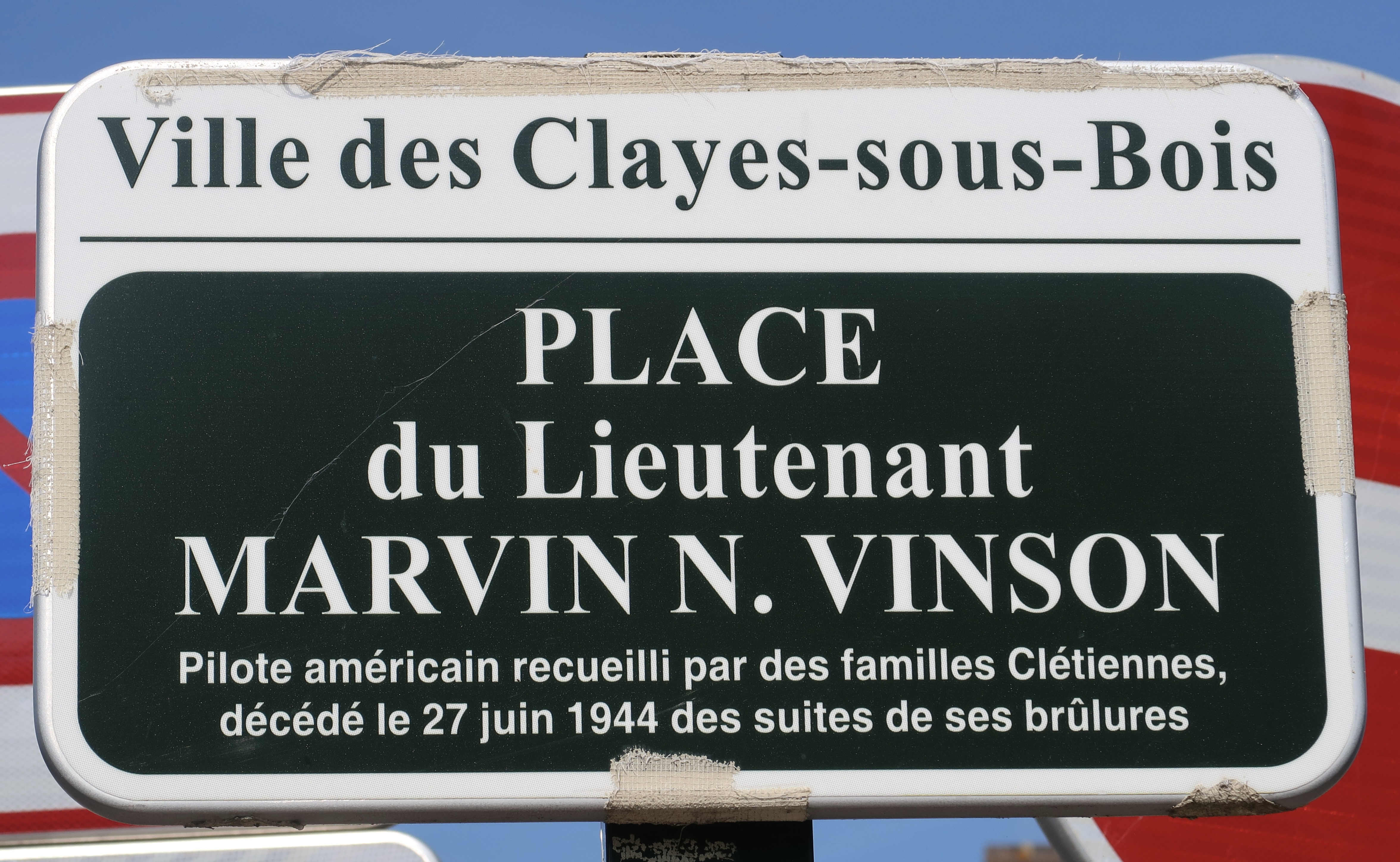
Plaque de la place du Lieutenant-Marvin-N.-Vinson.
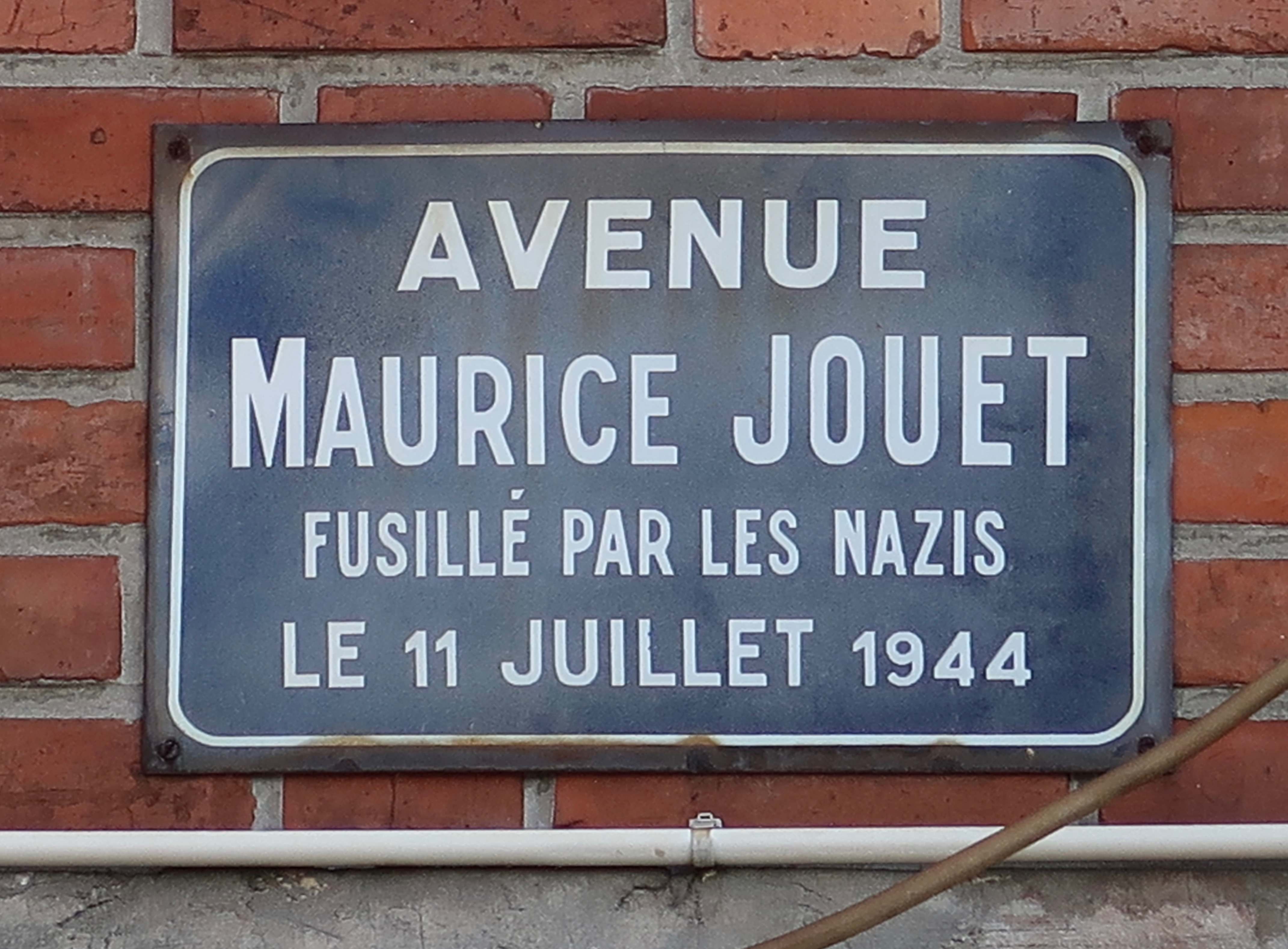
Plaque de l'avenue Maurice-Jouet, fusillé par les Nazis en 1944.

En 1945, membre du Parti communiste français (PCF), Charlotte Célerié est élue maire ; il s'agit de l'une des premières femmes maires de France. Les Clayes-sous-Bois sont en effet durant de nombreuses décennies une ville de gauche, Henri Prou (PCF) étant maire de 1935 à 1939, André Boulay (SFIO) de 1959 à 1965 puis Jean Sergeant (PCF) de 1965 à 1977 et Janine Thomas (PCF) de 1977 à 2001. Cela se remarque dans les odonymes, la commune comptant par exemple une rue Jacques-Duclos (ancien dirigeant du PCF) ou encore, perpendiculaire à la mairie, une rue de la Commune-de-Paris. Depuis 2001, la ville est dirigée par des maires de centre-droit. À titre indicatif, le square Léon-Blum (en hommage au premier chef de gouvernement socialiste du pays) situé sur la place de la mairie disparaît à la fin des années 2000 lors du réaménagement de la place Charles-de-Gaulle, qui l'entoure.

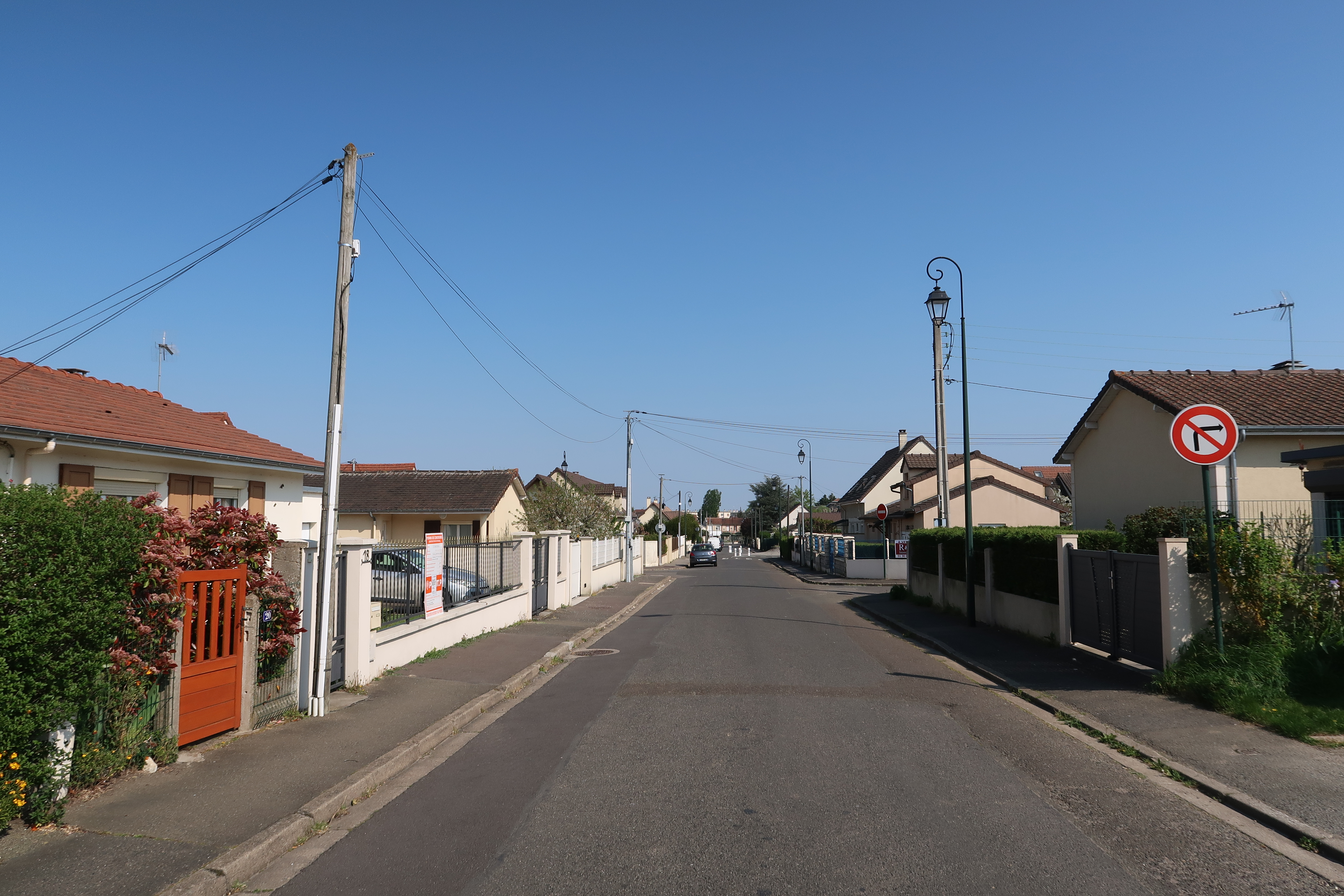
La rue Jean-Falconnier, lotie de nombreux pavillons en rez-de-chaussée.

Dans les années 1950, la crise du logement conduit des Clétiens regroupés dans l'association Les Castors à bâtir eux-mêmes leurs pavillons,. À partir des années 1960, la population explose et de nombreuses zones pavillonnaires sortent de terre. La rue Maurice-Jouet et l'avenue Jules-Ferry deviennent les principaux axes commerciaux de la ville. Un marché est créé, de nombreuses écoles sont construites, ainsi que deux collèges, un stade, des gymnases et un nouveau cimetière (cimetière Henri-Prou). L'ancien bâtiment de la gare est détruit pour laisser place à un édifice contemporain. Des tours résidentielles forment de nouveaux quartier (L'Avre, Toit et joie). Les communs du château sont réhabilités dans les années 1980 ; ils accueillent la bibliothèque municipale ainsi que des activités culturelles et associatives. Plus récemment, le quartier de La Bretechelle accueille de nouvelles zones pavillonnaires et dans le nord de la commune, les centres commerciaux Alpha Park I (2006) et II (2012) et One Nation (2013) sortent de terre. Dans les années 2000-2010, de nouveaux équipements sont créés : la crèche D. W. Winnicott, le cinéma Philippe-Noiret (2009), l'espace seniors Jacqueline-Auriol (2017), le gymnase Thierry-Gilardi, le complexe Tennis Padel ainsi qu'une nouvelle halle de marché, ouverte en janvier 2021 et inaugurée officiellement en septembre en présence du président du conseil départemental Pierre Bédier, ; l'ancienne, construite au milieu des années 1980 et située juste en face, est détruite dans la foulée afin de permettre la construction d'un immeuble de 35 logements accueillant des commerces en rez-de-chaussée.
En novembre 2020 est lancée une révision du plan local d'urbanisme. Par ailleurs, un périmètre de sauvegarde du centre-bourg élargi est voté afin de lutter contre la pression immobilière.

## Population et société

### Démographie

#### Évolution démographique
L'évolution du nombre d'habitants est connue à travers les recensements de la population effectués dans la commune depuis 1793. Pour les communes de plus de 10 000 habitants les recensements ont lieu chaque année à la suite d'une enquête par sondage auprès d'un échantillon d'adresses représentant 8 % de leurs logements, contrairement aux autres communes qui ont un recensement réel tous les cinq ans,.

En 2022, la commune comptait 16 940 habitants, en évolution de −3,27 % par rapport à 2016 (Yvelines : +2,72 %, France hors Mayotte : +2,11 %).
| 1793 | 1800 | 1806 | 1821 | 1831 | 1836 | 1841 | 1846 | 1851 |
| ---- | ---- | ---- | ---- | ---- | ---- | ---- | ---- | ---- |
| 254  | 264  | 289  | 275  | 257  | 261  | 264  | 268  | 273  |

| 1856 | 1861 | 1866 | 1872 | 1876 | 1881 | 1886 | 1891 | 1896 |
| ---- | ---- | ---- | ---- | ---- | ---- | ---- | ---- | ---- |
| 248  | 315  | 255  | 283  | 292  | 289  | 288  | 305  | 290  |

| 1901 | 1906 | 1911 | 1921 | 1926 | 1931  | 1936  | 1946  | 1954  |
| ---- | ---- | ---- | ---- | ---- | ----- | ----- | ----- | ----- |
| 306  | 315  | 315  | 319  | 810  | 1 453 | 1 796 | 2 113 | 2 590 |

| 1962  | 1968  | 1975   | 1982   | 1990   | 1999   | 2006   | 2011   | 2016   |
| ----- | ----- | ------ | ------ | ------ | ------ | ------ | ------ | ------ |
| 6 079 | 9 954 | 14 695 | 17 158 | 16 819 | 17 059 | 17 078 | 17 678 | 17 512 |

| 2021   | 2022   | - | - | - | - | - | - | - |
| ------ | ------ | - | - | - | - | - | - | - |
| 17 237 | 16 940 | - | - | - | - | - | - | - |

#### Pyramide des âges
En 2018, le taux de personnes d'un âge inférieur à 30 ans s'élève à 37 %, soit en dessous de la moyenne départementale (38,0 %). À l'inverse, le taux de personnes d'âge supérieur à 60 ans est de 22,6 % la même année, alors qu'il est de 21,7 % au niveau départemental.
En 2018, la commune comptait 8 583 hommes pour 8 977 femmes, soit un taux de 51,12 % de femmes, légèrement inférieur au taux départemental (51,32 %).
Les pyramides des âges de la commune et du département s'établissent comme suit.
| Hommes | Classe d’âge | Femmes |
| ------ | ------------ | ------ |
| 0,3    | 90 ou +      | 0,8    |
| 6,3    | 75-89 ans    | 8,6    |
| 13,5   | 60-74 ans    | 15,5   |
| 21,1   | 45-59 ans    | 21,0   |
| 18,6   | 30-44 ans    | 19,9   |
| 19,0   | 15-29 ans    | 15,5   |
| 21,1   | 0-14 ans     | 18,6   |

| Hommes | Classe d’âge | Femmes |
| ------ | ------------ | ------ |
| 0,6    | 90 ou +      | 1,4    |
| 6      | 75-89 ans    | 7,8    |
| 13,5   | 60-74 ans    | 14,8   |
| 20,7   | 45-59 ans    | 20,1   |
| 19,6   | 30-44 ans    | 19,9   |
| 18,5   | 15-29 ans    | 16,8   |
| 21,2   | 0-14 ans     | 19,2   |

## Politique et administration
Le 9 novembre 2007, la municipalité a reçu la certification « Qualiville », certification de qualité délivrée par l'organisme AFAQ - AFNOR et devient la seizième commune certifiée de France.

### Administration municipale

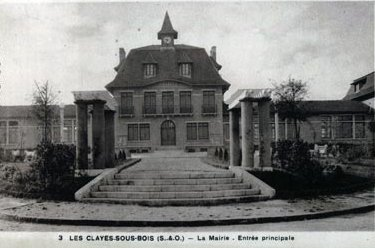
L'hôtel de ville, construit en 1930.

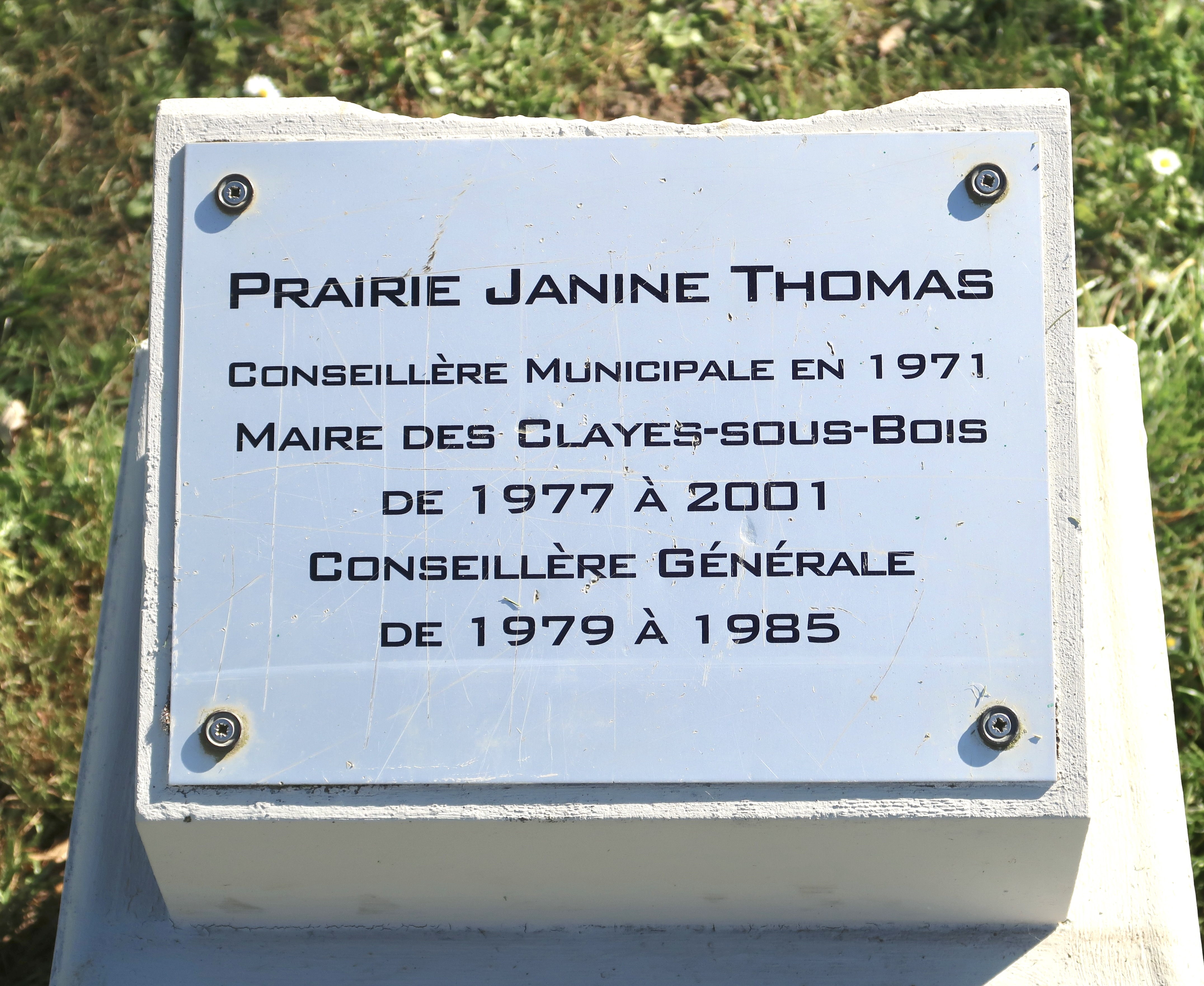
Plaque commémorative, prairie Janine-Thomas, dans le quartier du Sémaphore.

Les dates exactes des mandatures entre 1790 et 1960, les dates de naissance et de mort des maires, les noms des adjoints ainsi que ceux des secrétaires de mairie (secrétaires généraux à partir de 1945) figurent dans l'ouvrage Les Clayes-sous-Bois et son histoire.

### Intercommunalité
Après avoir fait partie de la communauté de communes de l'Ouest Parisien, Les Clayes-sous-Bois intègrent la communauté d'agglomération de Saint-Quentin-en-Yvelines le 1er janvier 2016.

### Enseignement
Historiquement, l'hôtel de ville accueillait le groupe scolaire d'enseignement élémentaire, comme en témoignent les inscriptions subsistantes « école de garçons » (aile ouest, sentier Robert-Desnos) et « école de filles » (aile est, allée du 19-Mars-1962). Avec la construction de nombreux établissements sur le territoire de la commune dans la seconde moitié du XXe siècle, ces deux écoles ont fermé, dont les locaux ont été réaffectés à d'autres usages. Ne subsiste dans le bâtiment de la mairie, tout au bout de l'allée du 19-Mars-1962, qu'une école maternelle (André-Briquet, du nom d'un instituteur en fonction de 1927 à 1940), à la place des anciens bains-douches (dont l'ancienne inscription est encore visible sur la façade).
La commune relève de l'académie de Versailles. Tous les établissements relèvent de l'enseignement public.
- Enseignement primaire
  - Les écoles maternelles : 8 pour 837 enfants (2007), 6 en 2021 (André-Briquet, Paul-Langevin, La Bretechelle, Henri-Prou, Le Chêne-Sorcier et René-Coty)[49]
  - Les écoles élémentaires : 5 pour 1 075 élèves (2007), 6 en 2021 (Marcel-Pagnol, Jean-Jaurès, Henri-Prou, Victor-Hugo, René-Coty et Paul-Éluard)[49]
- Enseignement secondaire
  - La commune accueille les collèges Anatole-France[50] et La Fosse-aux-Dames[51].

Les lycées publics de secteur sont le lycée Jean-Vilar (Plaisir) et le lycée Sonia-Delaunay (Villepreux).

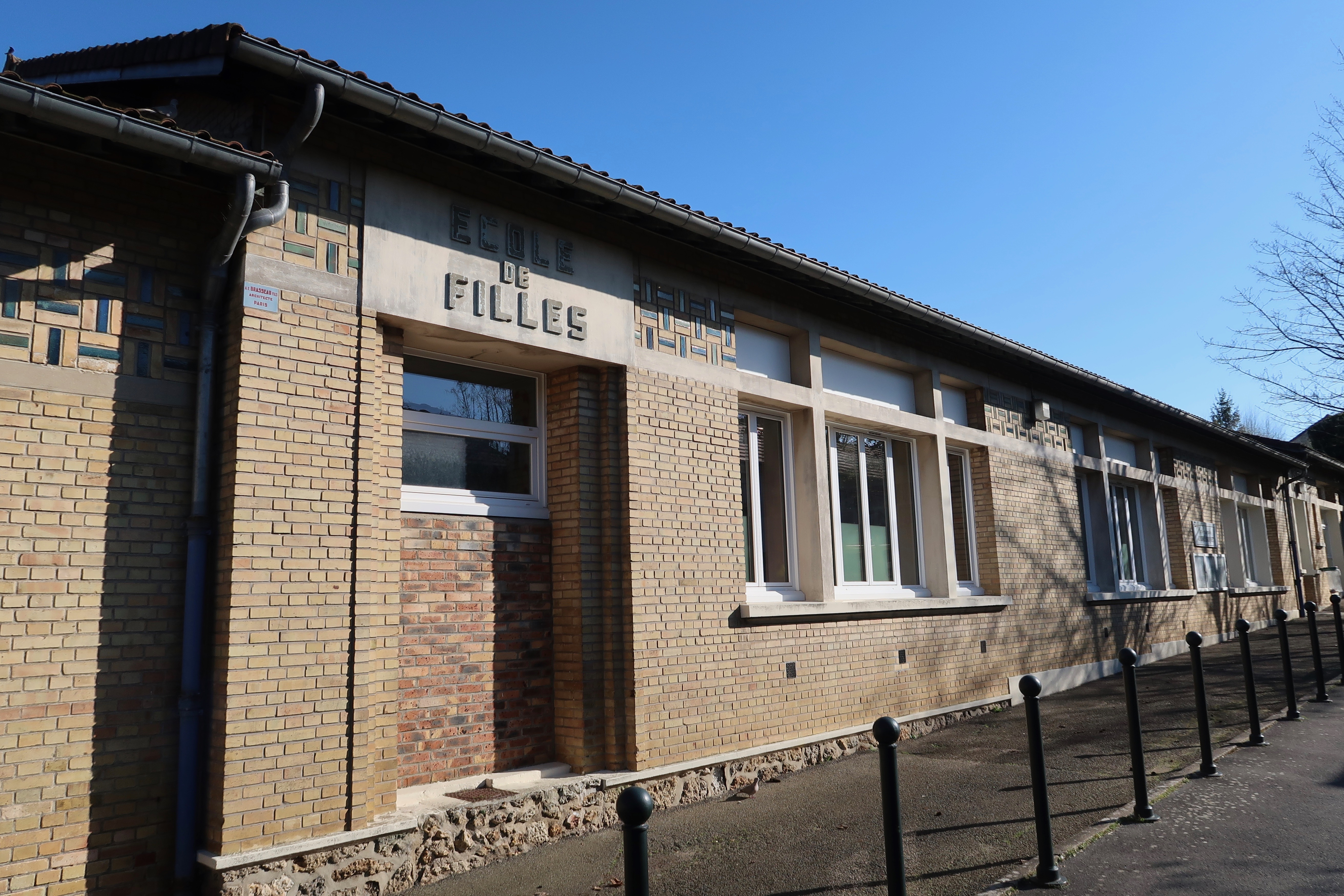
Inscription « école de filles » sur la façade latérale orientale de la mairie.
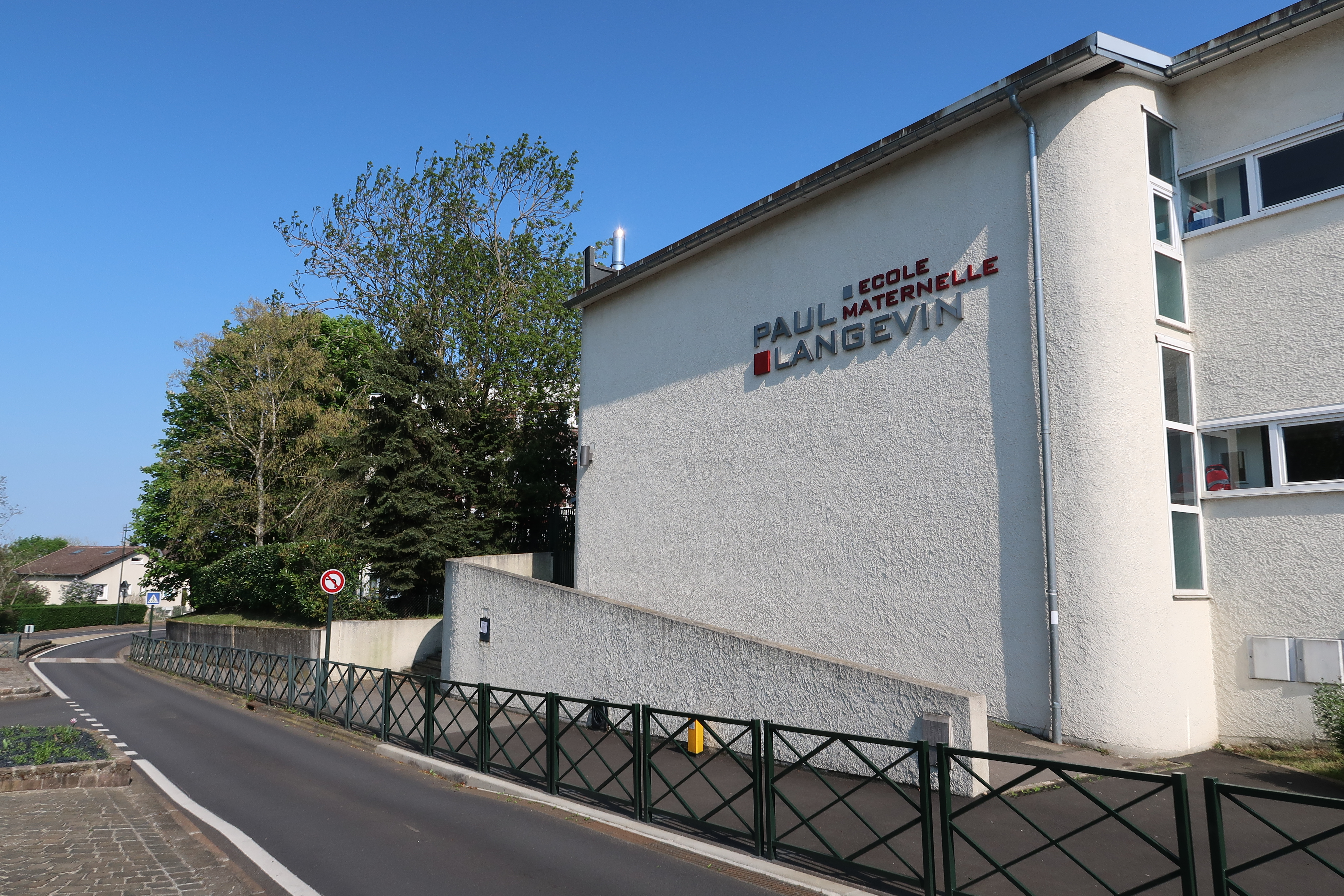
École maternelle Paul-Langevin.
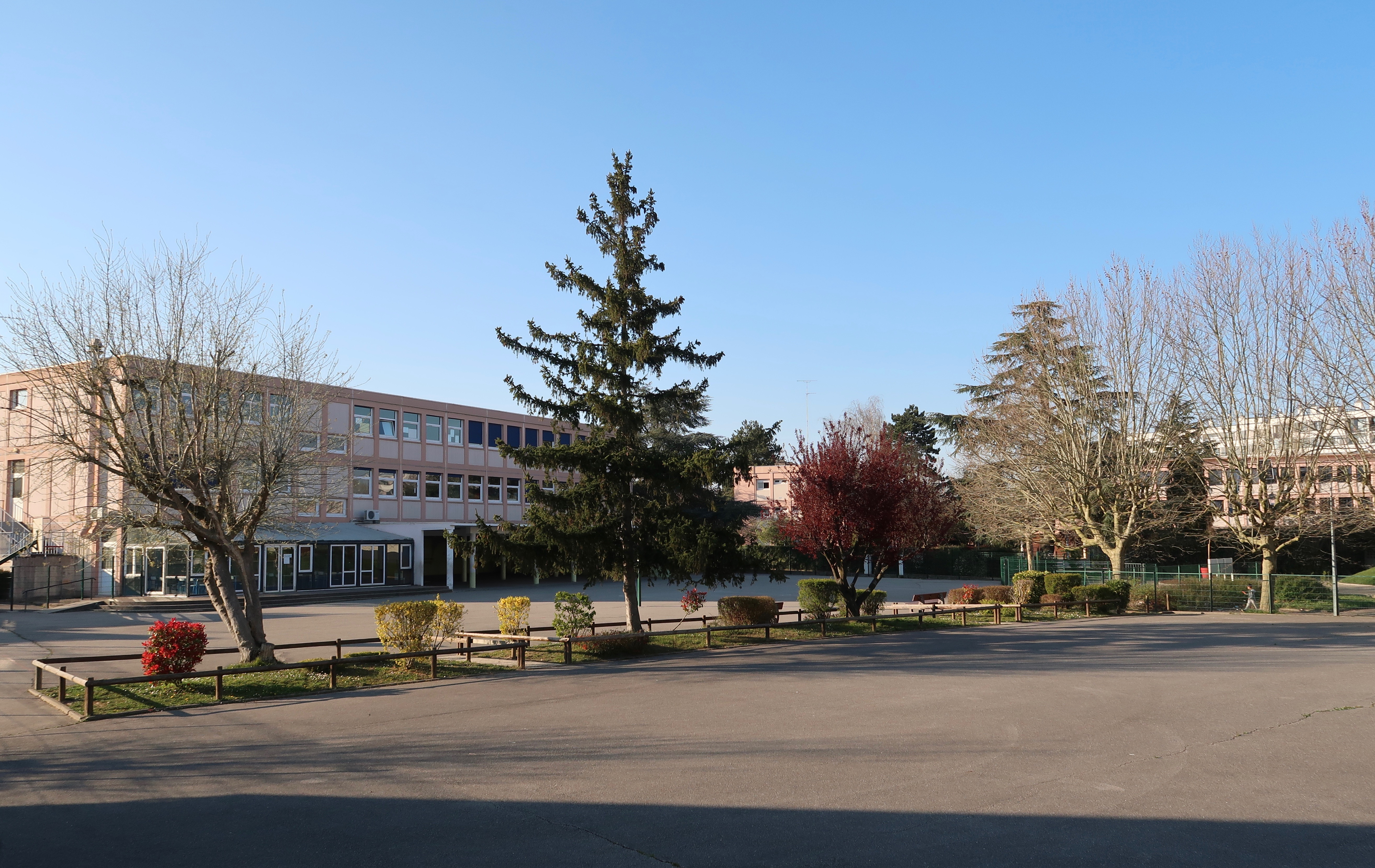
Cour de l'école élémentaire Jean-Jaurès.
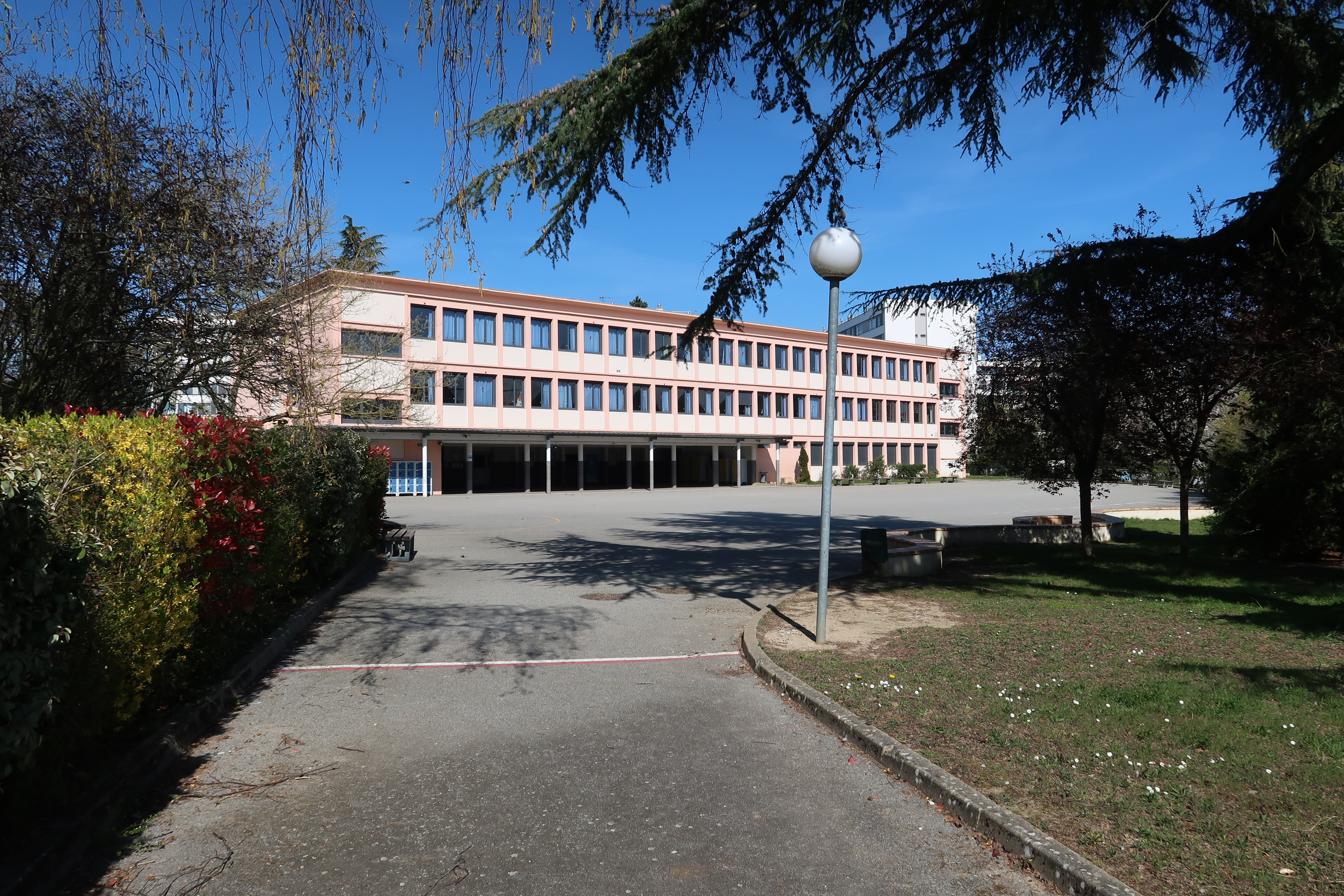
Collège Anatole-France.

### Santé

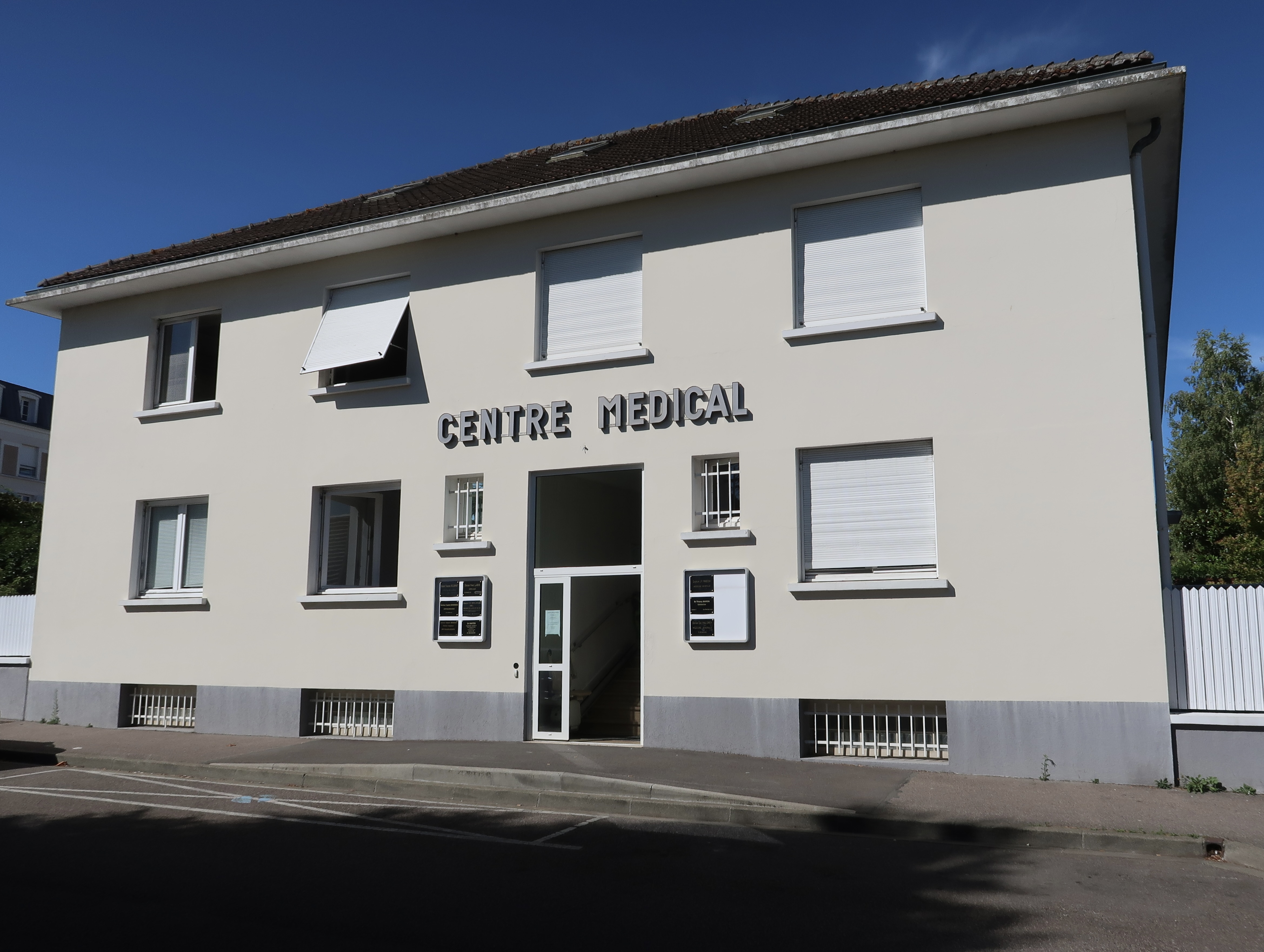
Centre médical Galien.

- Anciennement caserne de pompiers, sente Robert-Desnos[52]
- Centre médical Galien
- Centre médical de l'Enclos
- Centre médical des Vignes
- Maison de santé Simone-Veil, depuis 2024[53]

### Sécurité
La commune dépend de la circonscription de police regroupant Plaisir, Villepreux et Les Clayes-sous-Bois et rattachée au commissariat de police nationale de Plaisir ouvert le 2 mai 2006.

### Jumelages

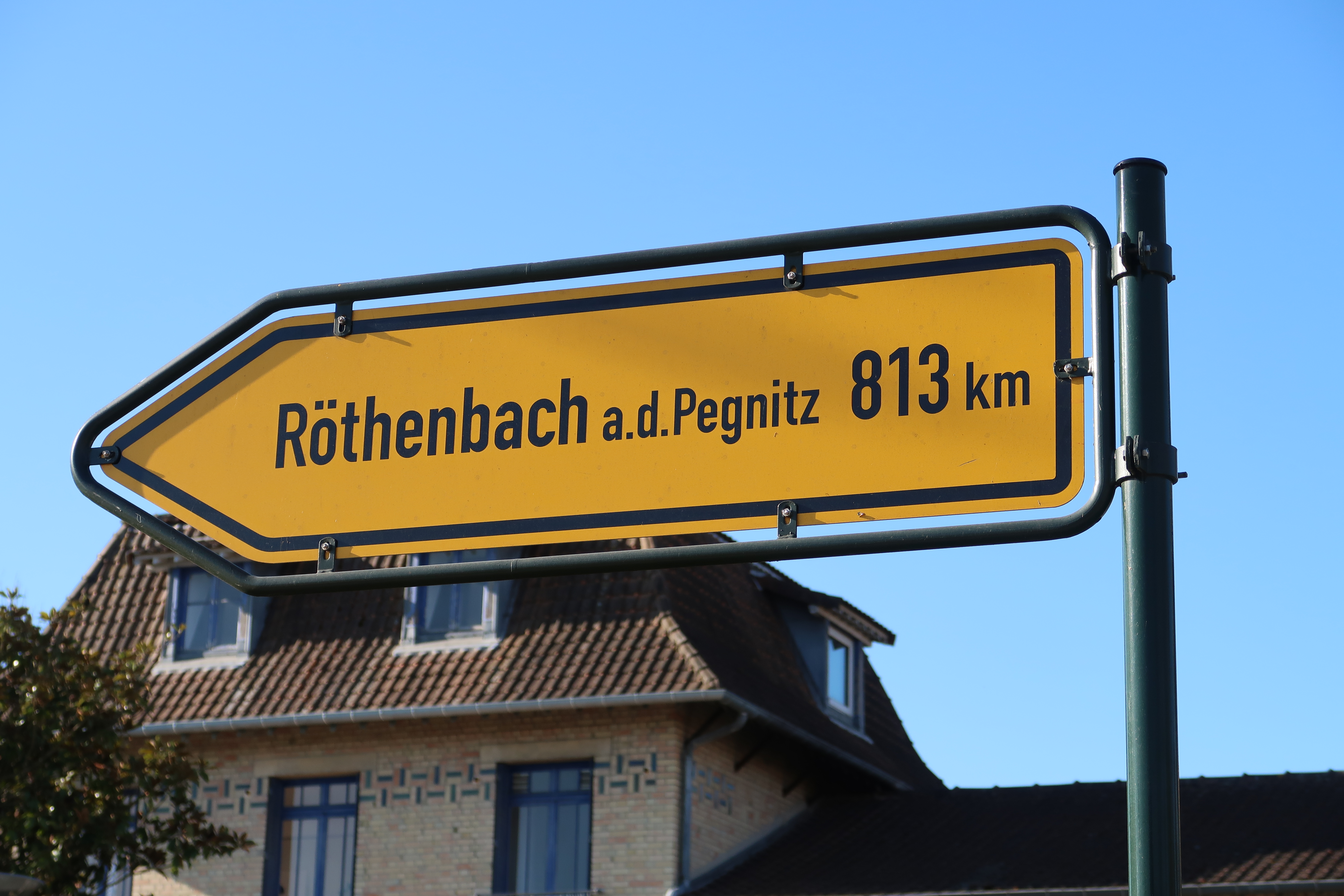
Panneau devant la mairie des Clayes-sous-Bois, indiquant la distance qui sépare la ville de Röthenbach (813 km).

- Röthenbach an der Pegnitz (Allemagne) depuis 1964[54]
- Ponte da Barca (Portugal) depuis 2002[54]

Le jumelage avec Röthenbach est établi par les maires André Boulay et Karl Fischer en 1964, soit un an après la signature du traité de l'Élysée, traité d'amitié signé au palais de l'Élysée par le chancelier allemand Konrad Adenauer et le président français Charles de Gaulle. Depuis 1962 existait déjà le groupe des « Amis des Bois », qui organisait des rencontres entre les jeunes des deux villes. En 1964, dans la foulée, un Comité de jumelage est créé. À Pâques 1965, un match de football a lieu entre les équipes des deux villes. En 1982 se tiennent les premières rencontres entre l'UMSC judo (Union sportive municipale des Clayes) et Röthenbach, en 1985 les premières rencontres de tennis et en 1994 le premier échange d'enfants de centres aérés. En octobre 1995, le 30e anniversaire du jumelage est fêté par des échanges entre anciens combattants et l'organisation d'expositions de peinture et de matchs de tennis. En septembre 1999, le Comité de jumelage initie des cours d'allemand dans la Maison des jeunes et de la culture des Clayes. Dans chacune des deux villes, le Comité de jumelage organise des cours de langue, des voyages, des échanges de jeunes entre collèges (depuis 1974) et entre artistes, ainsi que d'autres activités (« fête des fleurs », tournoi de pétanque le 14-Juillet, rencontres entre les sapeurs-pompiers des deux villes, etc.).

## Économie
Les Clayes-sous-Bois, comme la plupart des villes de l'Île-de-France, comprennent de nombreuses entreprises (619) tournées principalement vers le commerce et les services et installées dans cinq zones industrielles et commerciales.

### Informatique, automatismes et réseaux

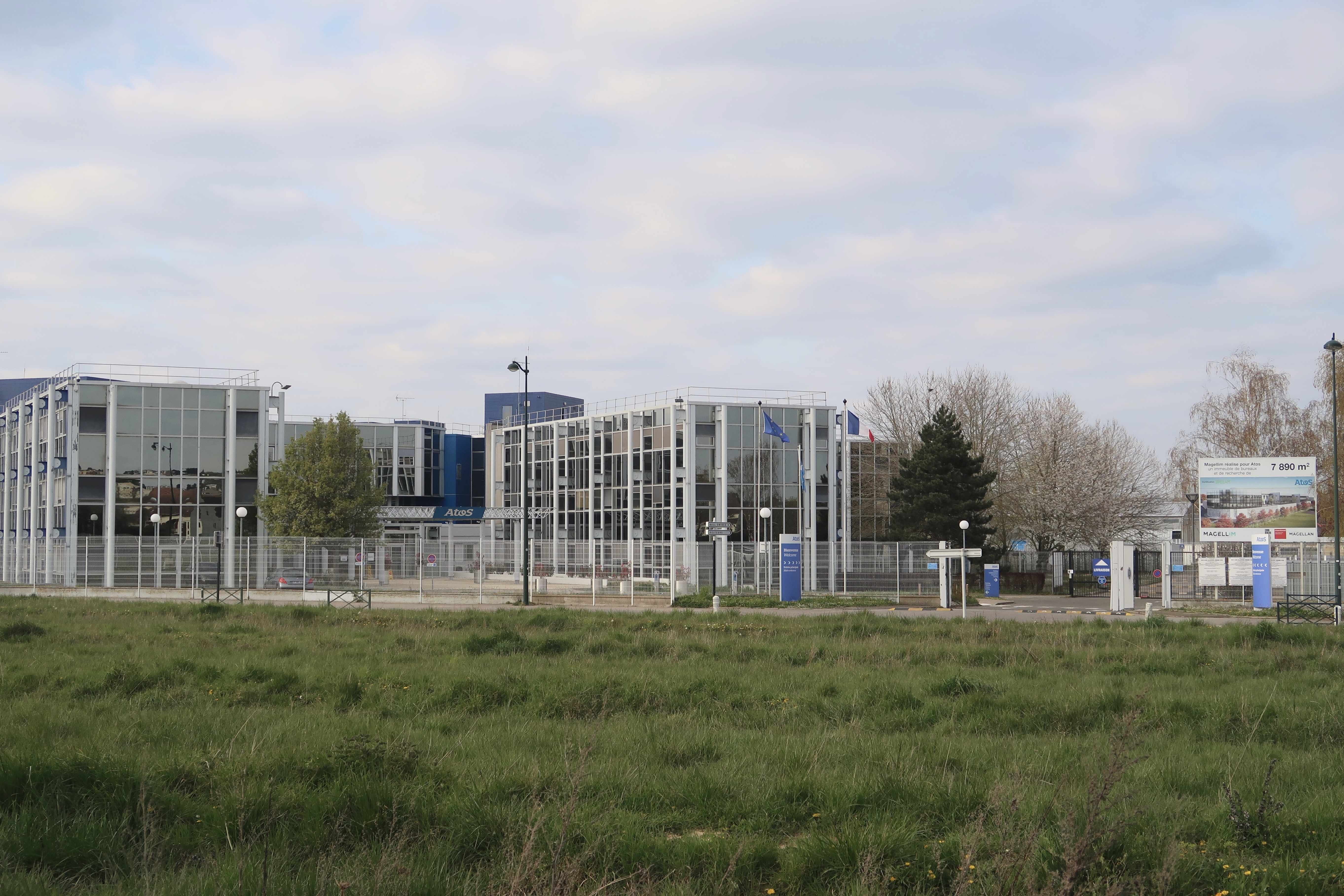
Siège de Bull (Atos).

En 2018, 54 ans après son arrivée, l'une des plus importantes entreprises est toujours le centre Bull (informatique), situé dans l'usine érigée en 1964 par la Compagnie européenne d'automatisme électronique (CAE), fondée le 1er juillet 1960, par la CSF (42 %), Intertechnique (16 %), et TRW (42 %), au capital de 7 millions de francs, porté à 10 millions en 1964 lors de l'entrée de la CGE. La CSF avait en 1960 déplacé son usine de Boulogne-Billancourt, déménagée en 1964 aux Clayes, où la CAE installe aussi en 1964 son siège social puis se fond en décembre 1966 dans la nouvelle CII. Cette usine des Clayes, qui travaille en symbiose avec les services techniques, est dirigée avant et après 1967 par Michel Chaussedoux, qui part en 1969 pour celle de Toulouse puis est promu le 1er septembre 1972 directeur d'une nouvelle division : « petits ordinateurs et applications spécialisées » (DPOAS), basée à Louveciennes.
Dès 1968, quelques exemplaires de l'ordinateur CII 10070 sont produits à l'usine des Clayes, où sont testés les premiers Iris 50, à la fois dévolus aux « travaux de gestion » et « scientifiques », pour des performances « entre celles de l'IBM 360-40 et de l'IBM 360-50 », auxquels s'ajouteront « un certain nombre d'ordinateurs achetés à la firme américaine SDS ». Une enquête de 01 Informatique montre que la moitié des 3271 ordinateurs de toutes tailles installés en France sont, en novembre 1968, des IBM, dont 831 de la série IBM 360 et seulement 210 vendus par des Français, dont 190 CII, devant 120 Britanniques (ICL), et 234 d'autres firmes américaines : 110 NCR, 60 Univac, 32 Burroughs et 32 CDC, les plus rapides.
L'Iris 50 doit ensuite être produit « en série » à l'usine de Toulouse de la CII « à partir du deuxième semestre de 1969 », en prévision d'une « cadence » maximum « au milieu de 1970 », mais Le Monde précise après une présentation à la presse en janvier 1969, qu'il ne pourra être livré « avec un software complet » que d'ici un an environ". 
De plus, l'Iris 80, également développé aux Clayes et « devant mieux se prêter au calcul scientifique », est préféré par les clients, préférant attendre un peu plus, sur fond d'accélération des progrès techniques, le premier micro-processeur étant terminé dès février 1972 aux États-Unis. Ainsi, le site des Clayes, à la fois usine et centre de recherches de la CII, conserve en réalité un effectif très important pour cette petite ville à 38 km de Paris : les élections professionnelles montrent 1370 salariés inscrits en décembre 1970 contre 3116 salariés pour le siège de la CII à Louveciennes, également dans les Yvelines.
La finalisation de l'ordinateur X5, successeur de l'Iris 80, à la puissance deux fois et demie supérieure, comparable à celle des plus gros ordinateurs, préparés par IBM et d'Honeywell, a lieu aussi aux Clayes. Il doit d'abord y sortir début 1977. C'est la vitrine de « la gamme X », six ordinateurs communs à Siemens, CII et Philips, unis dans Unidata, « Airbus de l'informatique », où la CII est chargée de deux des trois plus puissants. Mais au décès du président Georges Pompidou le 2 avril 1974, sous la pression d'Ambroise Roux, patron de la CGE, le nouveau président Valéry Giscard d'Estaing saborde Unidata. En mai 1975, malgré les protestations, il maintient ce choix et fusionne avec CII avec Honeywell-Bull. Ce choix contesté n'empêche pas de poursuivre le X5, réclamé par les clients : la production d'une « centaine d'exemplaires » est décidée fin 1975. Mais le groupe américain « ne voit pas d'un très bon œil la mise au catalogue » de cet X5, « aux performances supérieures à celles des plus grands ordinateurs » de la série 66 en cours de préparation par Honeywell, à partir du printemps 1976. Ainsi, X5 est rebaptisée Y4-Y5, avec « une puissance légèrement inférieure à celle prévue pour les premiers X5 », pour « 100 à 120 machines de ce type », cette fois produites à Angers, l'usine historique du groupe Bull. En réalité, la CIIHB cultive « flou » et « ambiguïté » pendant « plusieurs mois », parlant de Y4-Y5 comme d'un simple nom de code, pour promettre en novembre 1976 « une voie d'évolution, comme l'a toujours promis » CII, au « Cercle des utilisateurs », qui de fait accompagne la finalisation du X5 aux Clayes, et dont le vice-président et la revue questionnent, dans son numéro d'avril 1977, le PDG Jean-Pierre Brulé. Un débat est organisé le 1er juin 1977 à France Culture, où il assure n'avoir « pas du tout abandonné X4-X5 » mais l'avoir simplement « réorienté ». Nouveau coup de théâtre, dès le 30 juin 1977 : l'ex-CII abandonne aux firmes américaines la construction des grands ordinateurs : Le Monde révèle qu'aux Clayes, les prototypes des ordinateurs X4 et X5 viennent d'être démontés, annonçant « la seconde mort de la CII » alors que des « dizaines de techniciens », depuis février, y « travaillaient à pleine capacité ».

### Commerces

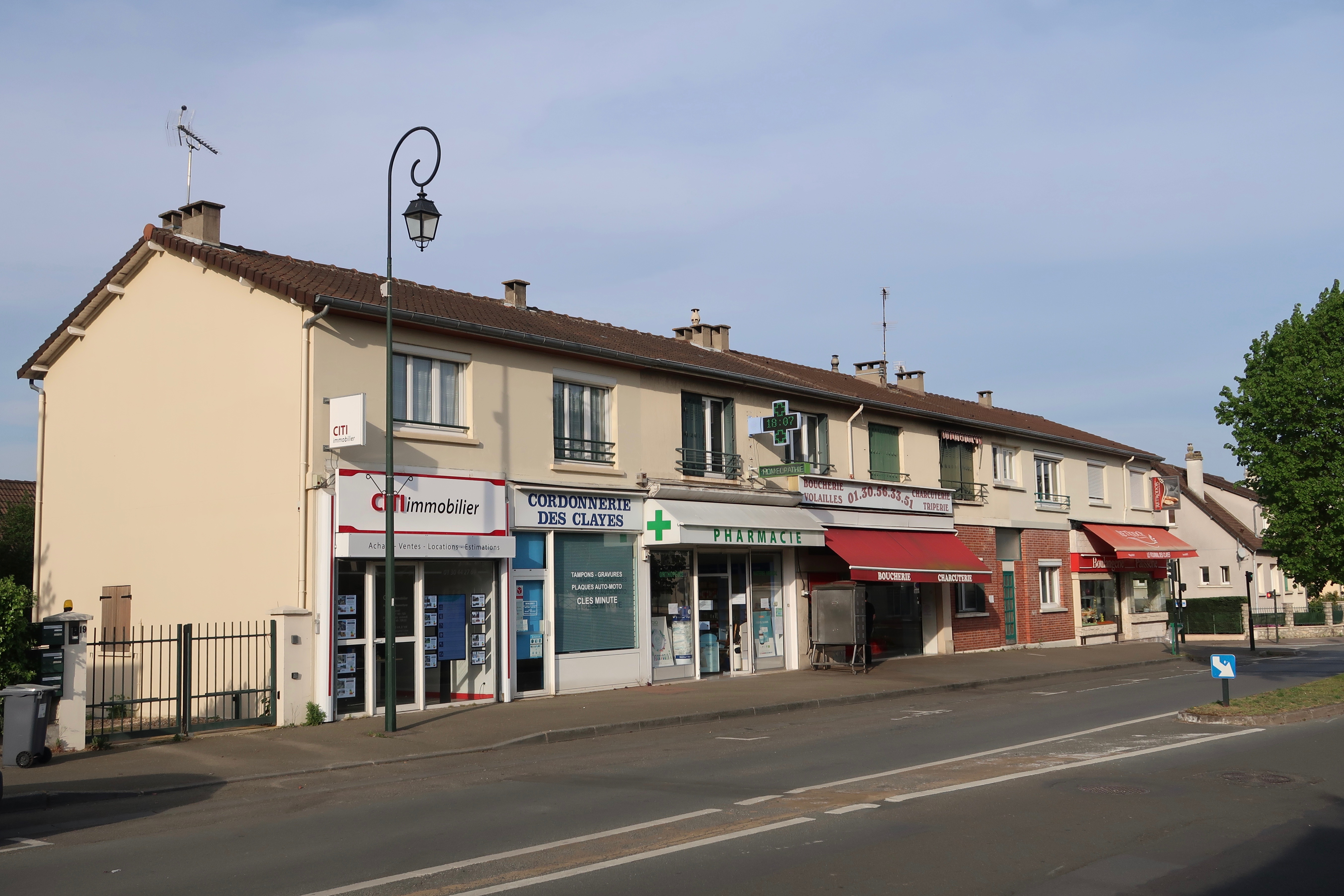
Commerces de proximité avenue Jules-Ferry.

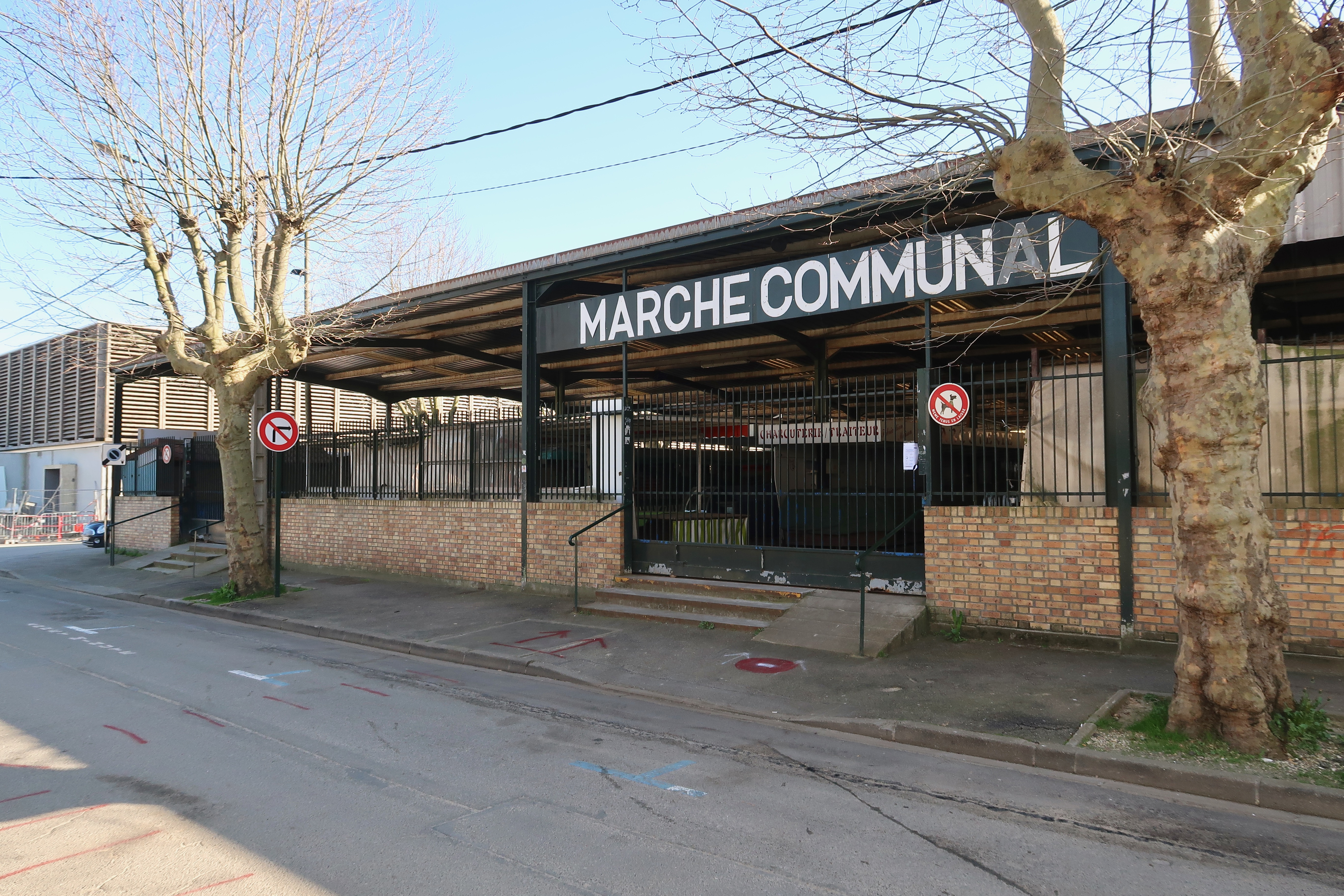
Marché communal (bâtiment détruit début 2021, le nouveau marché se trouvant en arrière-plan).

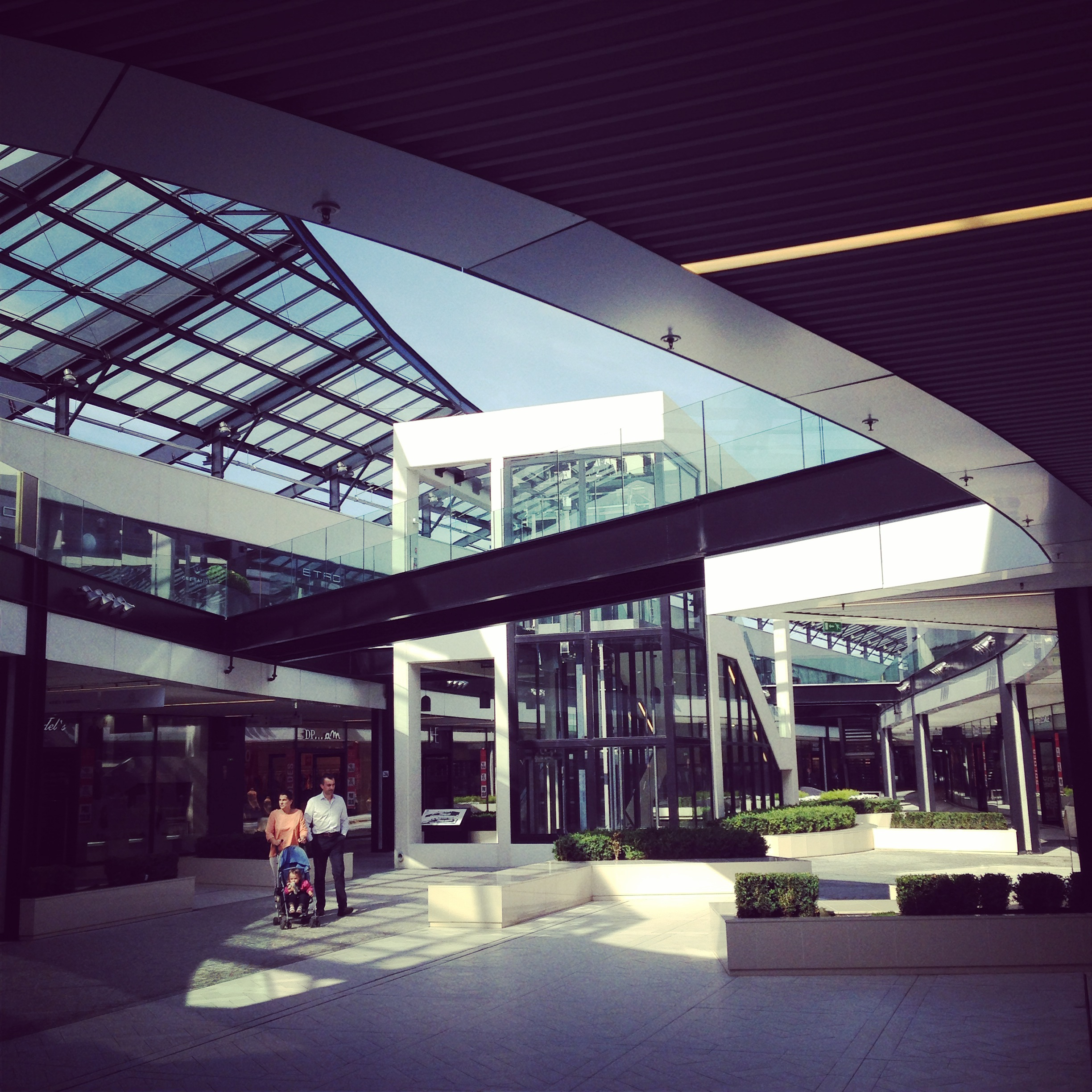
One Nation.

Situé avenue du Général-Leclerc, le marché communal est ouvert le jeudi et le dimanche de 8 h à 13 h.
Trois centres commerciaux régionaux au nord de la commune, en bordure de voie ferrée, constituent les autres zones les plus importantes avec Alpha Park 1 (avec notamment Castorama, Cultura et Boulanger), Alpha Park 2 (Intersport, Maisons du Monde, etc.) et One Nation Paris (centre de déstockage de luxe ouvert fin 2013). En 2019, dans ce dernier s'installe la plus grande parapharmacie de France.

### Revenu médian
En 2010, le revenu fiscal médian par ménage était de 37 589 €, ce qui plaçait Les Clayes-sous-Bois au 4 075e rang parmi les 31 525 communes de plus de 39 ménages en métropole.
Emploi de la population
En 2006, sur la population de 15 à 64 ans 69,4 % ont un emploi contre 5,4 % de chômeurs.
25,2 % sont inactifs dont 10,6 % d'élèves, étudiants et 8,3 % de retraités.
82,4 % des actifs travaillent hors de la commune.
Répartition des secteurs d'activité sur la commune
Les secteurs d'activité sont répartis selon la manière suivante :
- secteur industriel 7,4 %
- bâtiment 13,6 %
- commerce 20,7 %
- service 58,3 %.

## Culture

### Lieux et monuments

#### Église Saint-Martin
Il s'agit de l'édifice le plus ancien de la commune. Sa nef date du XIe siècle, le chœur et le sanctuaire des XIVe siècle et XVe siècle. À l'image de nombreuses petites églises de village, elle ne dispose pas d'un plan en forme de croix. Comptant plusieurs éléments romans (de petites baies en plein cintre et une nef calcaire peu élevée et étroite, ainsi qu'une voûte avec des arcs en plein cintre), elle n'a cependant qu'un seul bas-côté, alors que les églises en comptent généralement un deuxième. Sculptée au XIe siècle, une stèle en pierre supporte le tabernacle. L'église comprend également des éléments gothiques (la voute du chœur, sur croisée d'ogives, à nervures prismatiques, ainsi qu'une baie à trois lancettes), datant des XIVe-XVe siècle. Elle est donc un mélange des styles roman et gothique. S'y trouve une statue de vierge à l'enfant du XVe siècle est, inscrite à l'inventaire départemental des Monuments historiques. Le clocher originel a été détruit lors de la guerre de Cent Ans et a été ensuite reconstruit ; de forme carrée, il est percé de baies en plein cintre. L'église est consacrée à saint Martin sous le règne d'Henri III,.
Au XVIe siècle est apposé au-dessus de la porte de la sacristie un cartouche en bois sculpté du chiffre romain « 1500 » (« MC »). Ce même siècle ou au suivant, des fresques sont peintes sur les piliers de la nef. Un font baptismal en marbre rose et à couvercle en cuivre datant des XVIIe siècle-XVIIIe siècle est également installé. Tous ces éléments sont encore visibles de nos jours.
Vers 1750, une cloche nommée Anne Françoise Martin est placée dans le clocher, avec comme parrain le seigneur des Clais et secrétaire du roi François Bouron et comme marraine Anne Félicité de Beaufort. Le cimetière situé en contrebas l'église (dit cimetière Saint-Martin) est inauguré en 1858. Une photographie de 1930 figure la présence de nombreuses statues dans l'église, ainsi qu'une chaire en bois. En 1949, après la Seconde Guerre mondiale et alors que l'église menace de tomber en ruines, une campagne de restauration est organisée. En 1950 est installée sur le fronton du portail de l'entrée une statue de saint Martin réalisée par Marcel Sprank. En 1953 et 1956, la façade est blanchie, alors que certains éléments statuaires et la chaire visible dans la photographie précédemment citée sont retirés. Une tribune est disposée au fond de la nef ; elle est enlevée en 1999. En 1993, après un déplâtrage, l'armature d'un grand vitrail est mise au jour. Les ateliers Loire sont alors sollicités pour concevoir de nouveaux vitraux, pour cette armature et les autres fenêtres de l'édifice.

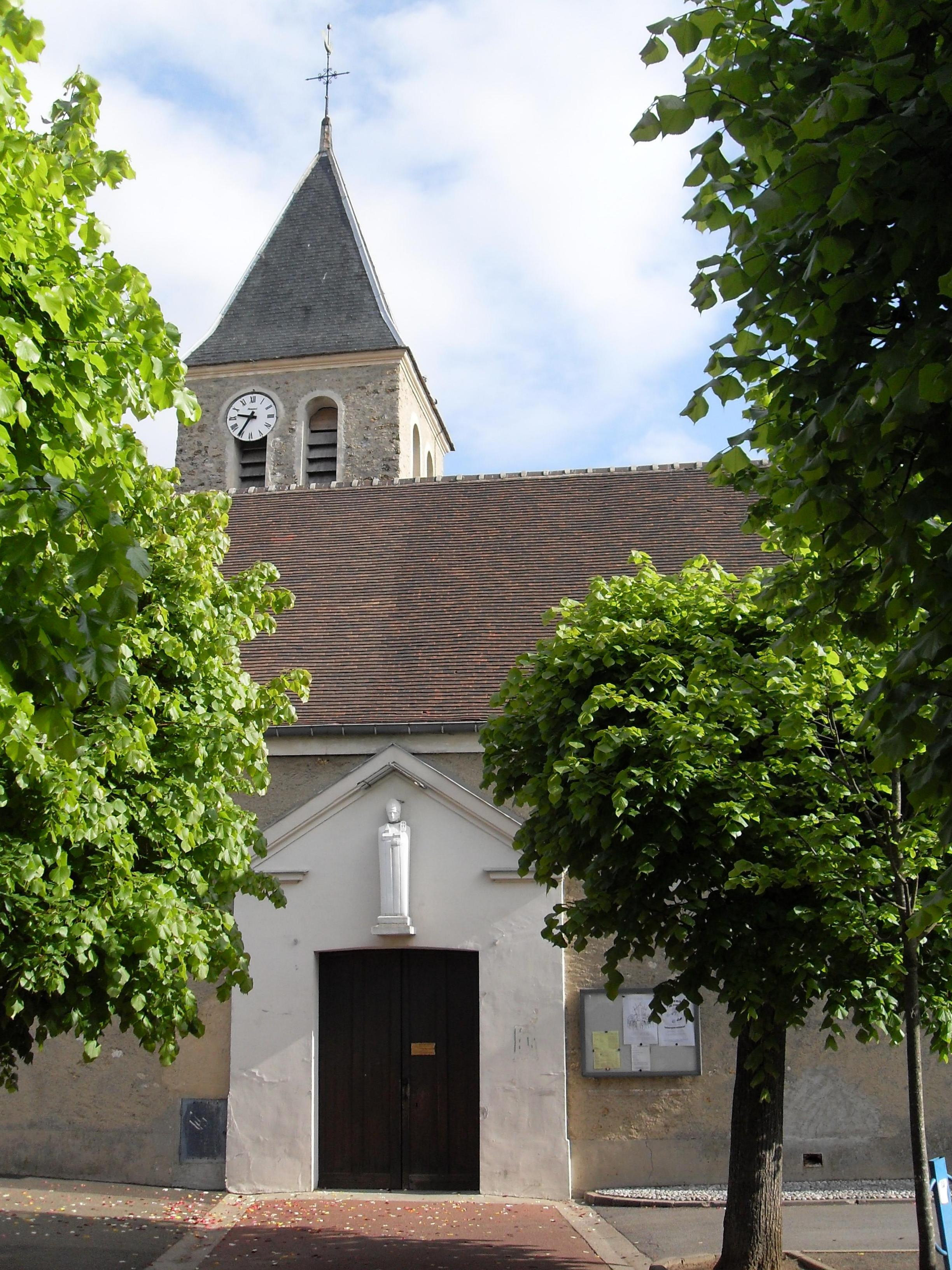
L'église Saint-Martin.
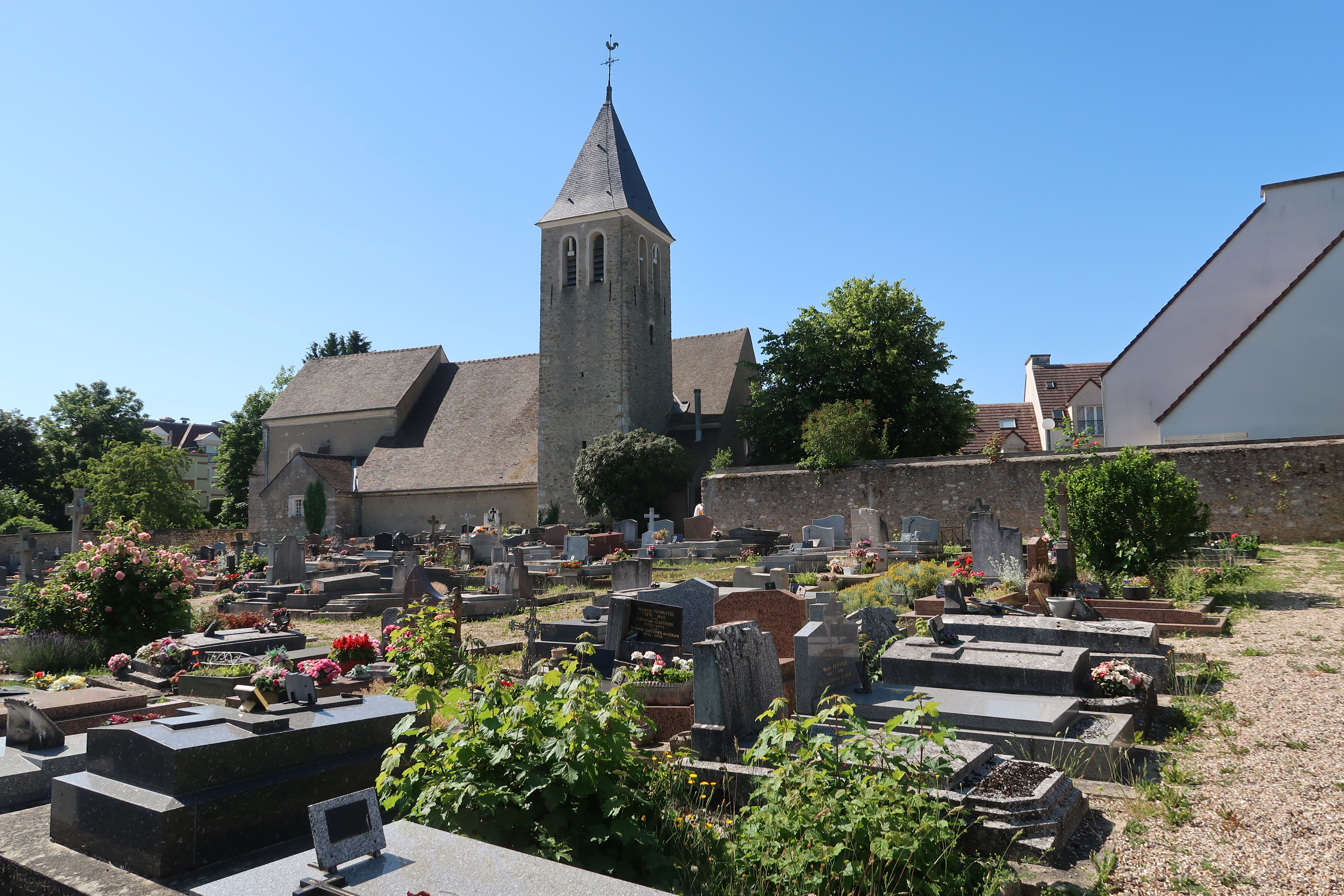
Vue du cimetière.
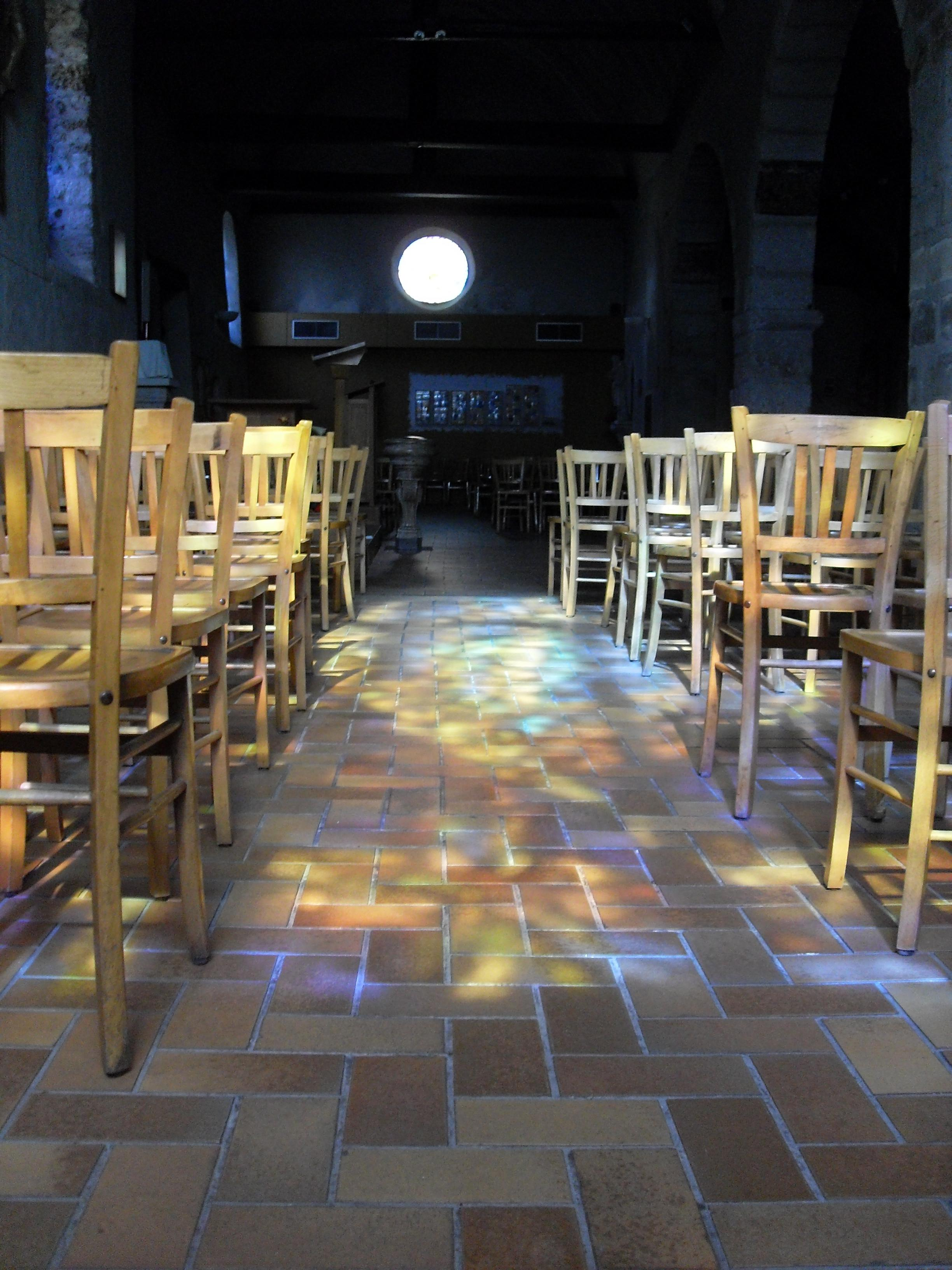
Intérieur de l'église.
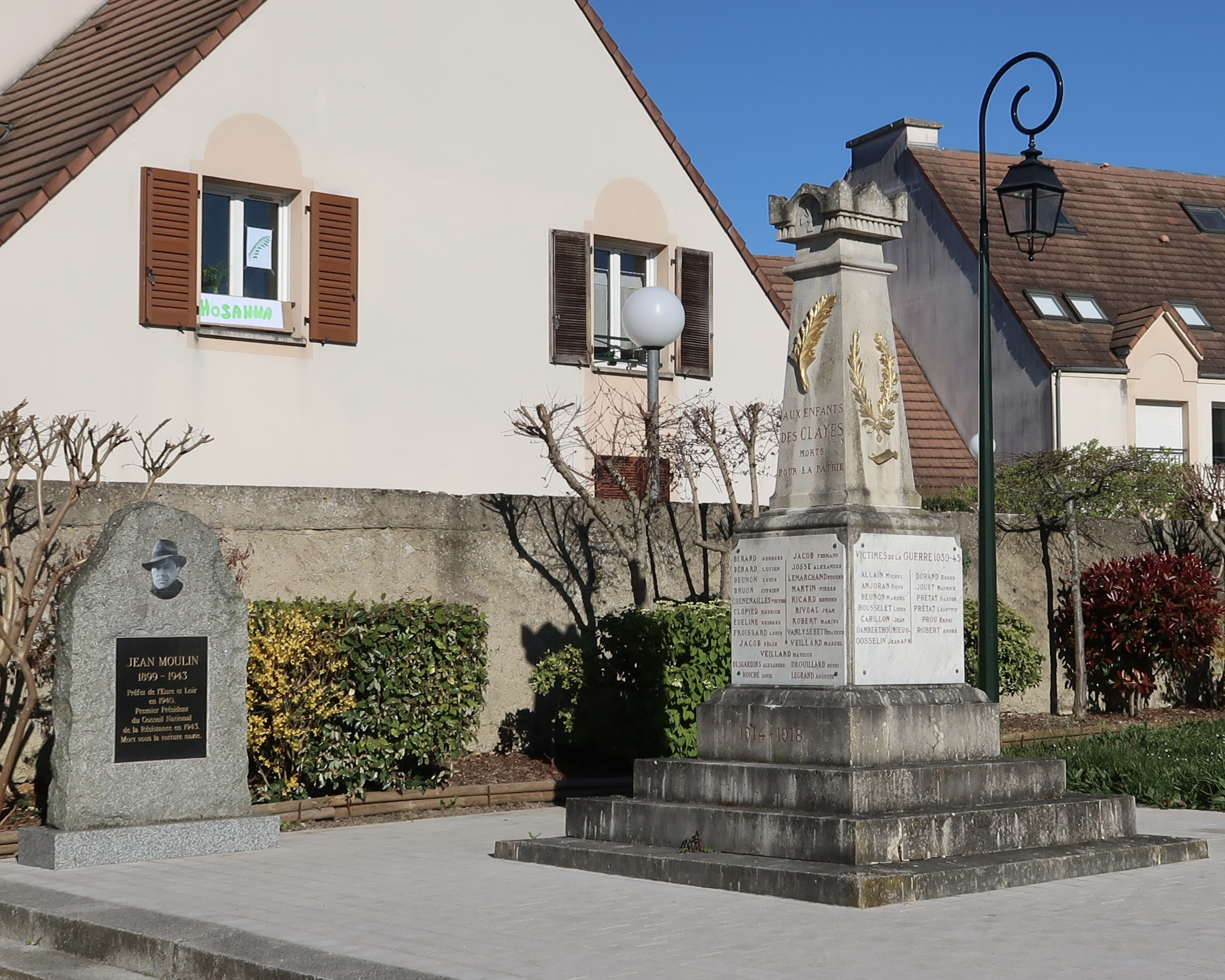
Monument aux morts et stèle en hommage à Jean Moulin, près de l'église.

#### Autres édifices
- Un pavillon de chasse du XIVe siècle est construit sur les ruines d'une maison détruite lors de cette époque troublée (guerre de Cent ans, jacqueries, peste noire, etc.). Cette maison appartenait aux religieuses de Notre-Dame-des-Anges de Saint-Cyr (ordre des Bénédictines), qui vend les restes de l'édifice à l'écuyer du roi Pierre Potel, en 1360 (à noter que cette dénomination d'écuyer était un titre inférieur de la hiérarchie nobiliaire). Au lieu-dit du Val-Gally, sur les ruines, Pierre Potel fait alors construire un imposant hôtel de chasse de forme carrée, la façade étant orientée vers l'est, entouré d'un fossé (comblé en 1866), alors qu'un mur ceinture le parc. Au fil des siècles, le bâtiment et son domaine passèrent entre les mains d'officiers de la couronne et de membres du Parlement de Paris[67].
  - Le pavillon comprend un corps de logis, avec à sa gauche un préau ouvert accessible par une succession de cinq arcades au rez-de-chaussée, surmontées à l'étage supérieur par une galerie couverte. Les plus belles pièces du bâtiment se trouve au premier étage, alors que les ailes adjacentes, perpendiculaires, sont plus légères. Le bâtiment est couvert d'un enduit qui répond à des objectifs d'isolation et de décoration. Très pentu, son toit en tuiles dispose de versants, trois ou quatre selon les endroits, de lucarnes rampantes ainsi que plusieurs souches de cheminée[67].
  - La façade et les toitures du pavillon de chasse sont inscrites à l'inventaire supplémentaire des Monuments historiques en 1872[68],[67].
  - L'aile sud du bâtiment est le dernier vestige du bâtiment, les autres parties ayant été détruites en 1790. Elle abrite actuellement la bibliothèque municipale[24].

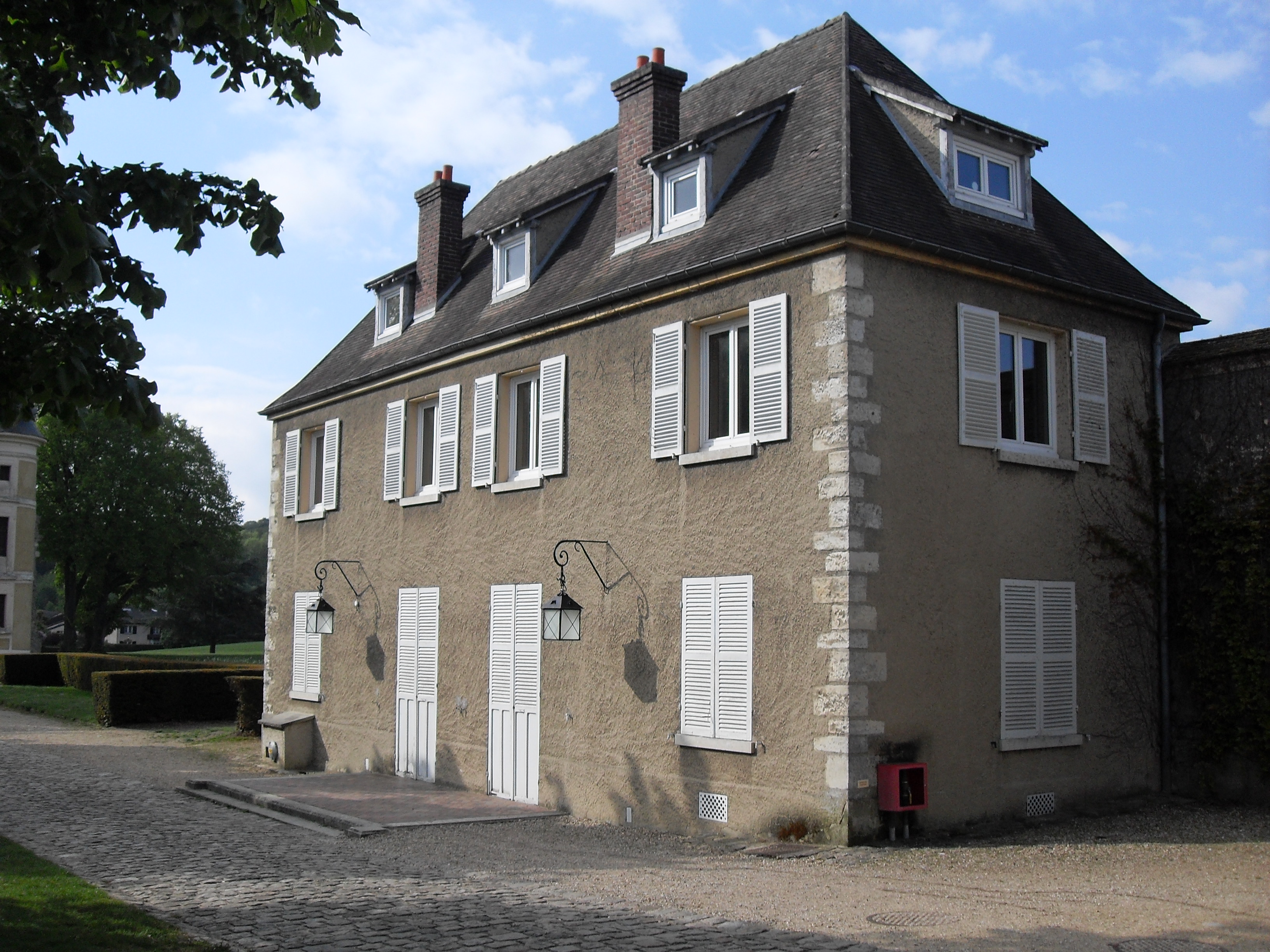
Le corps de logis de l'ancien relais de chasse à l'entrée du parc de Diane.
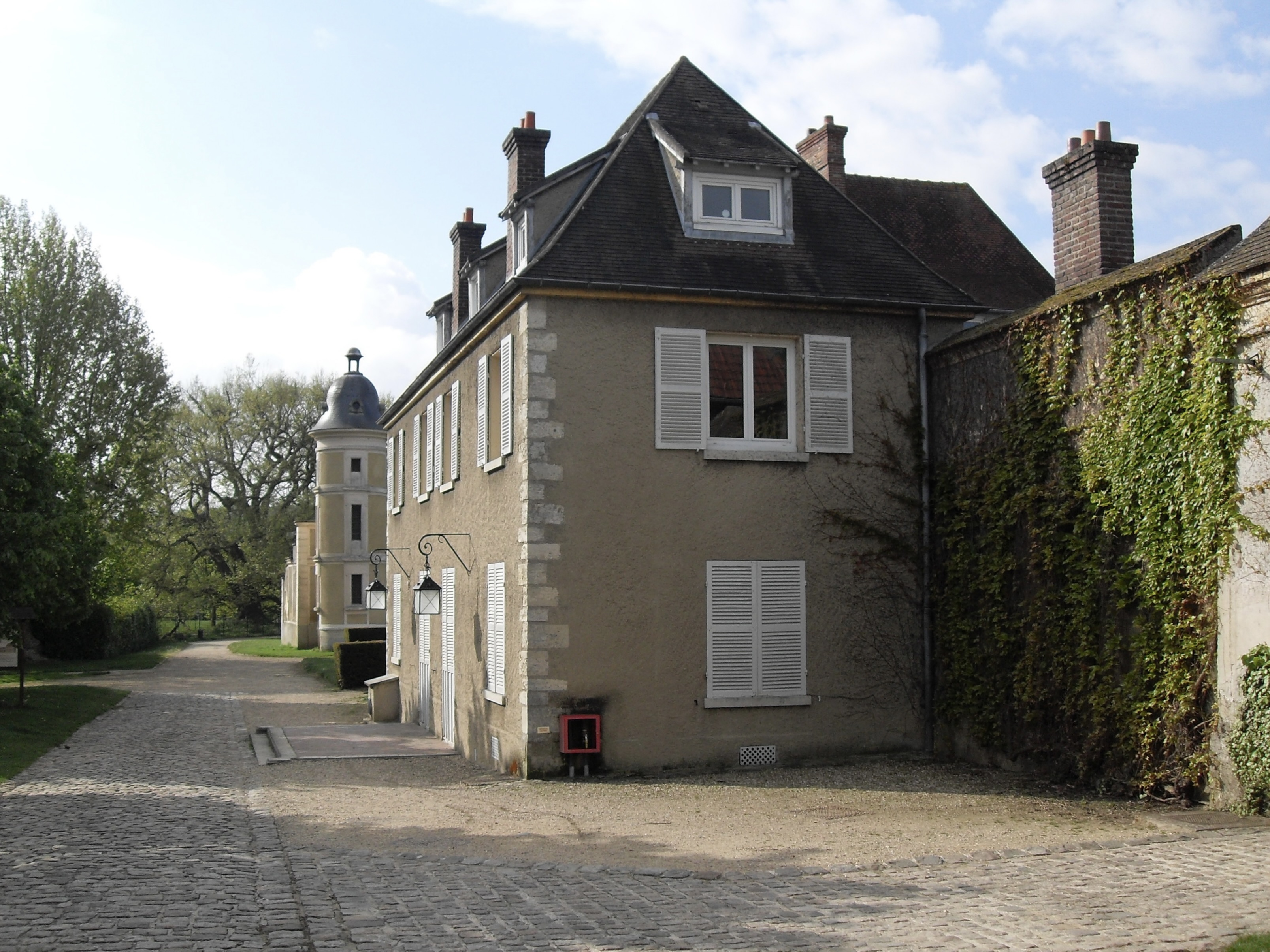
Autre vue, avec une tour subsistante du château du XIXe siècle en arrière plan.
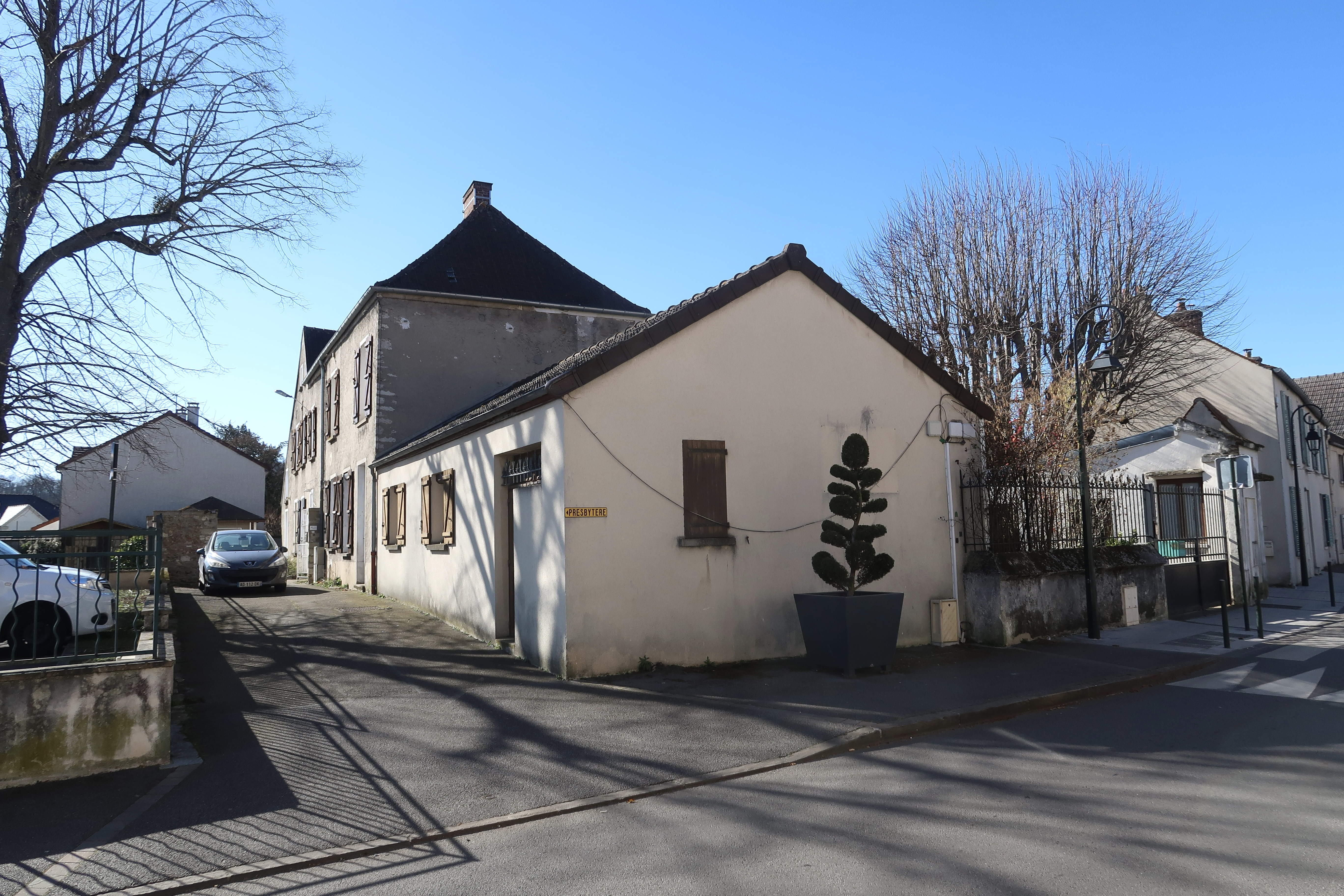
Le presbytère.

- Le presbytère situé en face de l'église est construit entre 1719 et 1745 à la demande du curé des Clayes Jean-Louis Lauzy, et à ses frais, afin de faire classe aux enfants du village[66].
- Du château des Clayes construit dans les années 1800-1810 par la famille Delaborne ne reste dans le parc de Diane que les deux tours latérales surmontées d'un lanternon. Ses communs, intégrés aux restes de l'ancien relai de chasse (la bibliothèque), accueillent de nos jours des expositions et des activités associatives et festives[26].
- La commune compte trois cimetières : le cimetière Saint-Martin (rue Henri-Prou, derrière l'église), le cimetière Henri-Prou (en face de la piscine) et le cimetière de la Broderie (chemin de la Bretechelle)[69].

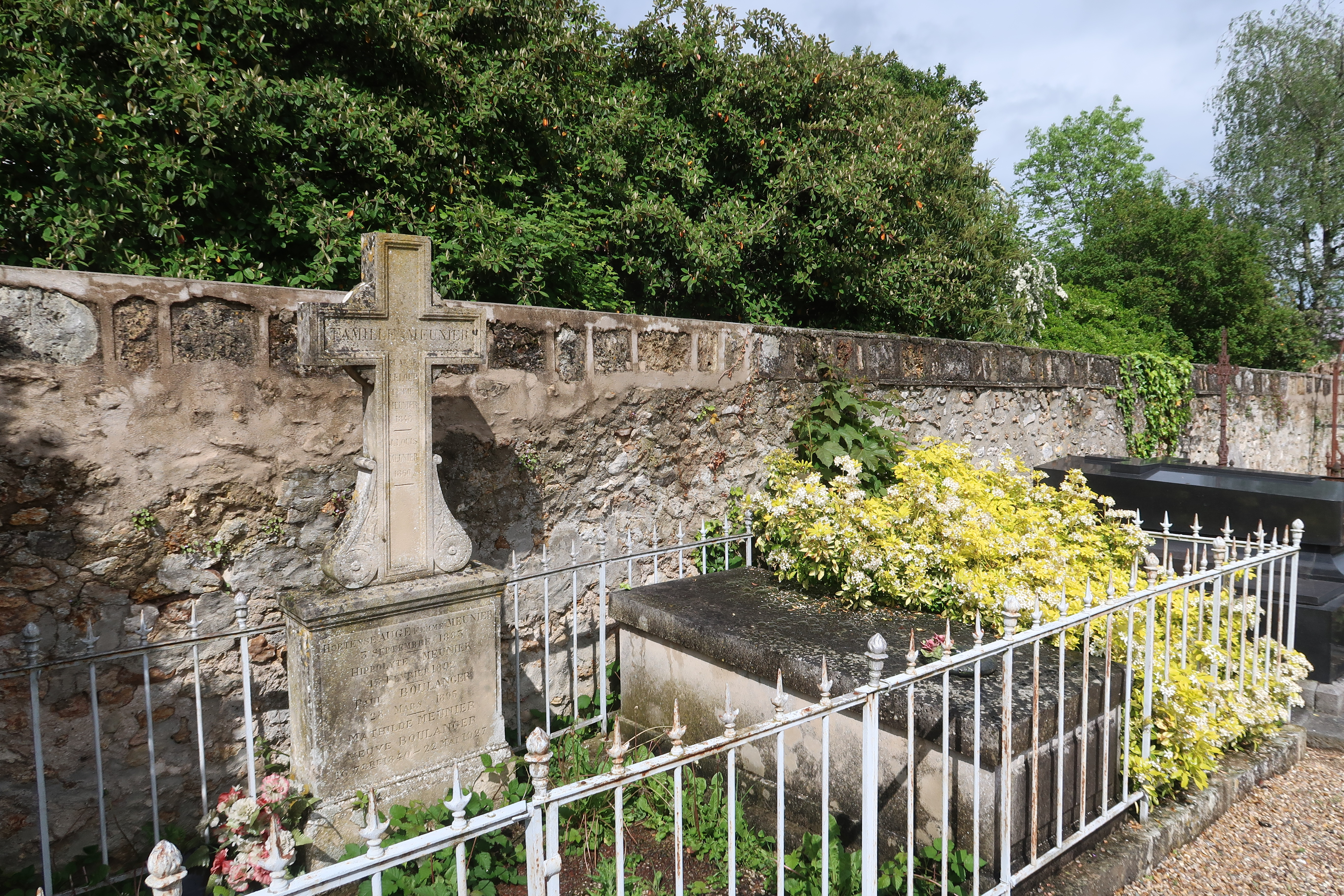
Tombes anciennes dans le cimetière Saint-Martin.
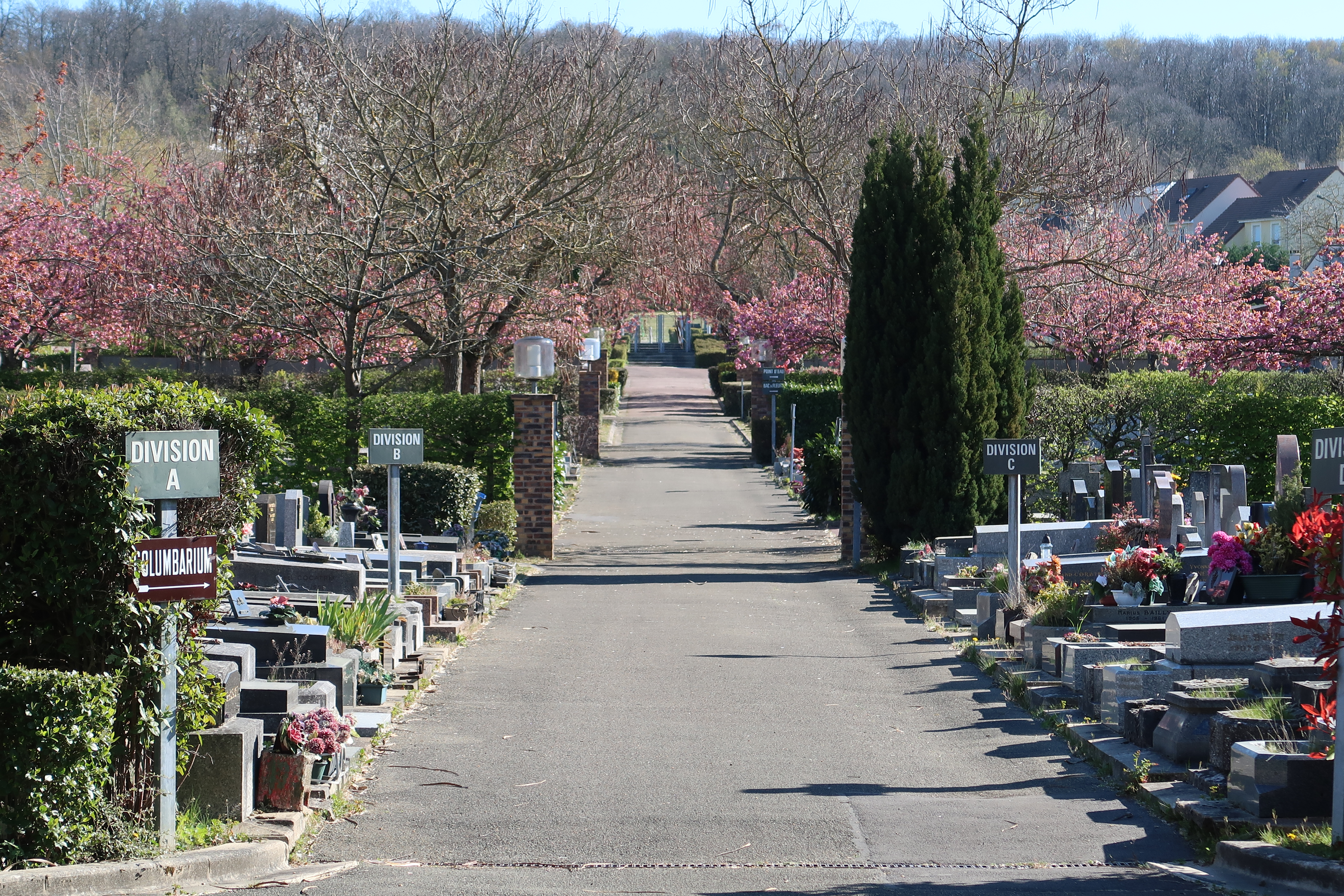
Entrée du cimetière Henri-Prou.
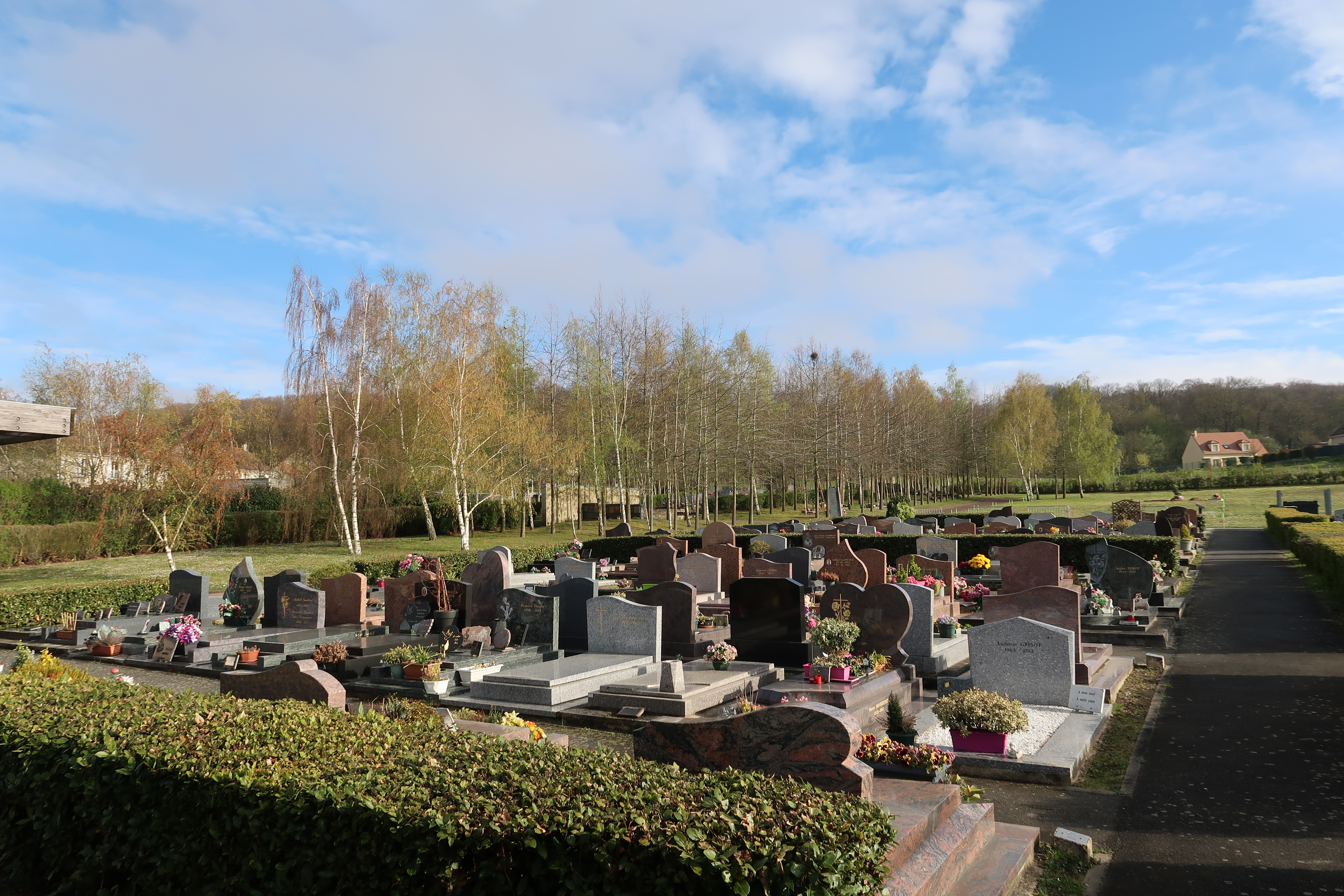
Cimetière de la Broderie.

#### Parc de Diane
- Le parc de Diane est inscrit au patrimoine culturel depuis le 31 juillet 2003[70]. Outre les deux tours de l'ancien château, son attraction principale est l'arbre de Diane :
  - un platane de 450 ans, dit « arbre de Diane », a reçu en 2000 le label d'arbre remarquable de France par l'association A.R.B.R.E.S[71]. Il aurait été planté autour de 1556, par (pour ?) la favorite du roi Henri II de France, Diane de Poitiers[15],[1].
  - un bassin est situé devant la terrasse de l'ancien château. Plus à l'ouest se trouve aussi un étang, qu'on peut traverser par un petit pont de bois ; il était autrefois bordé d'un kiosque en bois.
  - le parc permet d'accéder à la forêt de Bois-d'Arcy.

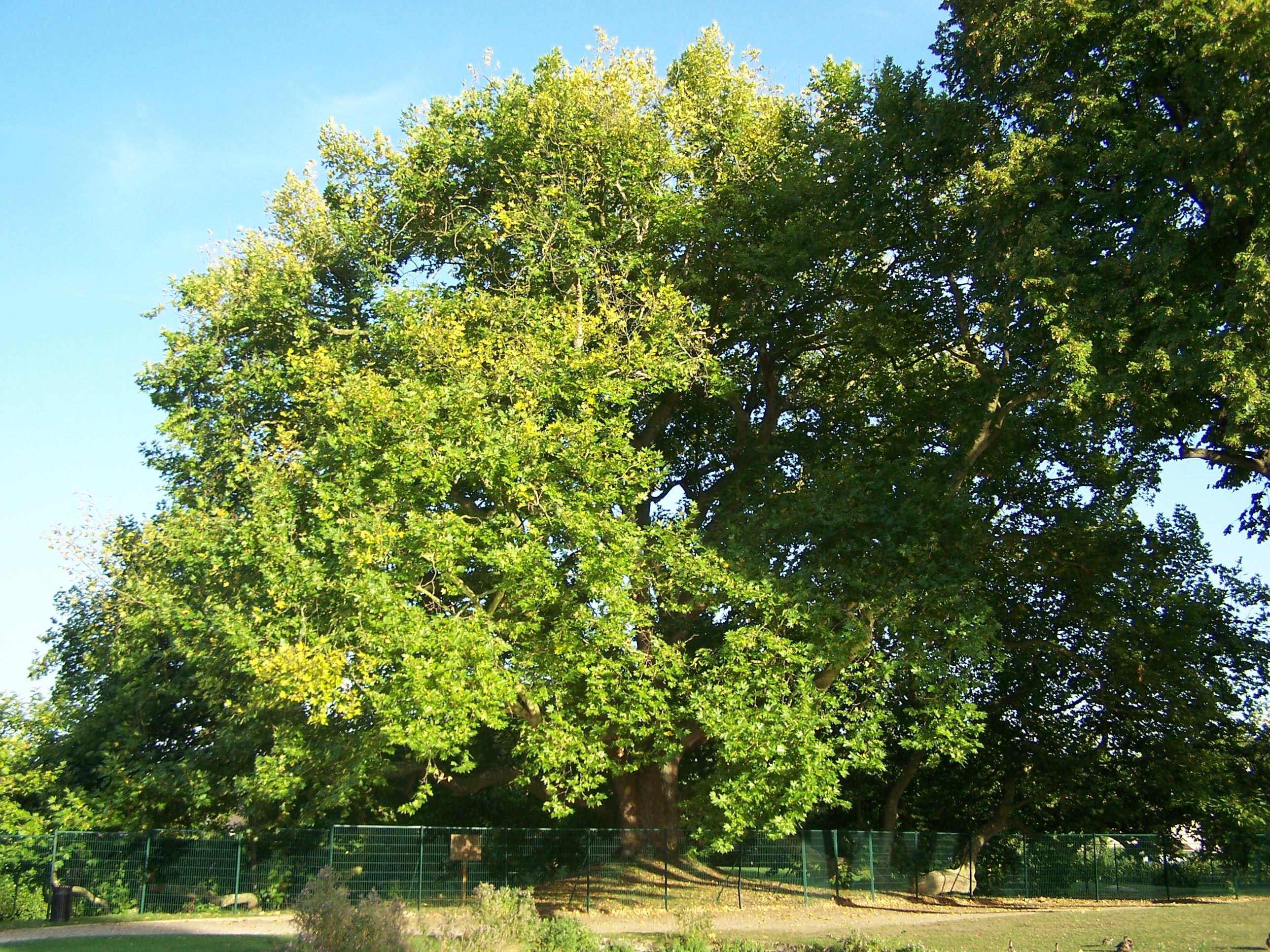
L'arbre de Diane.
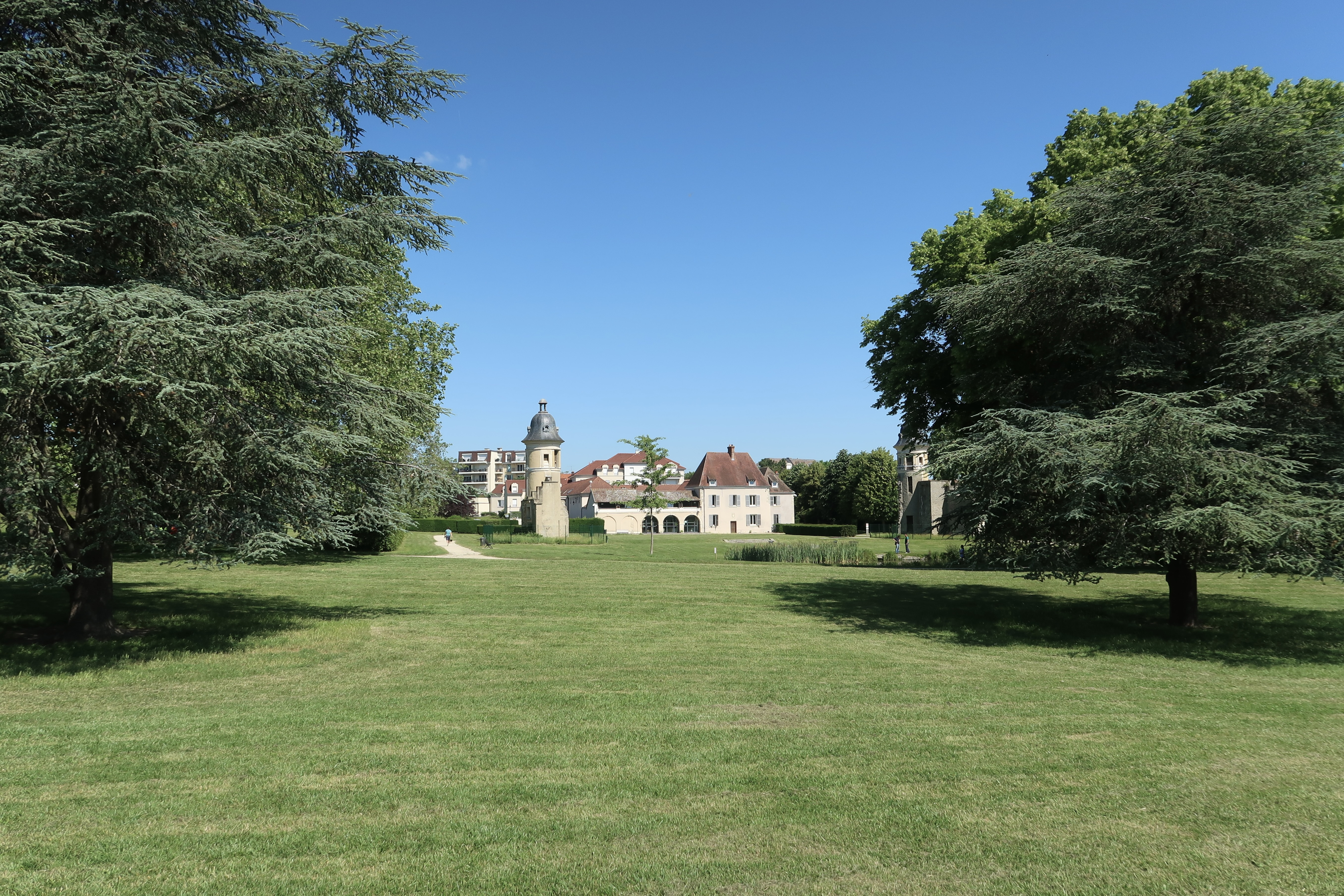
Le parc de Diane, ou parc du château.
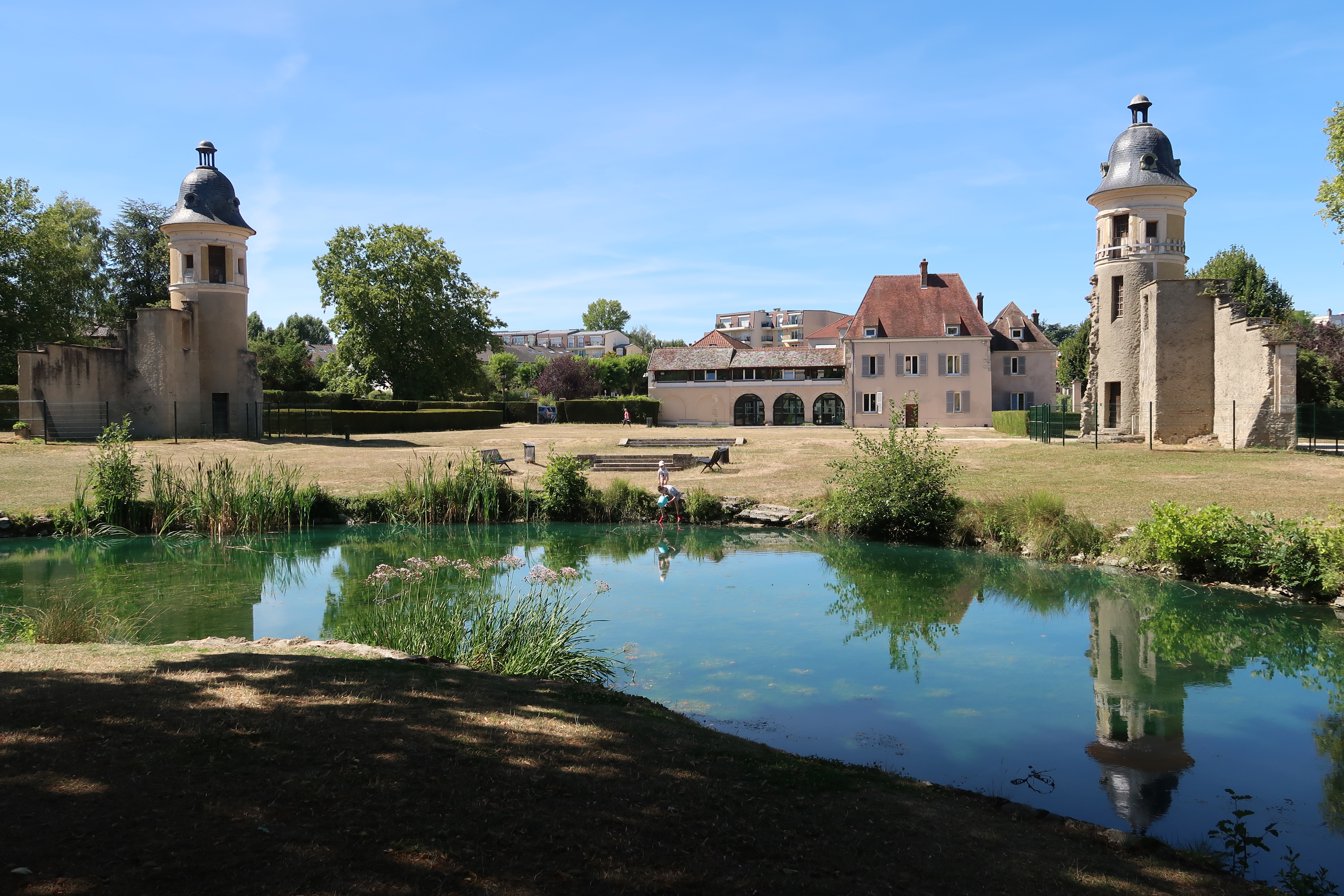
Bassin, vestiges du château et ses communs.
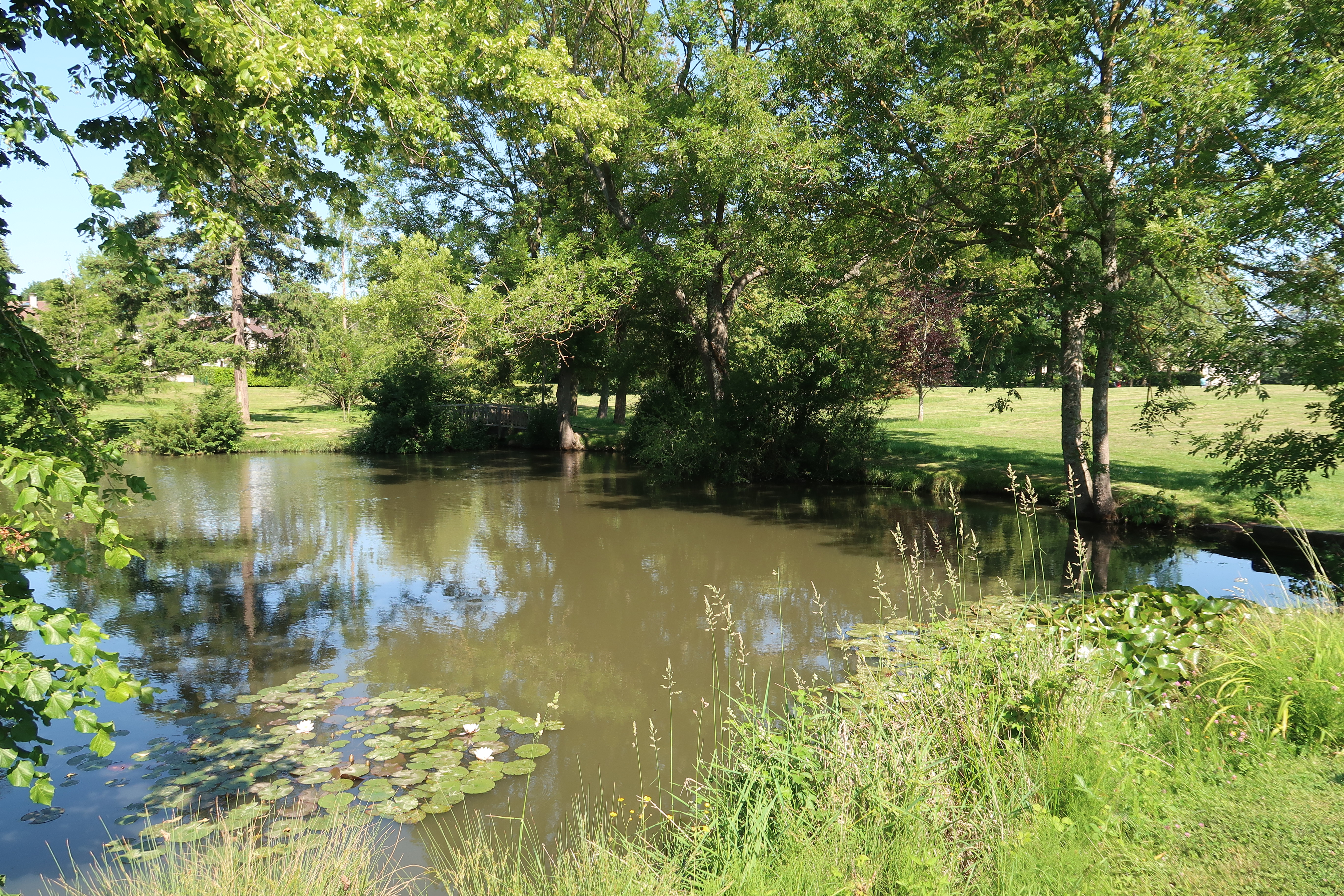
Étang dans le parc.

#### Autres espaces verts
- Forêt de Bois-d'Arcy, dont une partie est située sur le territoire des Clayes-sous-Bois.
- Parc Jean-Carillon, qui comprend plusieurs installations sportives.
- Prairie Janine-Thomas.
- Square Achille-Zavata, square Marie-Guérin.
- Jardin partagé L'Avre de paix, ouvert en 2015 dans le quartier de L'Avre sur un espace de 250 mètres carrés[72],[73].
- Chemin des Eaux : voie piétonne rectiligne de 3,5 km passant par Plaisir, Les Clayes-sous-Bois et Villepreux. Prisée par les promeneurs et les cyclistes, elle est coupée par quelques rues, généralement peu fréquentées. Le chemin des Eaux se trouve au-dessus de l'aqueduc de l'Avre, ici souterrain, un ouvrage de la fin du XIXe siècle qui alimente Paris en eau potable depuis l'Eure-et-Loir.
- Parc du centre de loisirs des Bruyères, qui s'étend sur une surface de 6 800 m2, au milieu de nombreux arbres anciens, dont deux ifs ; il s'y trouve aussi une grotte artificielle. Ancienne dépendance du petit château des Bruyères (détruit), il accueille à partir des années 1970 un centre de loisirs. Ce dernier ferme au milieu des années 2010 et la municipalité vend le terrain pour plus de 2 millions d'euros à un promoteur immobilier afin d'y construire une résidence pour personnes âgées d'une centaine de logements, ce qui suscite les critiques de riverains et de l'opposition municipale. Certains arbres seront préservés, d'autres plantés et un jardin public de 700 m2 sera toutefois aménagé[74],[75],[76]. Les travaux doivent commencer fin 2022 et prendre fin en 2024[77].
- En novembre 2021 a lieu la plantation d'arbres fruitiers le long de la rue Jacques-Duclos, dans l'objectif d'y créer une forêt-jardin. Le même mois, 21 arbres fruitiers sont aussi plantés le long du chemin des Eaux, dans le quartier du Val Joyeux[78].

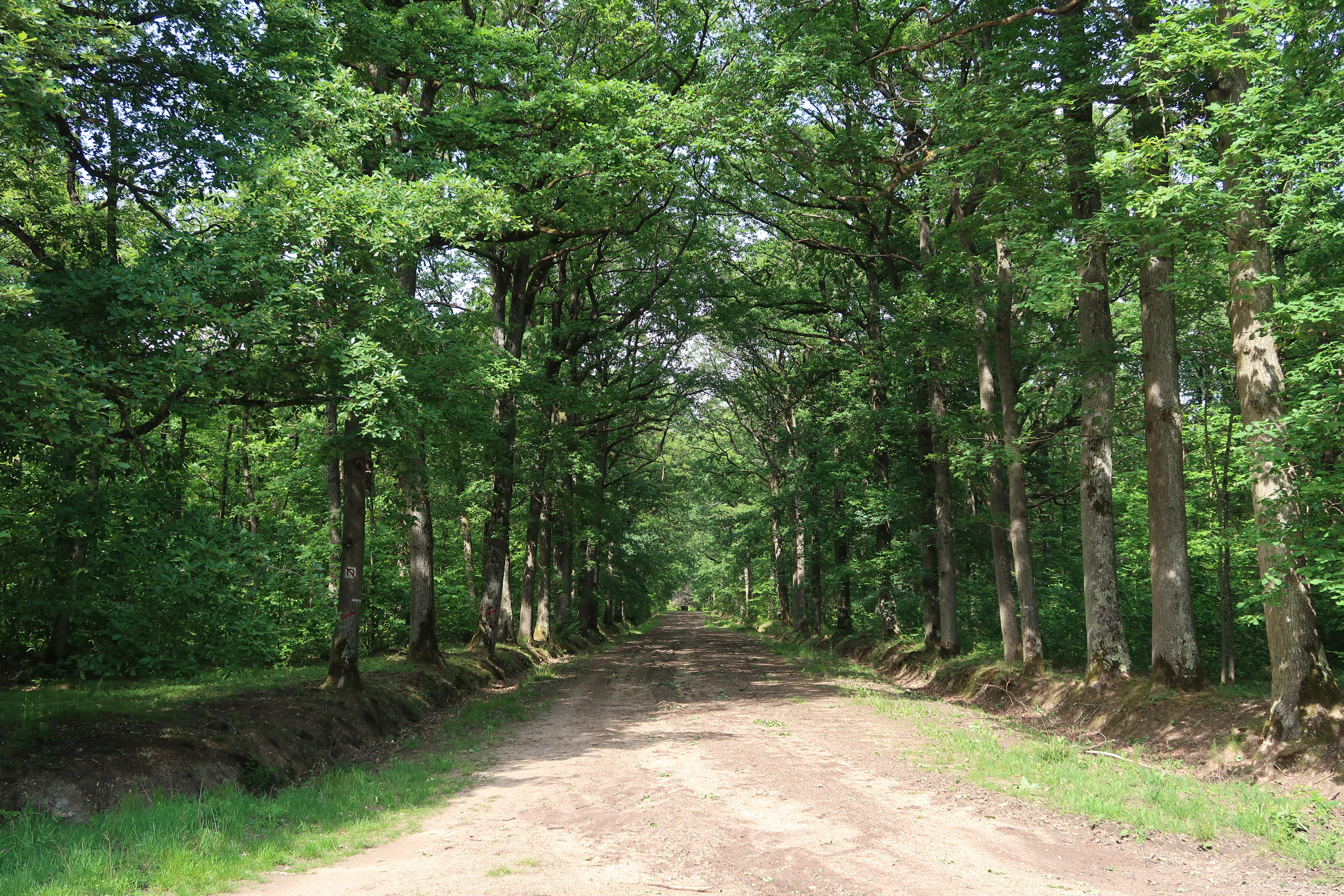
Forêt domaniale de Bois-d'Arcy.
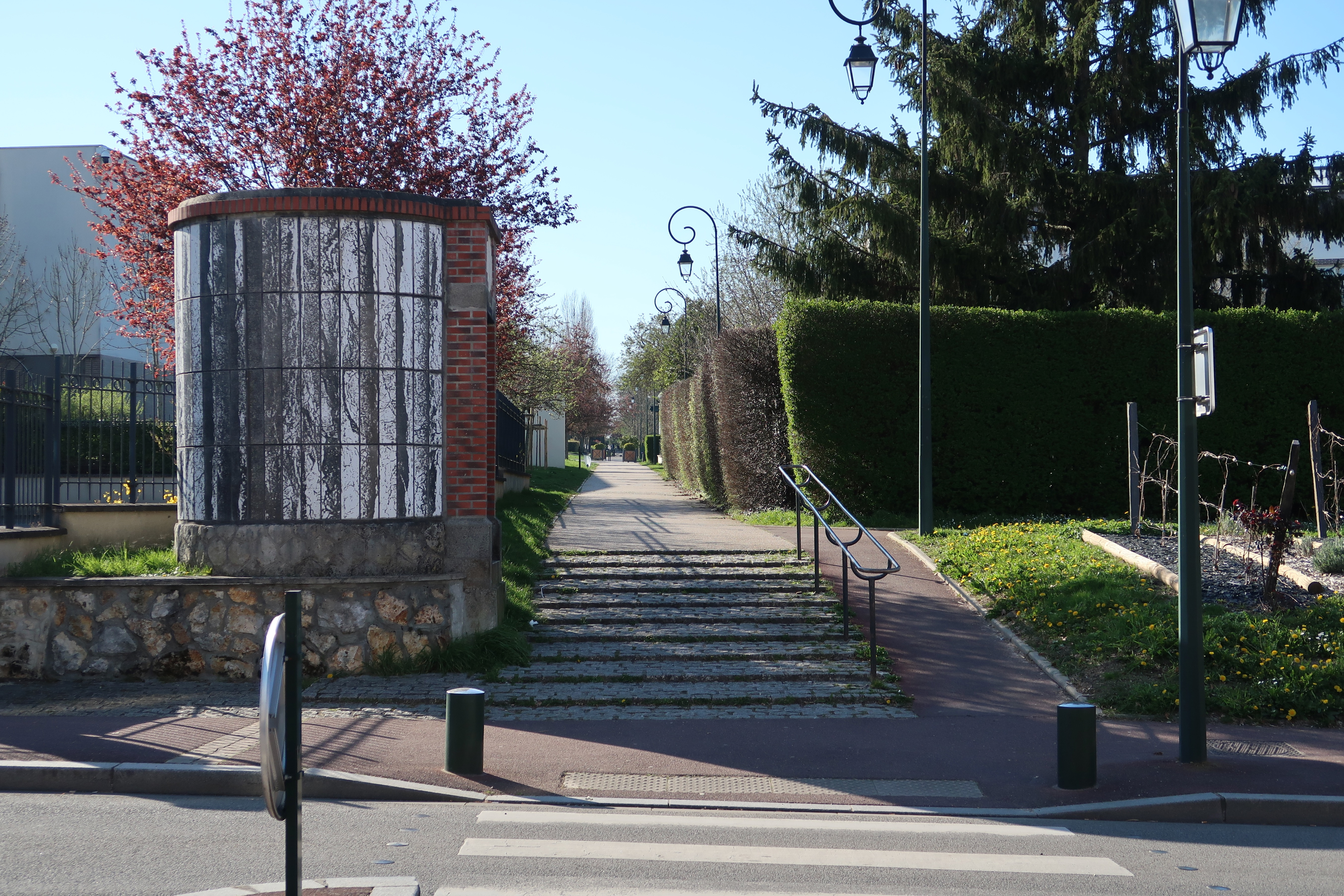
Chemin des Eaux avec, à gauche, l'un des édicules permettant le contrôle de l'aqueduc de l'Avre situé en dessous.
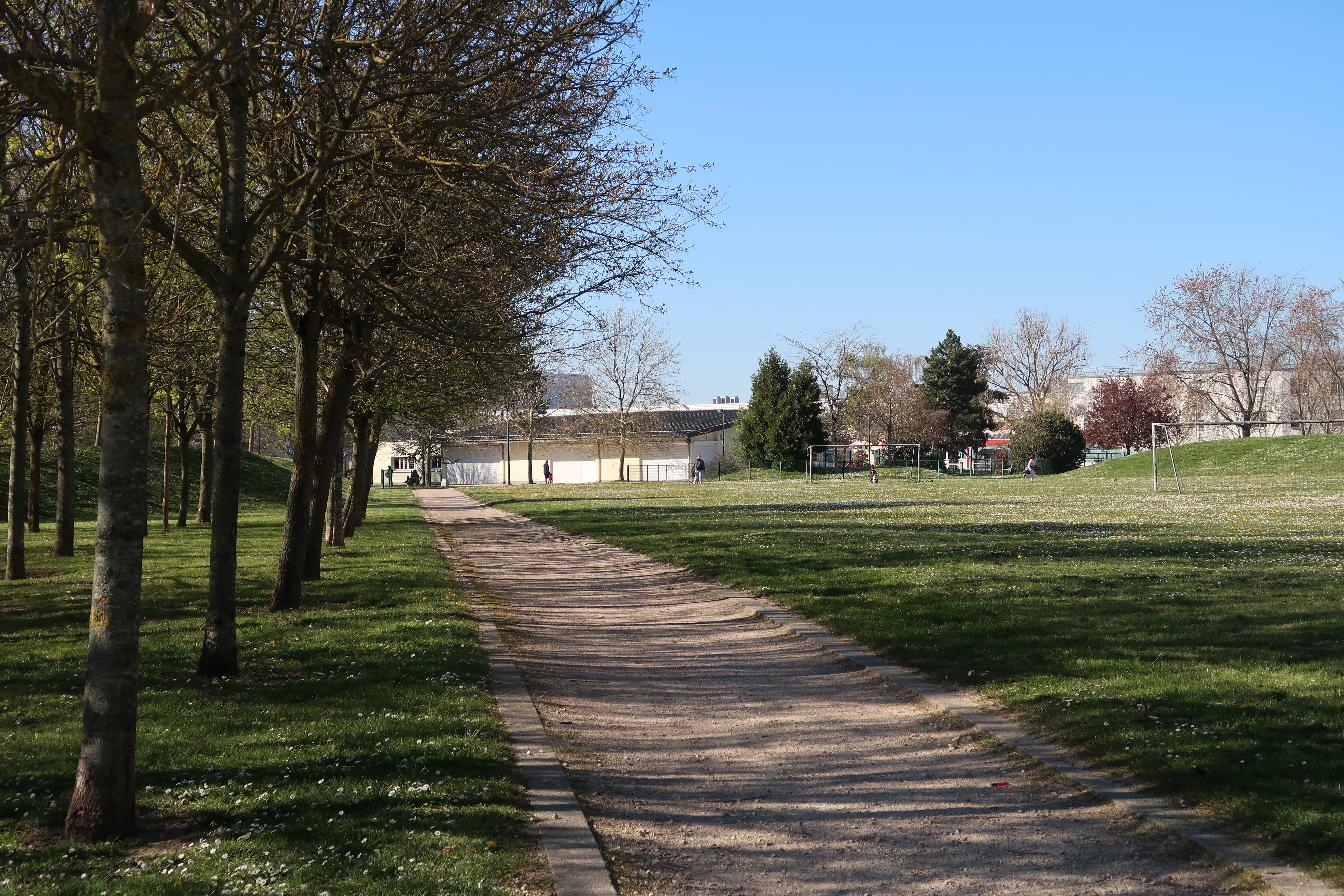
Prairie Janine-Thomas.
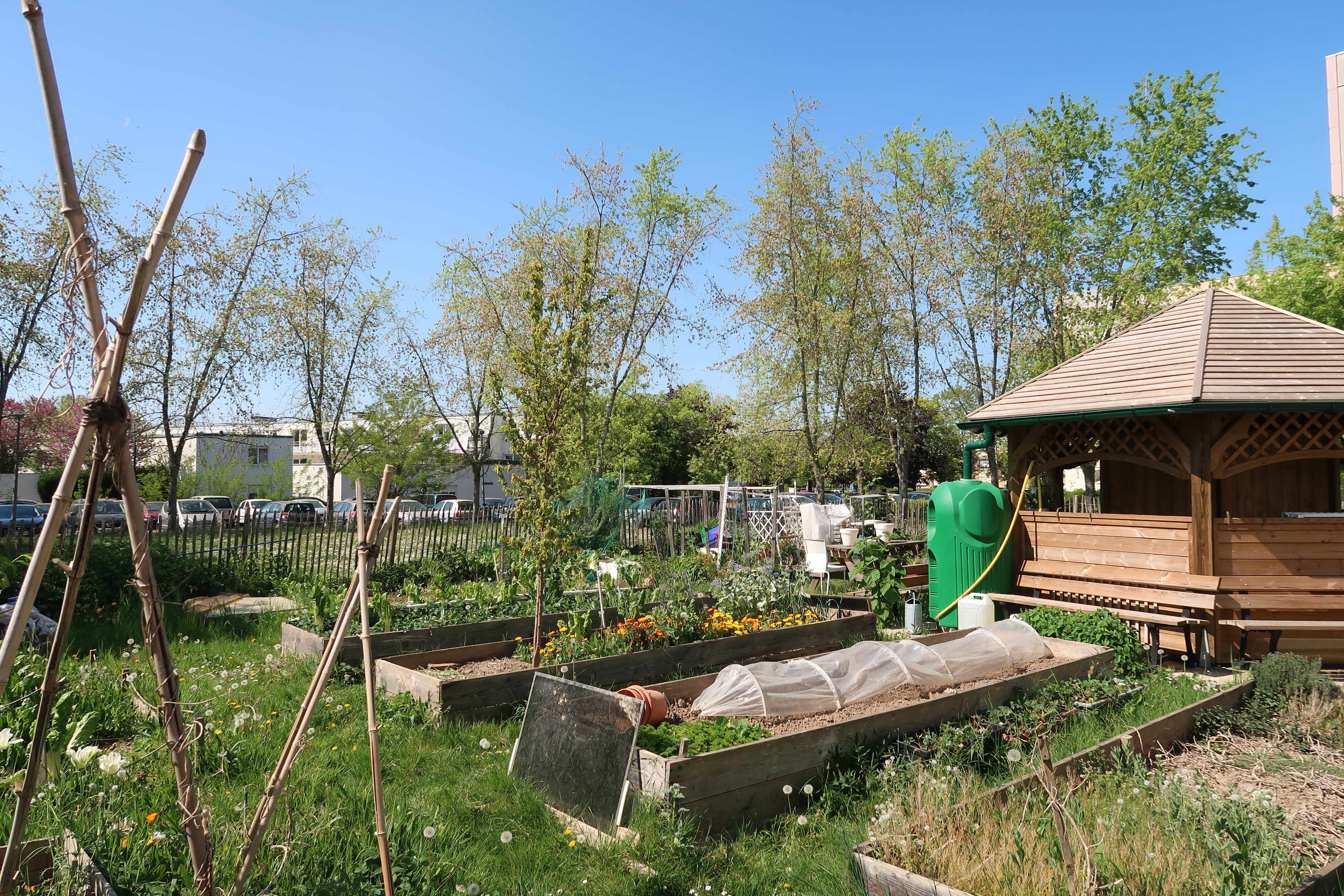
Jardin partagé dans le quartier de L'Avre.
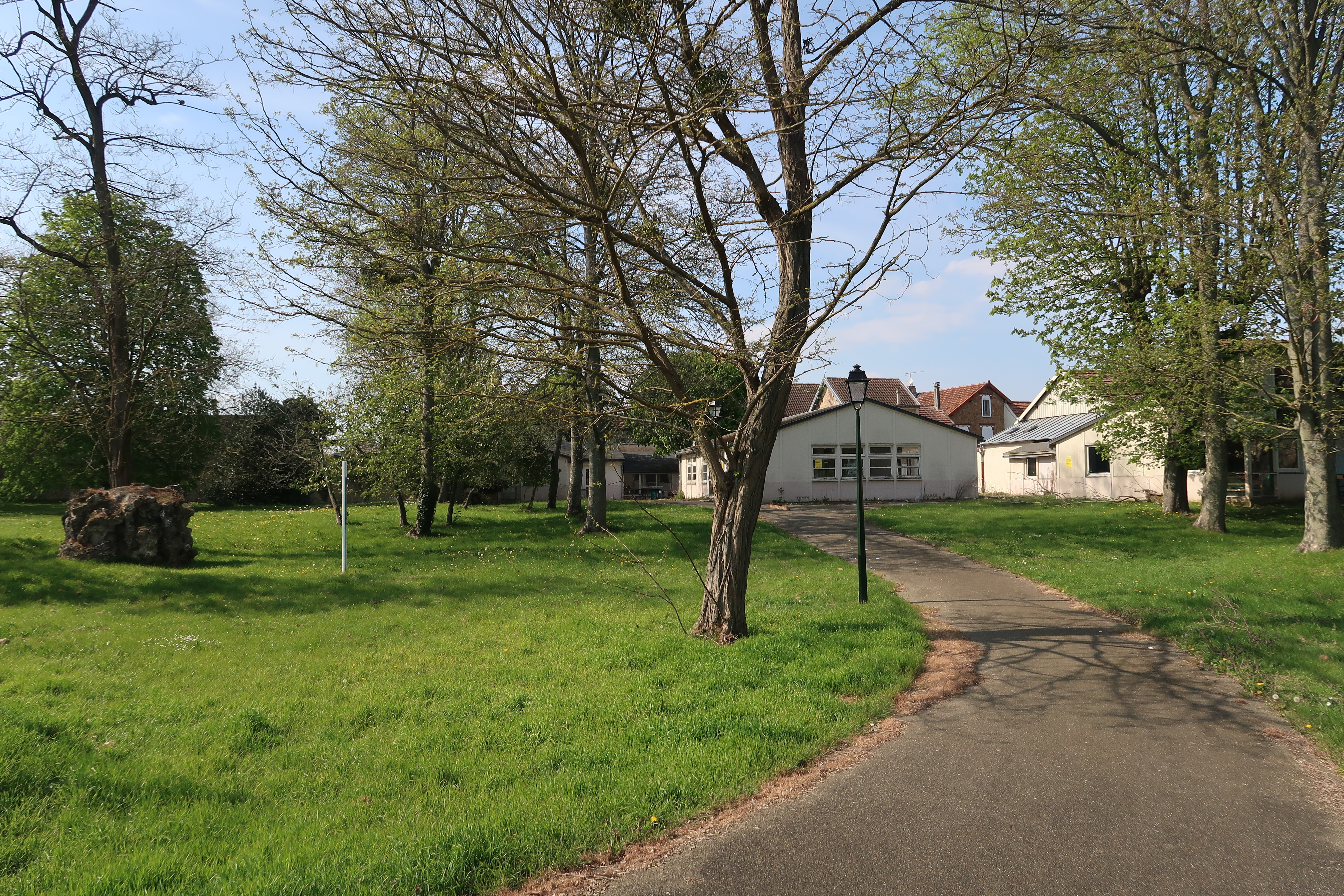
Les Bruyères.

### Équipements culturels

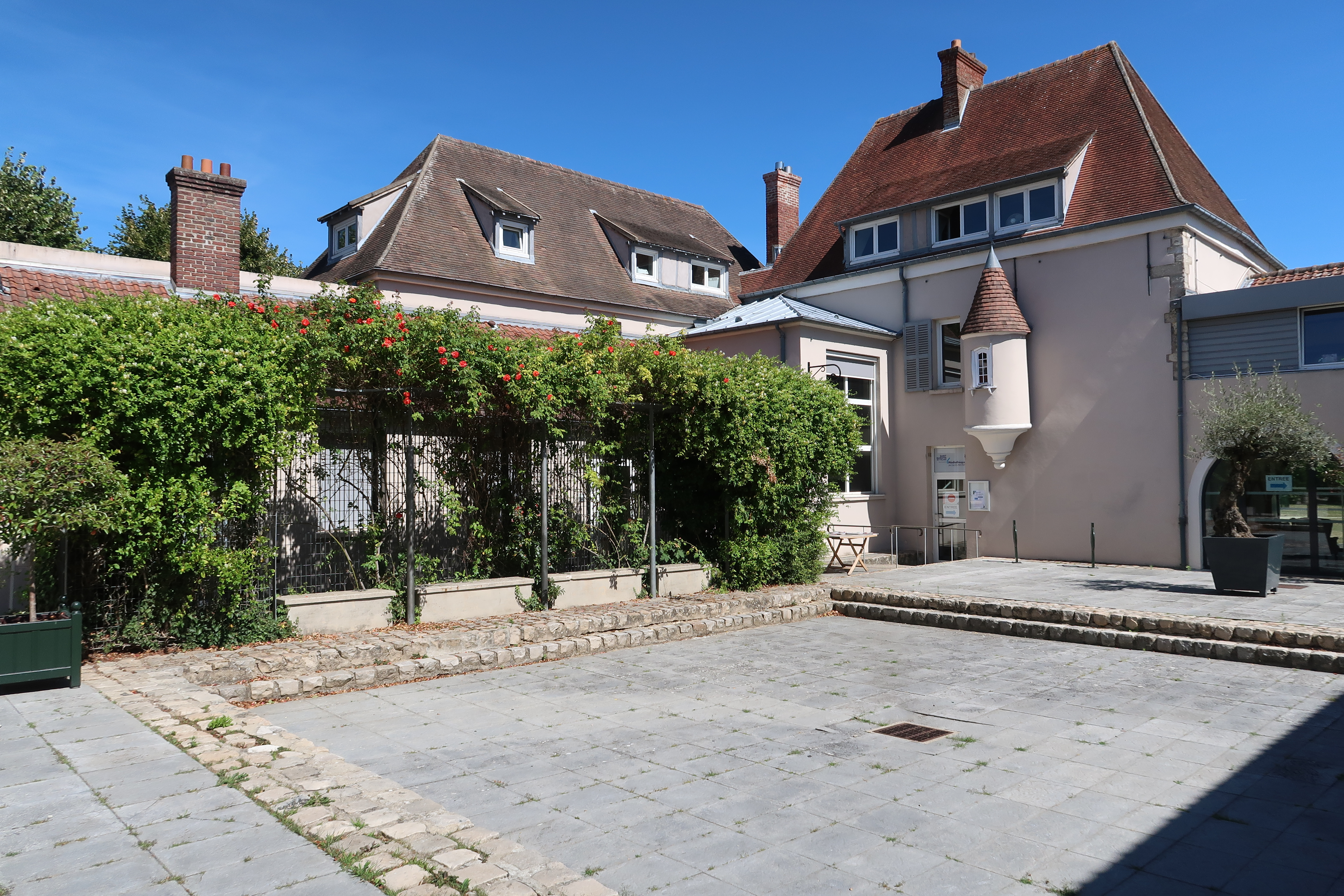
Entrée de la médiathèque, dans les communs du château.

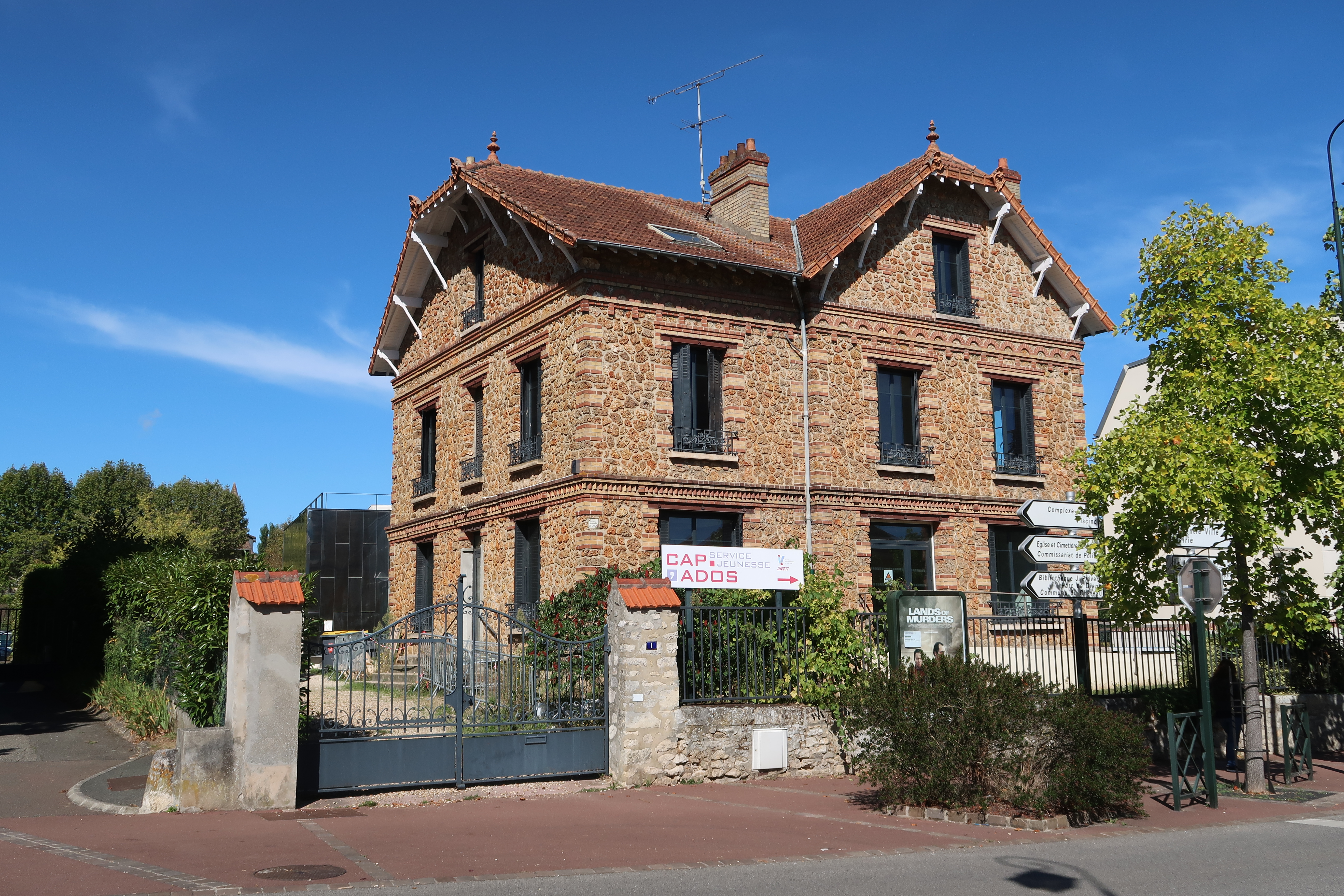
Cap'Ados.

- Médiathèque intercommunale Jacques-Prévert[79].
- Salle des Communs du château, lieu d'expositions.
- Espace socio-culturel Philippe-Noiret ouvert en septembre 2009, sur la place de la mairie. La pose de la 1re pierre a eu lieu le 31 octobre 2007. Cet espace de 3 055 m2 accueille un cinéma classé art et essai permettant l'accès aux personnes à mobilité réduite. Il est composé d'une salle de cinéma « Père et fils » de 100 places et d'une salle « Cinéma paradisio » de 250 places pouvant accueillir également des spectacles ainsi qu'une salle polyvalente et des salles d'activité pour les différentes associations[80],[20]. L'espace Philippe-Noiret remplace l'ancien cinéma municipal Henri-Langlois, auparavant situé près du parc de Diane, au niveau des actuels 2-2 bis allée Henri-Langlois.
- Deux studios de répétition de musique amplifiée du parc Jean-Carillon (28 et 40 m2).
- Le Sémaphore, centre social agréé par la Caisse d'allocations familiales, destiné au développement social, éducatif et culturel.
- Le Cap'ados, espace jeunesse 11-17 ans, 1 rue Maurice-Jouet[81].
- La Maison des jeunes et de la culture (MJC Gérard-Philippe), fondée en 1966[82].
- En 2021, des boîtes à livres sont installées dans plusieurs quartiers de la commune (devant la gare, l'école René-Coty, l'école Victor-Hugo, l'école Marcel-Pagnol et rue Massenet)[83].

### Événements
- Janvier : festival Clayes du Monde (2010 : thème Madagascar).
- Juin : festival de musique des Clayescibels (tous les deux ans). Créé dans les années 1990 et se déroulant dans le parc de Diane, il a notamment déjà accueilli Jimmy Cliff, Yannick Noah, Superbus, Louis Bertignac ou encore Zouk Machine[84].
- Juin-septembre : concours ville fleurie.
- Septembre : fête de Diane (tous les deux ans).

## Sports
Les Clayes-sous-Bois comptent plusieurs associations sportives (arts martiaux, basket-ball, boxe, BMX, football, gymnastique, handisport, natation, etc.). En 2021, le club de handball de la commune fusionne avec celui de Plaisir, donnant naissance au PLCHB (Plaisir - Les Clayes Handball).
La commune dispose des équipements sportifs suivants, :
- la piscine intercommunale Salvador-Allende, munie d'un toit ouvrant et proposant un bassin de 25 mètres profond de 2 à 3,8 m, un autre de 12,5 mètres de faible profondeur, une pataugeoire, deux saunas et une banquette UV. Le film Le Maître d'école (1981) avec Coluche y a été tourné[88]. Début 2024 est annoncé le projet de reconstruction de la piscine[89].
- le stade Jean-François-Beltramini (anciennement René-Rousseau[90]), comprenant une vaste pelouse entourée d'une piste d'athlétisme et une tribune couverte. Il accueille par ailleurs la Maison des sports (locaux de l'Union sportive municipale des Clayes, ou USMC).
- trois gymnases : Thierry-Gilardi (inauguré en 2011[91]), Dorine-Bourneton (construit dans les années 1970 et portant le nom de Maurice-Baquet, il est renommé en 2019 après rénovation[92],[93]) et Jean-Guimier.
- le terrain Dominique-Rocheteau (synthétique, homologué pour les compétitions de football).
- des terrains de tennis (quatre courts couverts, deux extérieurs et un club-house), deux terrains de padel couverts et un terrain de soft tennis couvert.
- le parc Jean-Carillon, longeant la forêt : un terrain de football, un terrain de BMX, une aire de pétanque et un rocher d'escalade. Réaménagé en 2017[94].
- des plateaux de sport : plateau d'EPS à côté du gymnase Dorine-Bourneton, espace multisports allée de la Gare et espace multisports à la prairie forestière Janine-Thomas (du nom de l'ancienne maire de la commune).
- une salle des sports, accueillant la gymnastique adulte, la danse, le jonglage et la gymnastique chinoise.
- une double rampe de skate dans la prairie forestière Janine-Thomas, inaugurée en 2005.
- espaces de pétanque square Marie-Guérin, au stade de l'Avre et au parc Carillon.

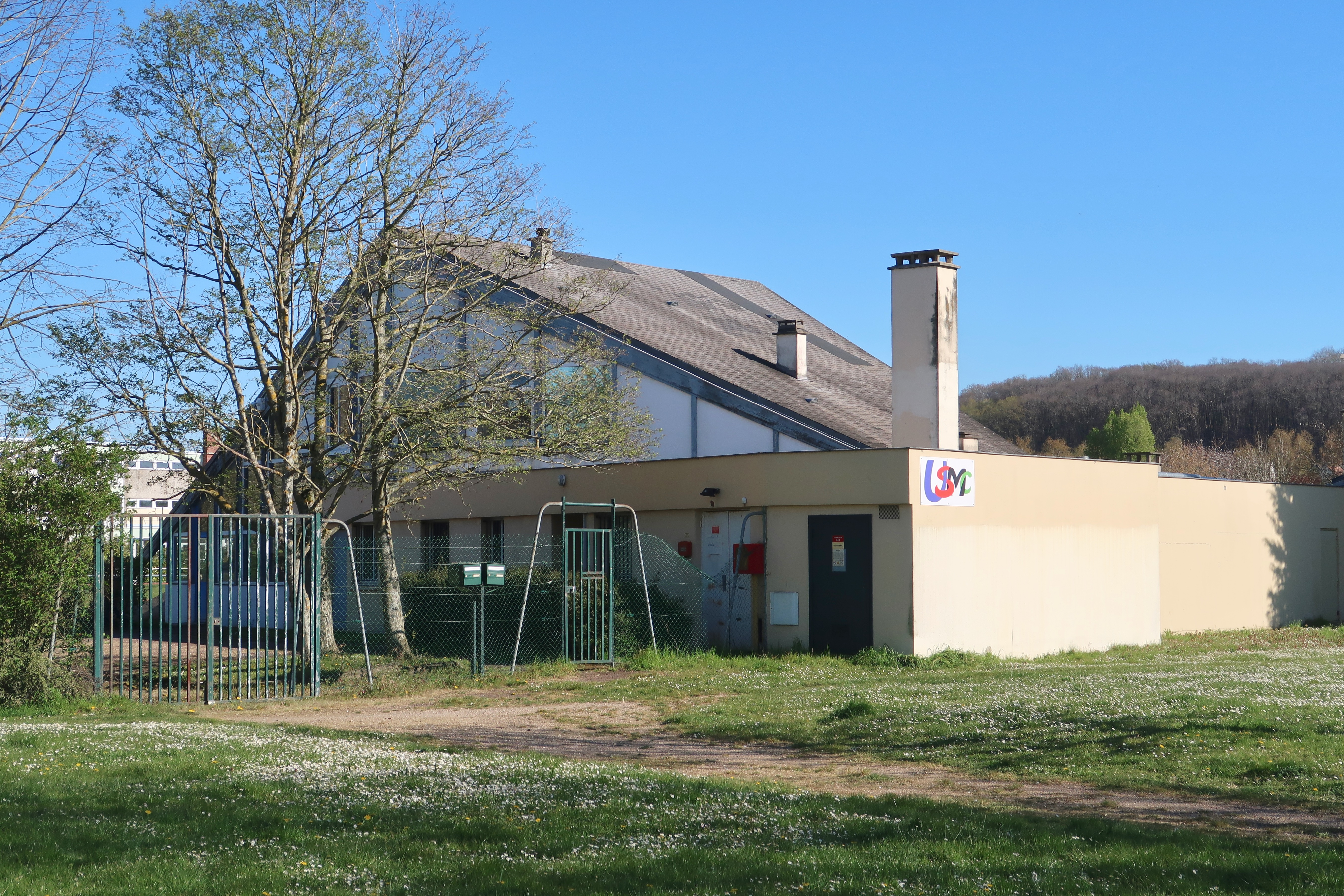
Maison des sports.
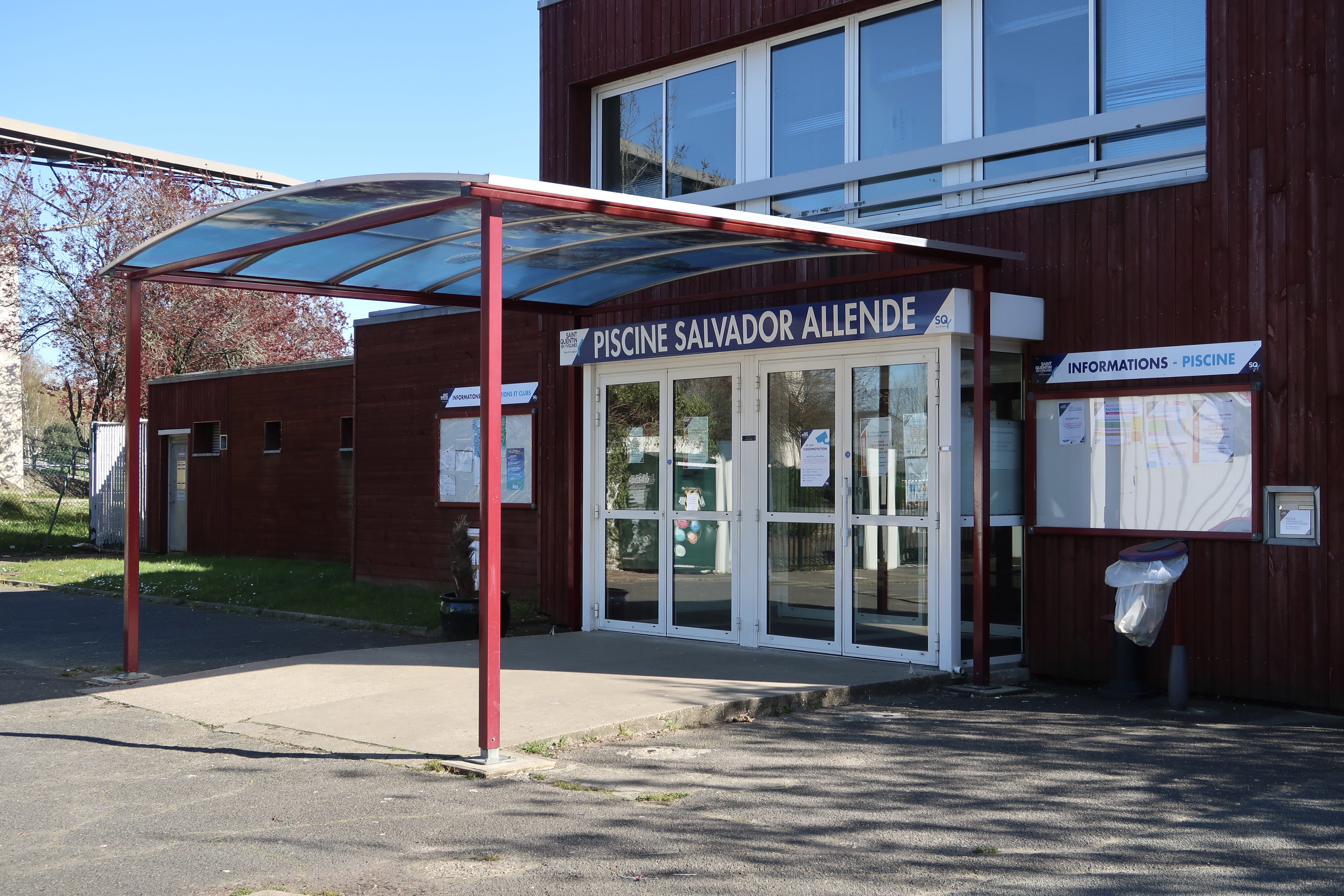
Piscine Salvador-Allende.
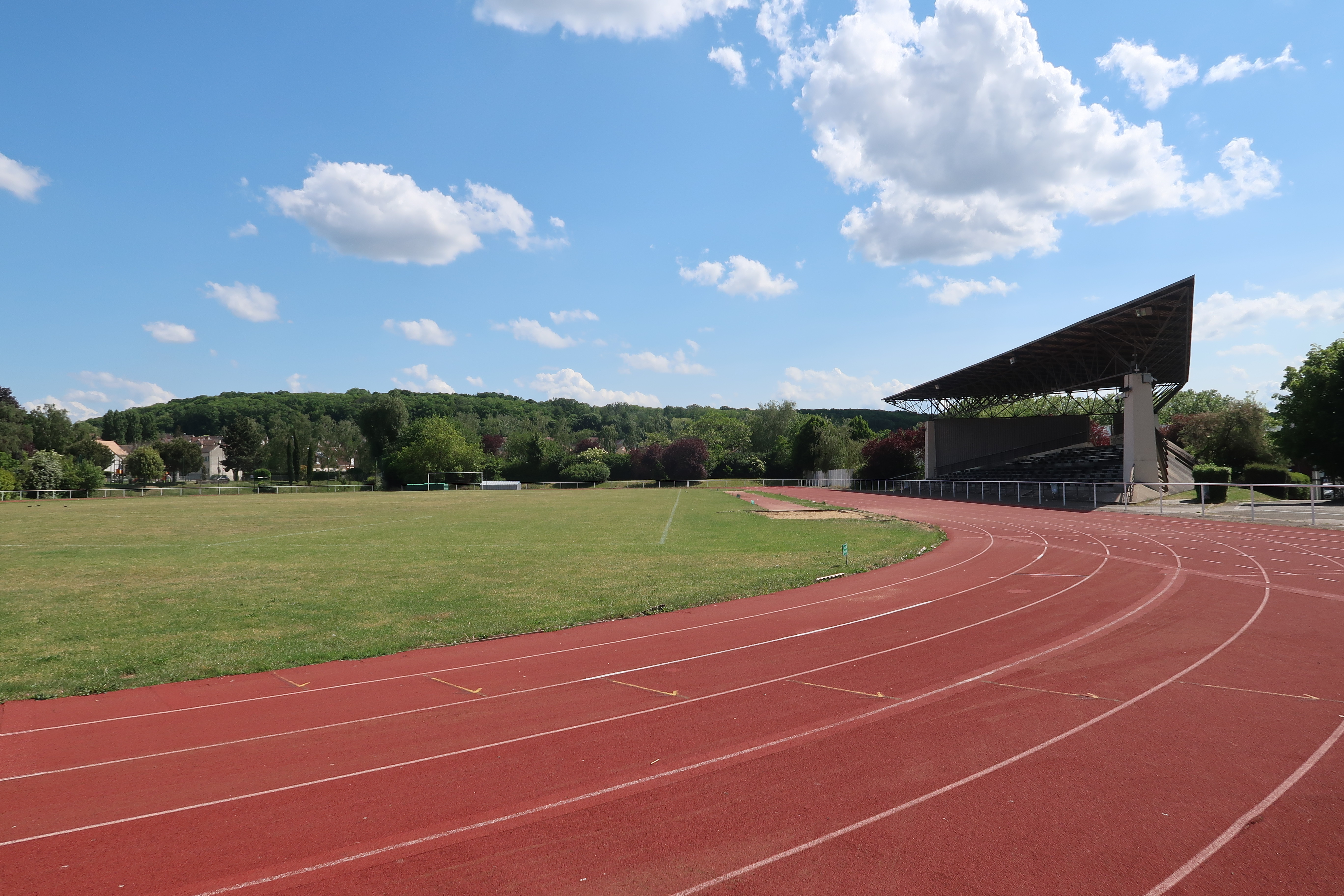
Stade Jean-François-Beltramini.
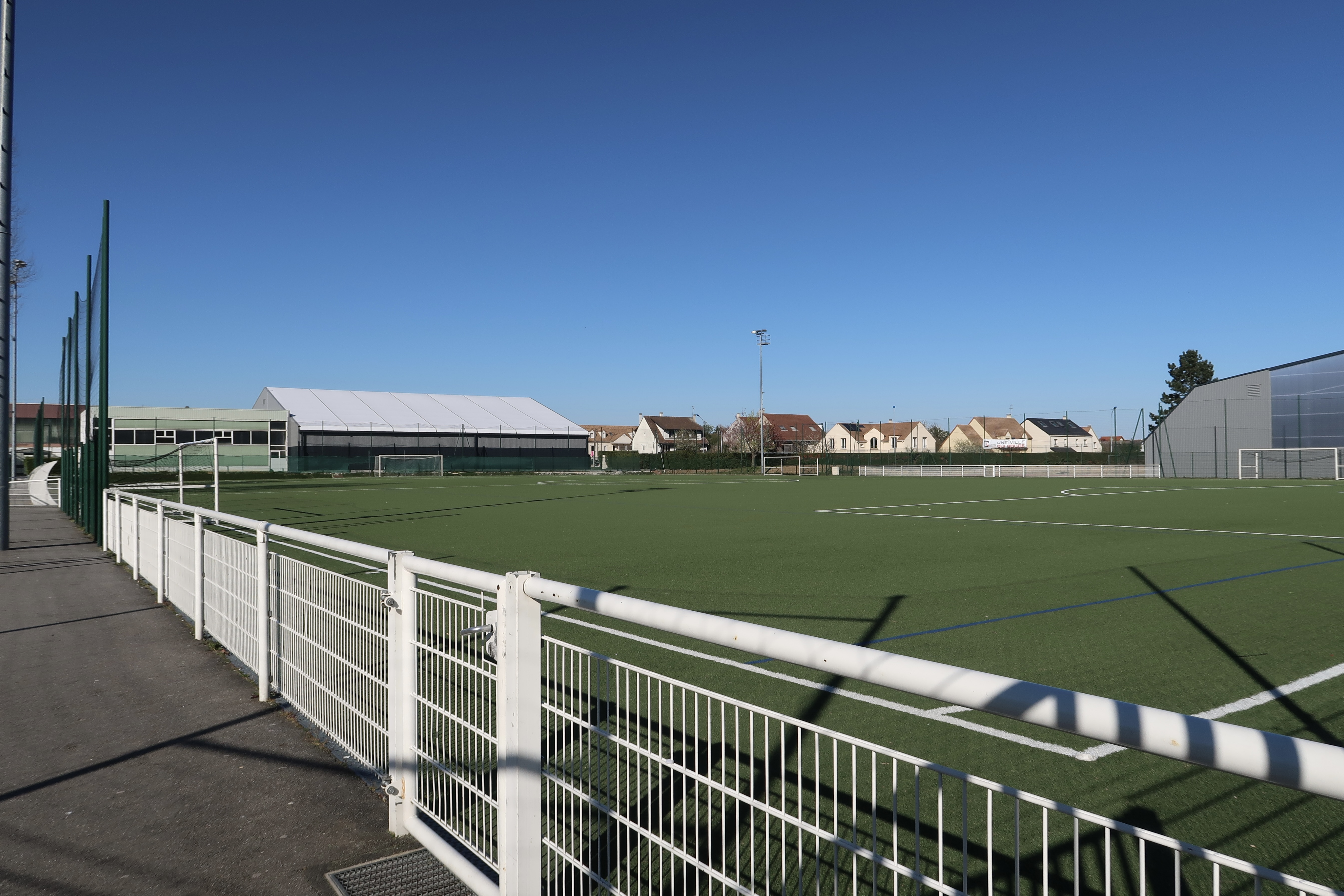
Terrain Dominique-Rocheteau.
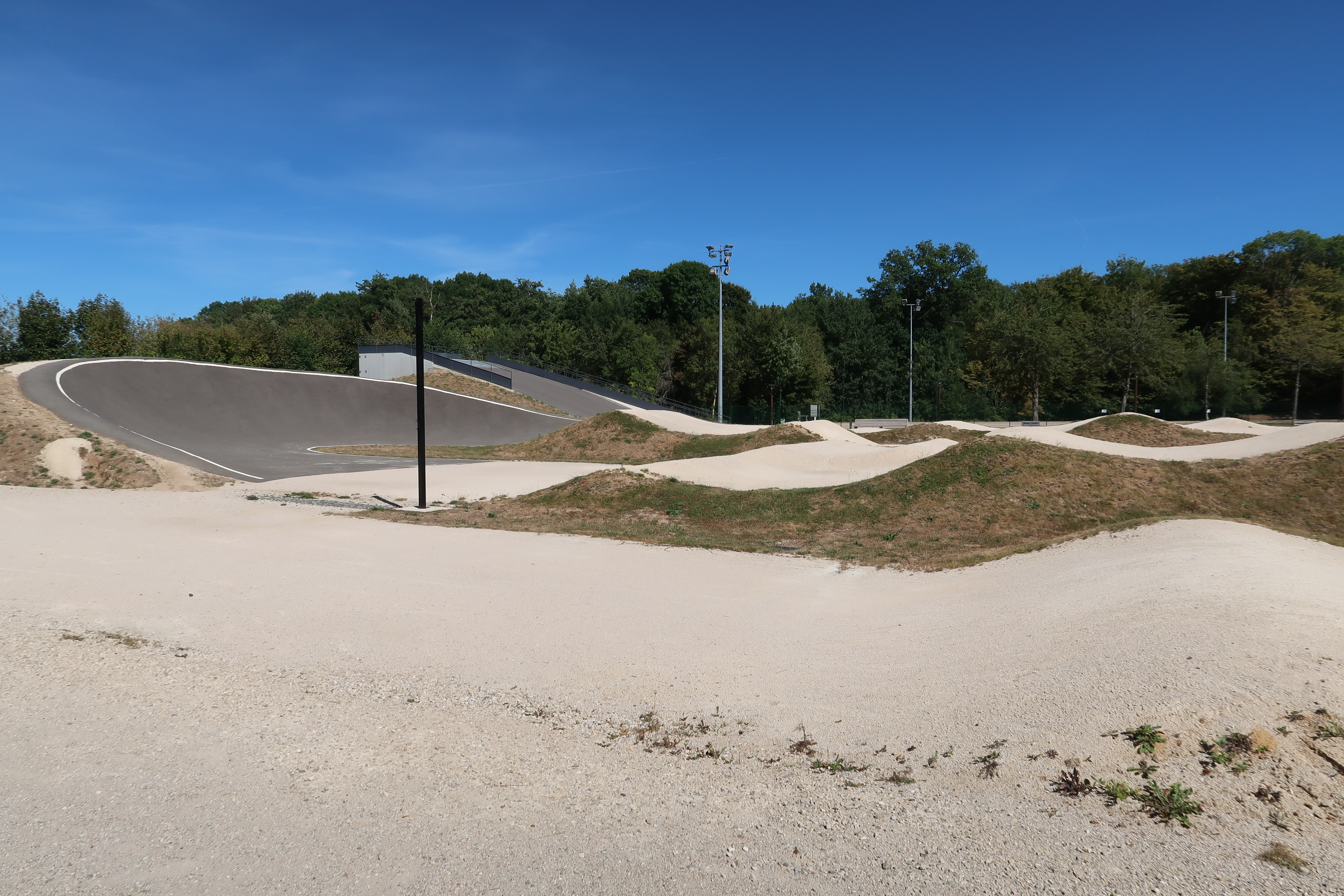
Piste de BMX au parc Jean-Carillon.

Équipements disparus
- le gymnase Auguste-Delaune, en face de l'école Marcel-Pagnol. Détruit en 2012 et remplacé par un lotissement immobilier.
- une piste de BMX près du collège La Fosse-aux-Dames, entre la rue Jacques-Duclos et la rue Pablo-Neruda. Fermée à la fin des années 2010, une nouvelle étant aménagée parc Carillon[95].

Le Tour de France passe aux Clayes-sous-Bois le 23 juillet 2023.

## Personnalités liées à la commune
- Diane de Poitiers.

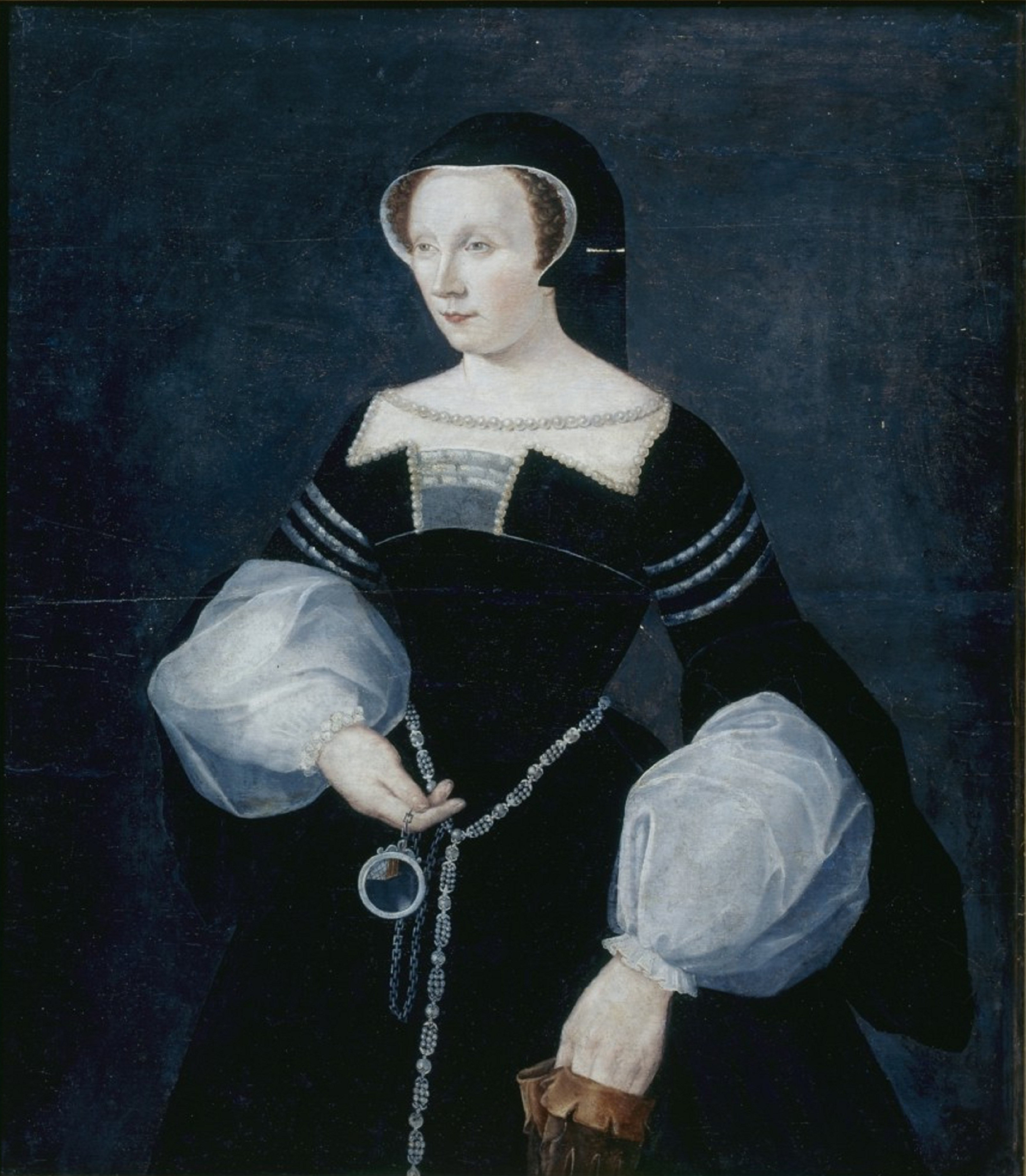
Diane de Poitiers.

- Dans l'entre-deux-guerres, le peintre Édouard Vuillard (1868-1940) séjourna souvent chez ses amis les Hessel au château des Clayes. Le château et son parc lui furent une source d'inspiration pour de nombreuses œuvres[97] (Sous-bois au printemps au château des Clayes, Le Château des Clayes, Le Parc du château des Clayes, etc.). Une place de la commune porte depuis son nom.
- Henri Alfred Camille Prou, maire des Clayes-sous-Bois de 1935 à 1939. Né le 9 août 1882 à Paris (1er arr.), Henri Prou est employé de la Banque de France, où il fonde en 1920 l'Amicale des employés de la Banque de France. En 1939, il est démis de ses fonctions de maire, et par un mandat d'arrêt signé du préfet de Seine-et-Oise, est interné administrativement le 12 octobre 1940 au centre de séjour surveillé d'Aincourt. Il est transféré le 27 juin 1941 au Frontstalag 122, à Compiègne. Il fait partie du groupe des cent otages fusillés à la forteresse du Mont-Valérien (Suresnes) le 15 décembre 1941[98]. Une rue et une école élémentaire de la commune portent son nom.
- L'actrice Gilberte Savary, née dans le 18e arrondissement de Paris le 4 avril 1921, est morte aux Clayes-sous-Bois (Yvelines) le 14 mars 1992.
- Le footballeur Jean-François Beltramini (1948-2014) est né et mort aux Clayes-sous-Bois. Un stade de la commune porte son nom[99].
- Le réalisateur Mabrouk El Mechri est originaire des Clayes-sous-Bois et y a passé son enfance (quartier du Chemin-de-Ronde).
- Le présentateur de télévision Frédéric Courant, de l’émission C'est pas sorcier, y vit depuis 2007.

Peintures d'Édouard Vuillard
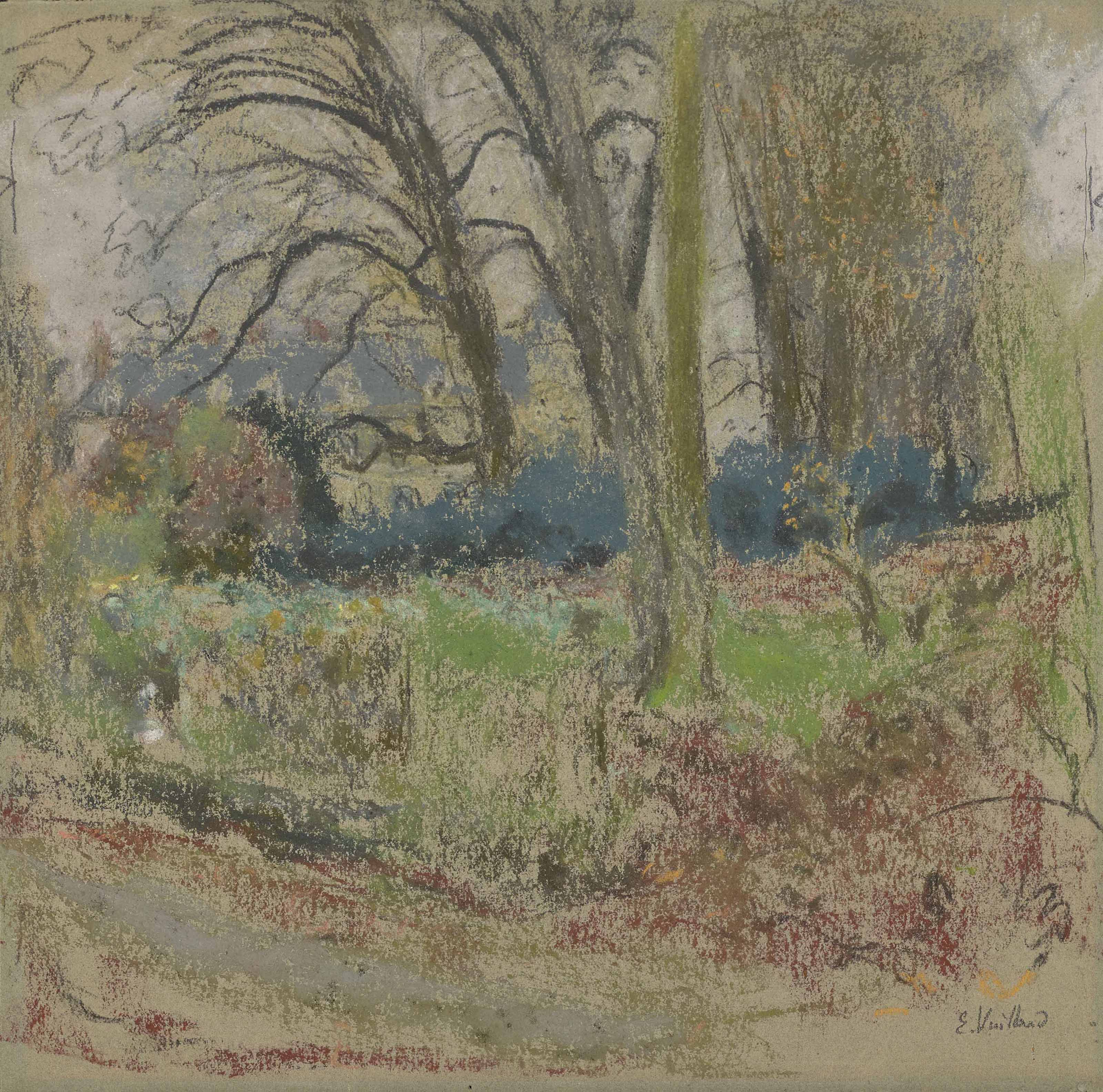
Paysage d'hiver aux Clayes (1932-1938).
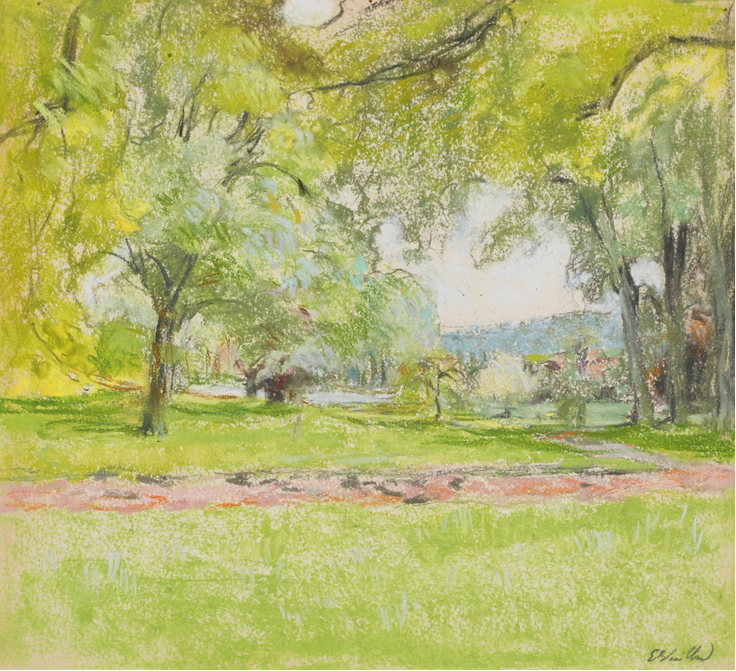
Étang au château des Clayes (1932-1938).
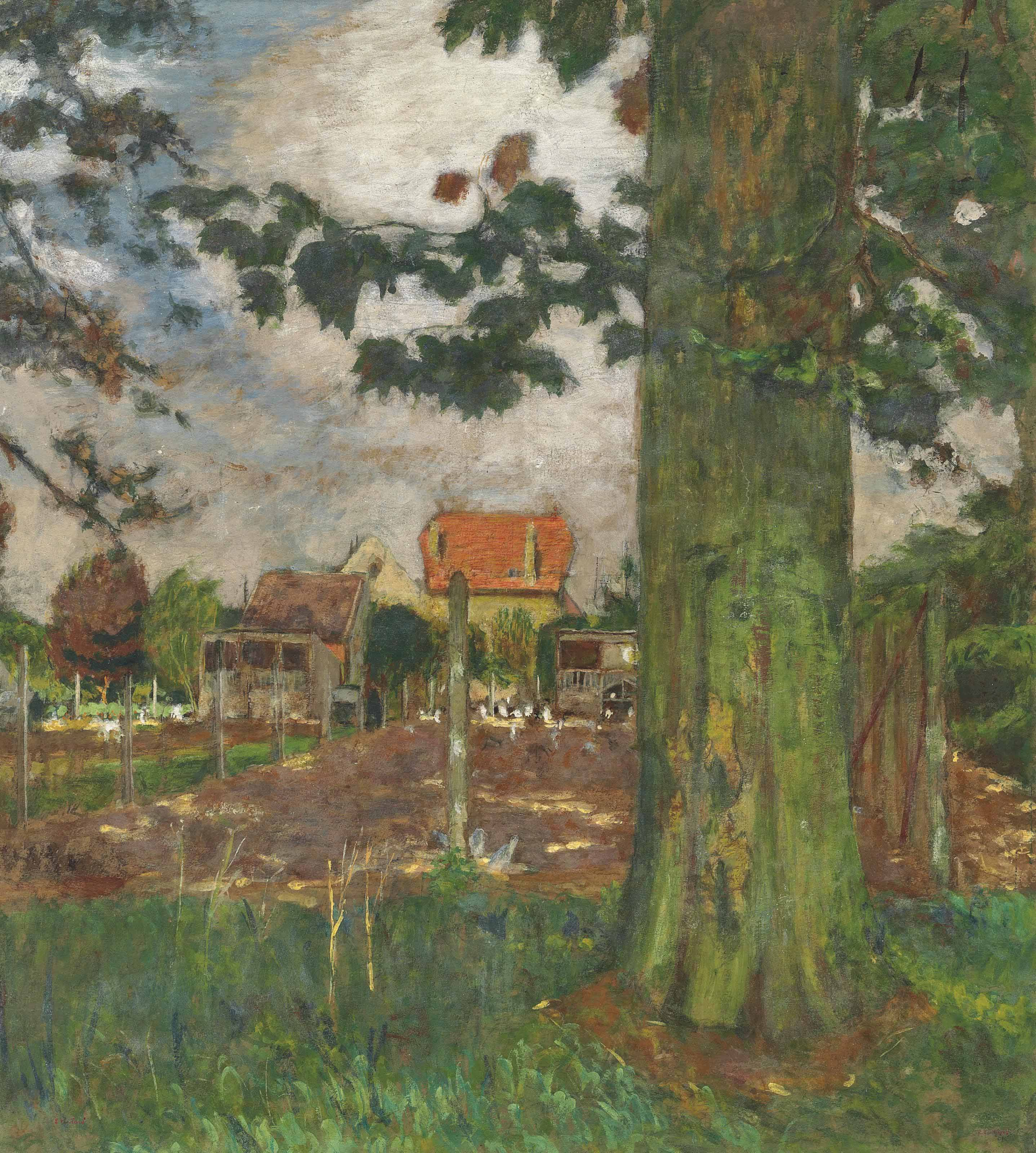
Le poulailler du château des Clayes (1939).
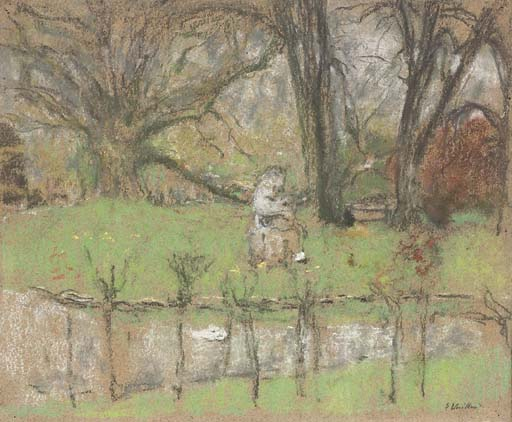
Le bassin du château des Clayes avec une statue en marbre.